# Biserica romano-catolică din Dealu

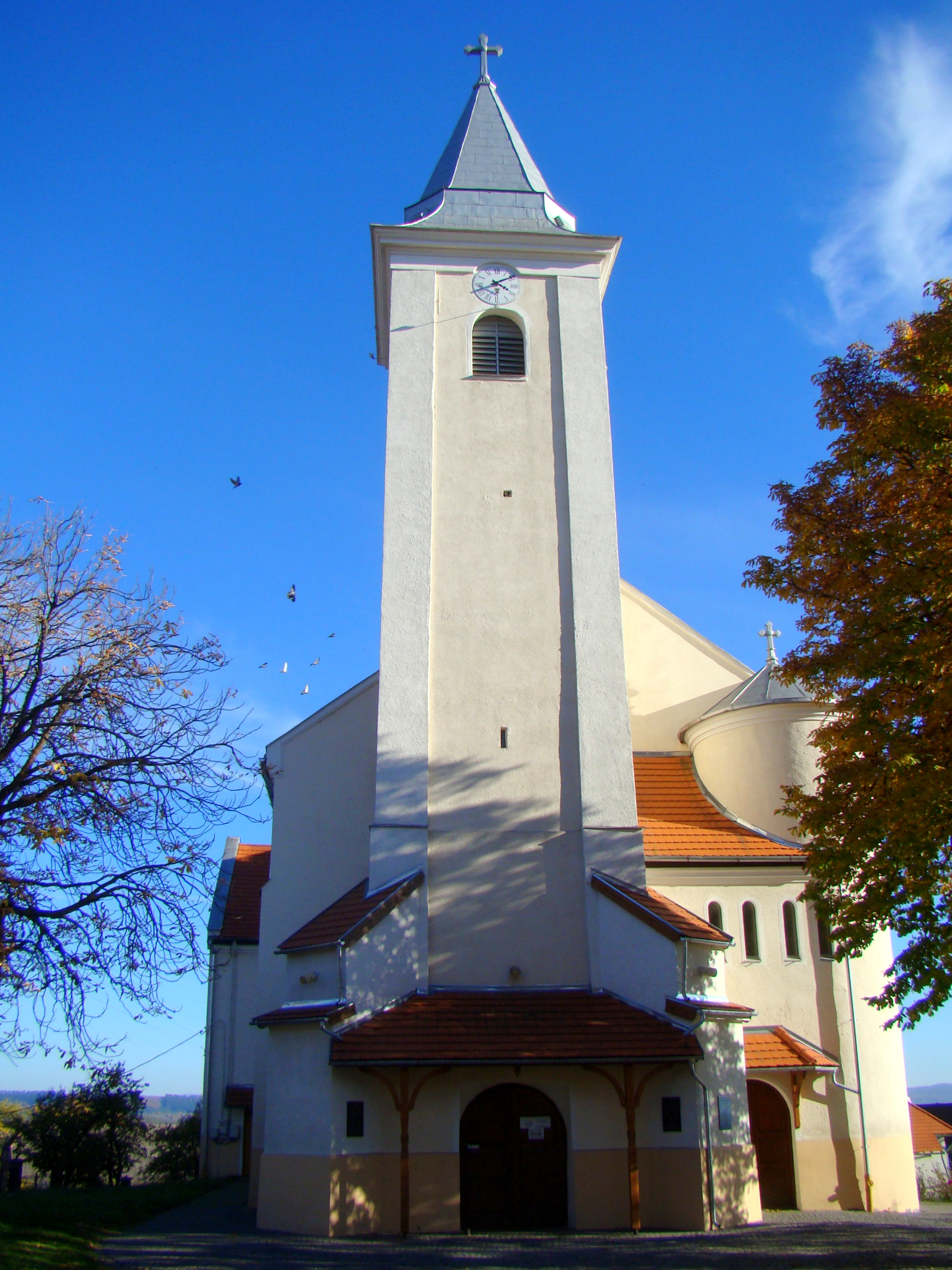
Biserica romano-catolică din Dealu (octombrie 2021)

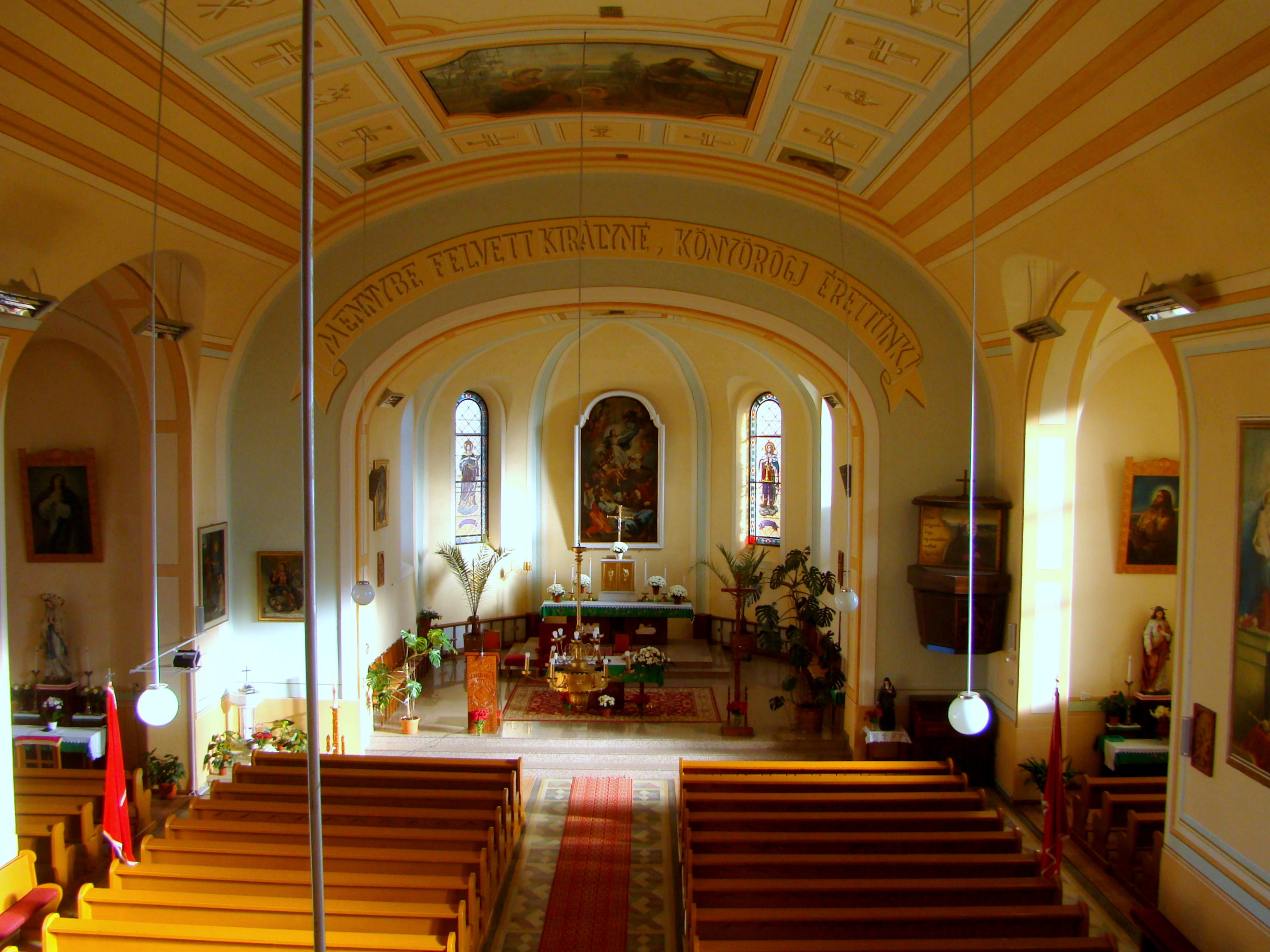
Nava spre altar

Biserica romano-catolică este un lăcaș de cult aflat pe teritoriul satului Dealu, comuna Dealu, județul Harghita. A fost construită la mijlocul secolului al XVIII-lea. Are hramul „Adormirea Maicii Domnului”.

## Localitatea
Dealu (în maghiară Oroszhegy, în trad. „Dealul Rusului") este satul de reședință al comunei cu același nume din județul Harghita, Transilvania, România. Menționat pentru prima dată în anul 1334.

## Biserica
Satul și parohia sunt menționate pentru prima dată în registrul dijmelor papale din 1334: „Item Dominicus sacerdos de Uriczheg solvit I. banalem”.
În anul 1748 redevine parohie de sine stătătoare. La 21 noiembrie 1765 a fost aprobată reconstrucția bisericii romano-catolice din Dealu. La 6 mai 1766, cu contribuția financiară a lui Tamás György și datorită muncii voluntare a credincioșilor, a început demolarea bisericii anterioare din 1670 și construirea uneia noi. Construcția bisericii a durat patru ani. În 1785, pe biserică a fost montat un ceas. El se află și în prezent în turnul bisericii, dar nu mai funcționează.
În 1937 au început lucrările de reconstrucție și extindere a bisericii, care fuseseră planificate cu aproape o jumătate de secol înainte. Pe 6 mai, consilierul tehnic Mihály Rácz a prezentat un plan de extindere a bisericii, conform căruia mărirea acesteia ar costa 1.108.329 lei. Lucrările s-au încheiat în 1940. Dimensiunile noii biserici: lungimea este de 36 m; lățimea sanctuarului este de 8,6 m. Biserica are două coridoare, cu lățimea de 3,3 m și lungimea de 7 m. Biserica mai are o sacristie de 4,5 m lungime și 4 m lățime. Înălțimea turnului este de cca. 35 m.
La 10 februarie 1957, consiliul bisericesc a decis pictarea a trei fresce pe tavanul bisericii. Această lucrare a fost realizată de pictorul arădean Milthaller.

## Imagini din exterior

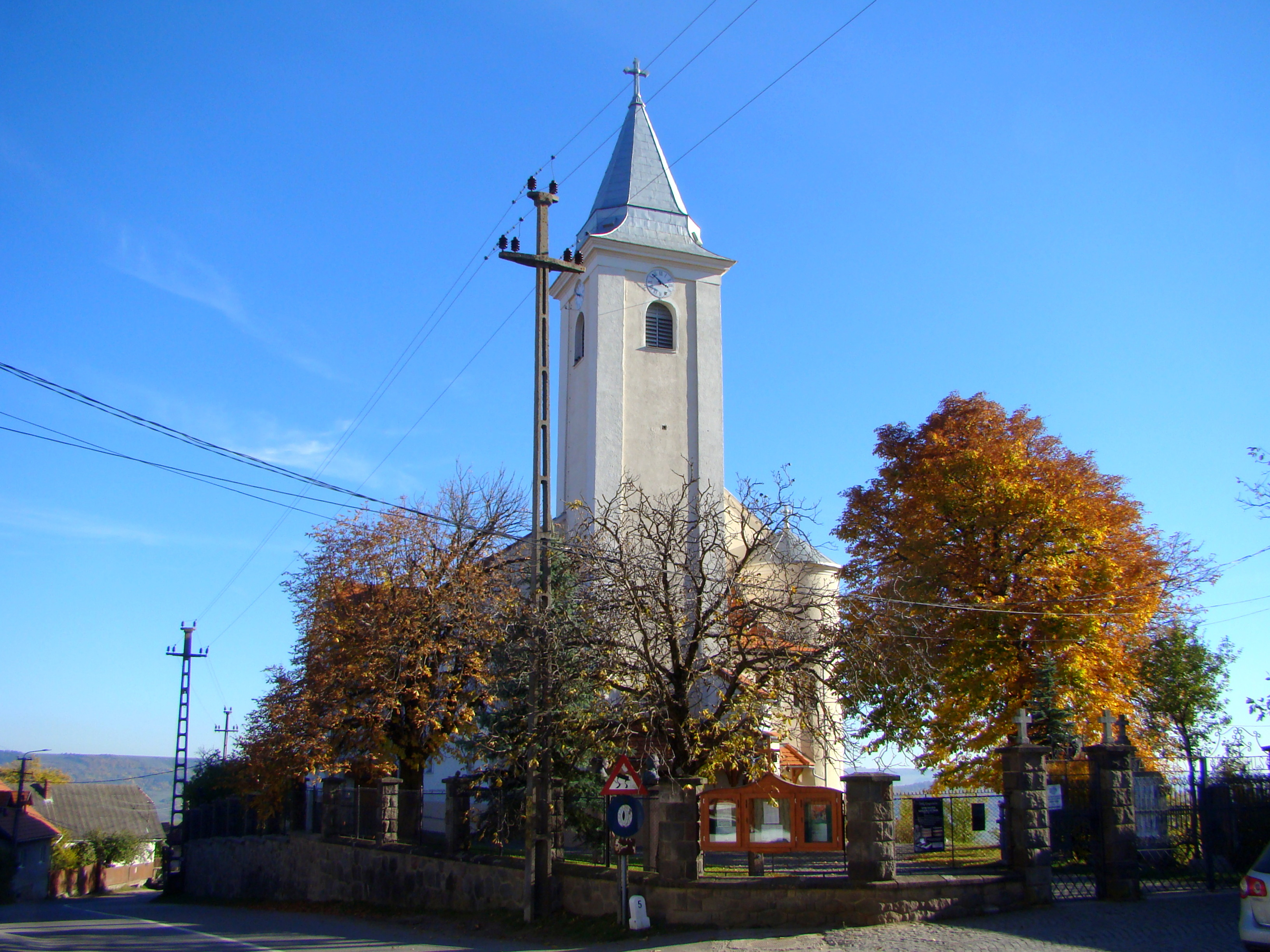
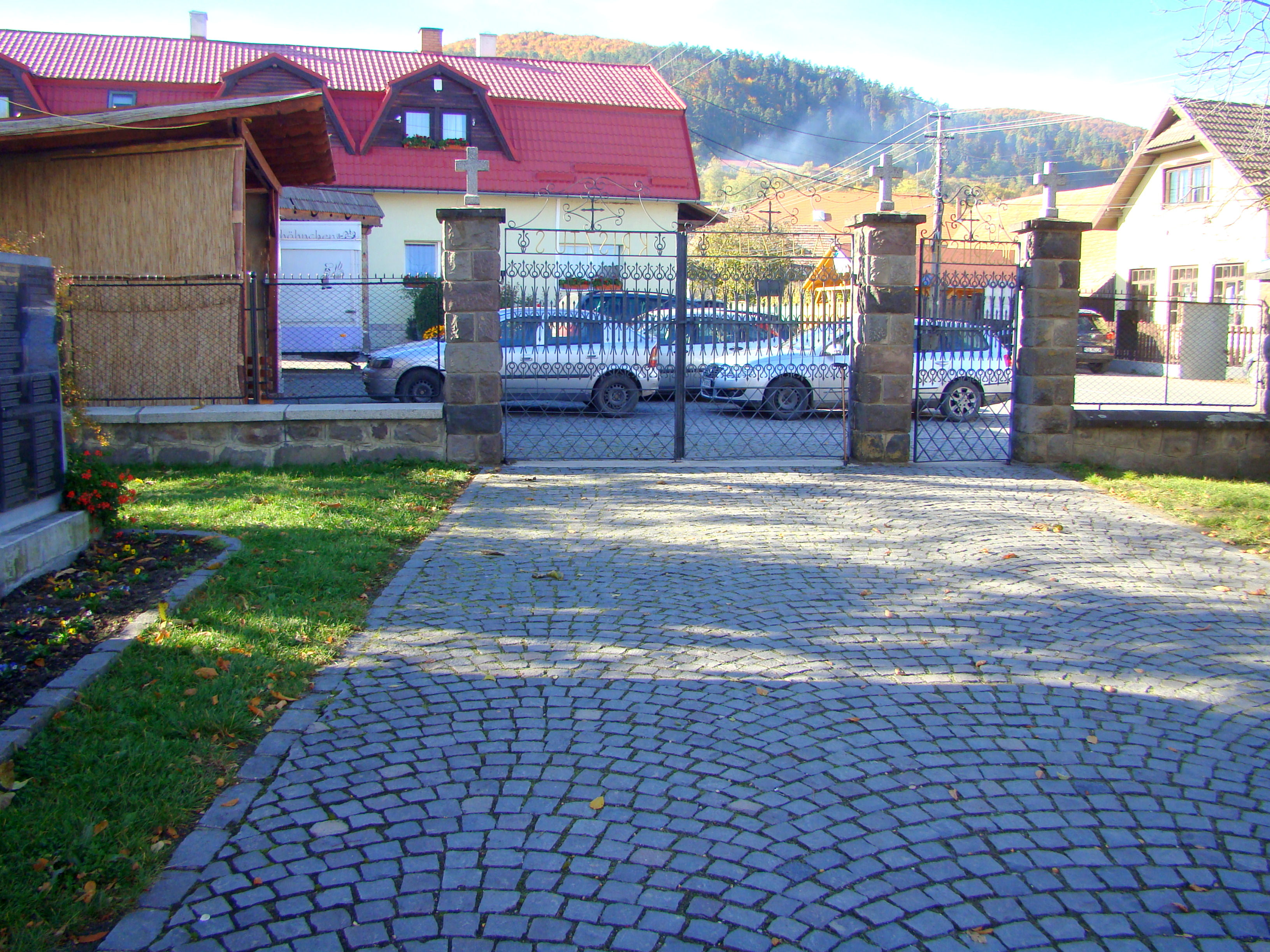
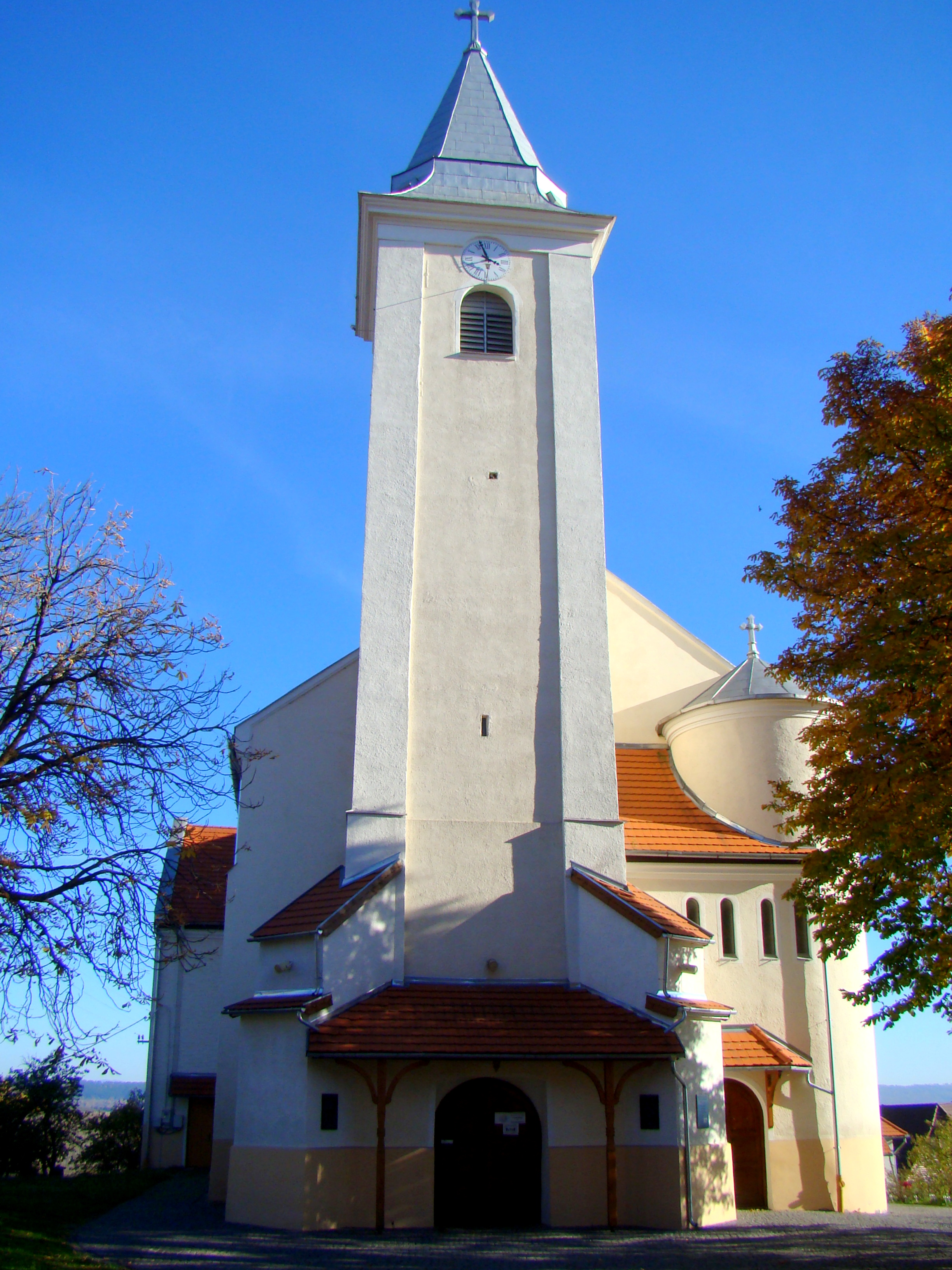
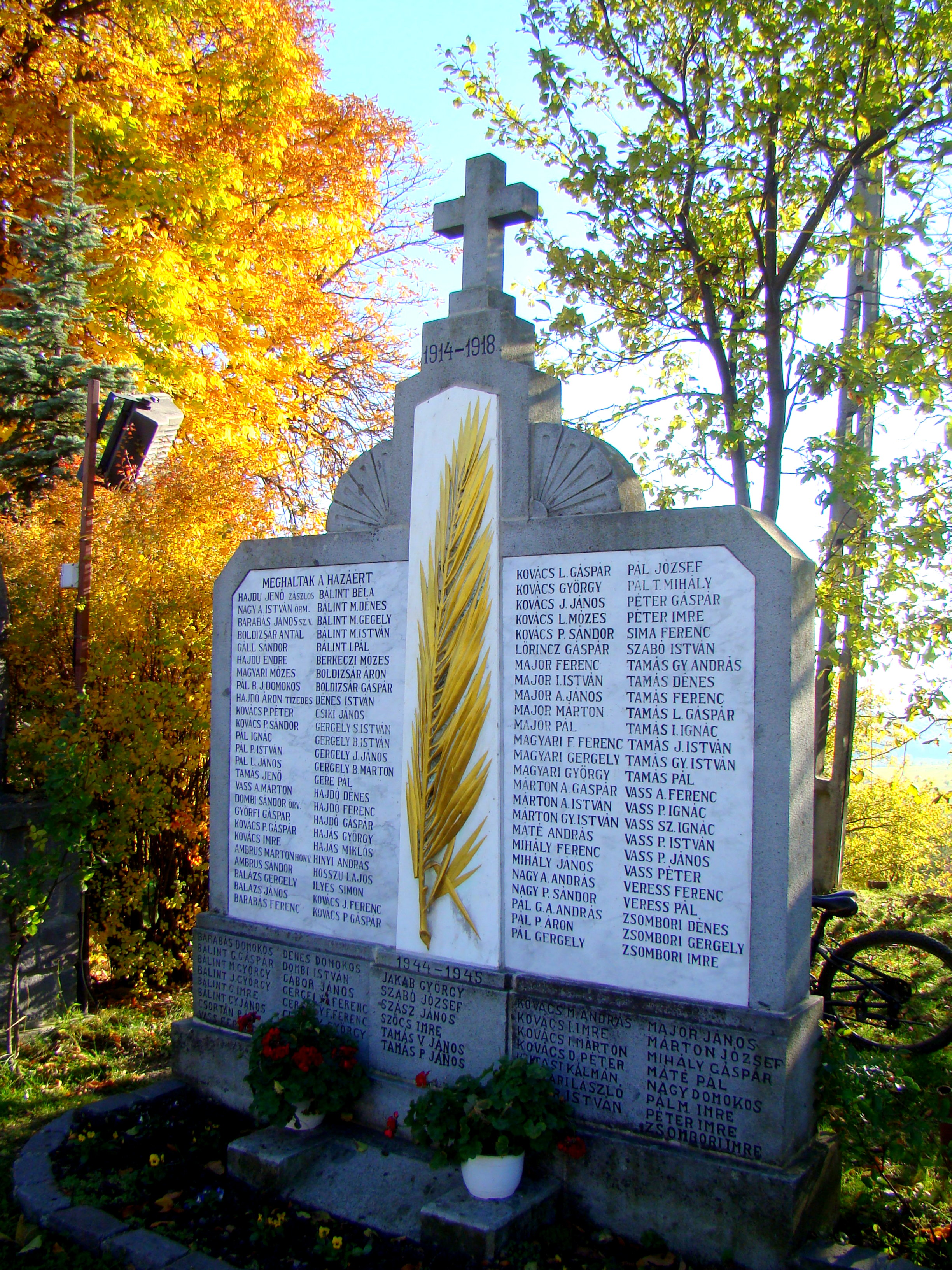
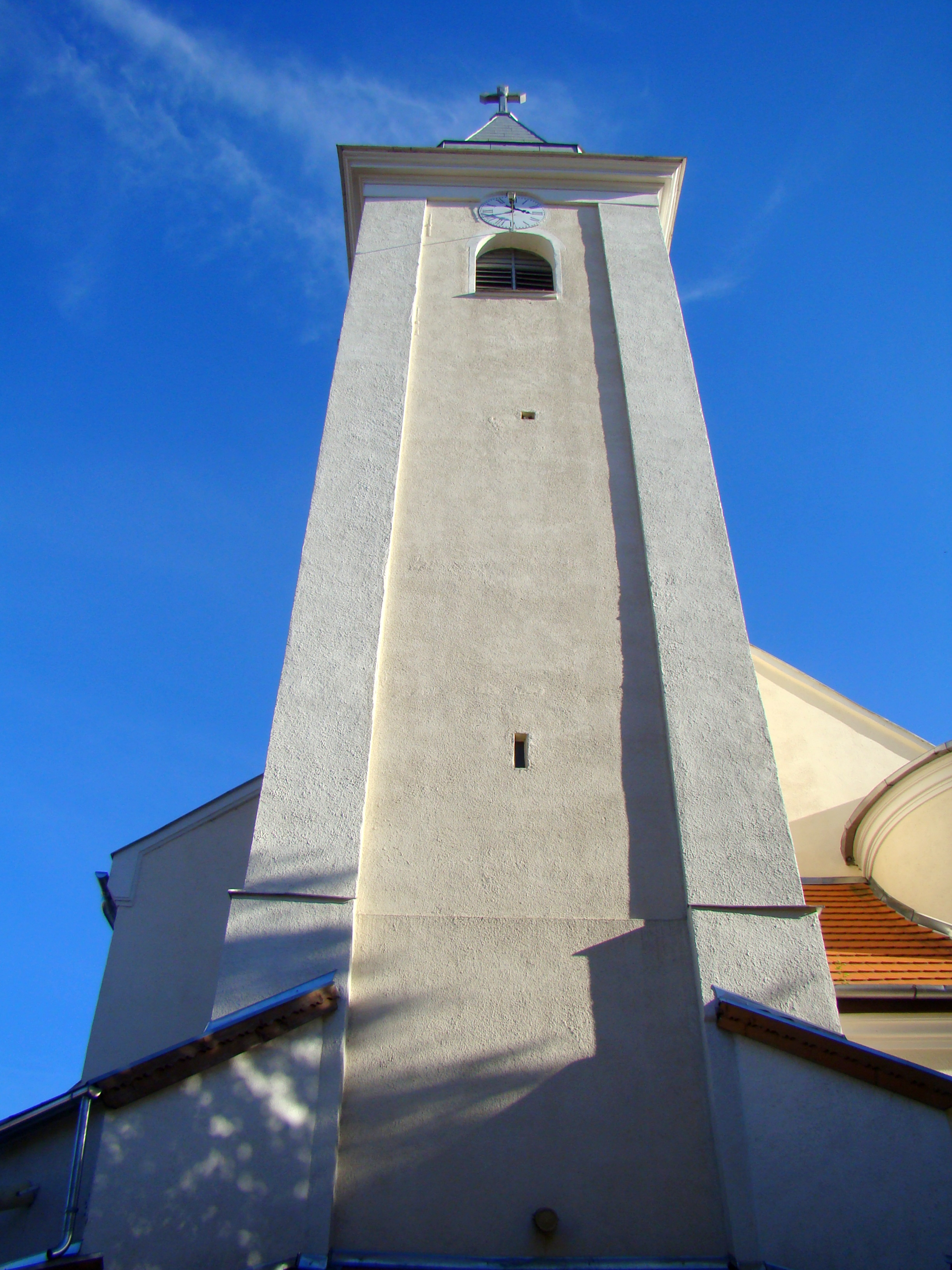
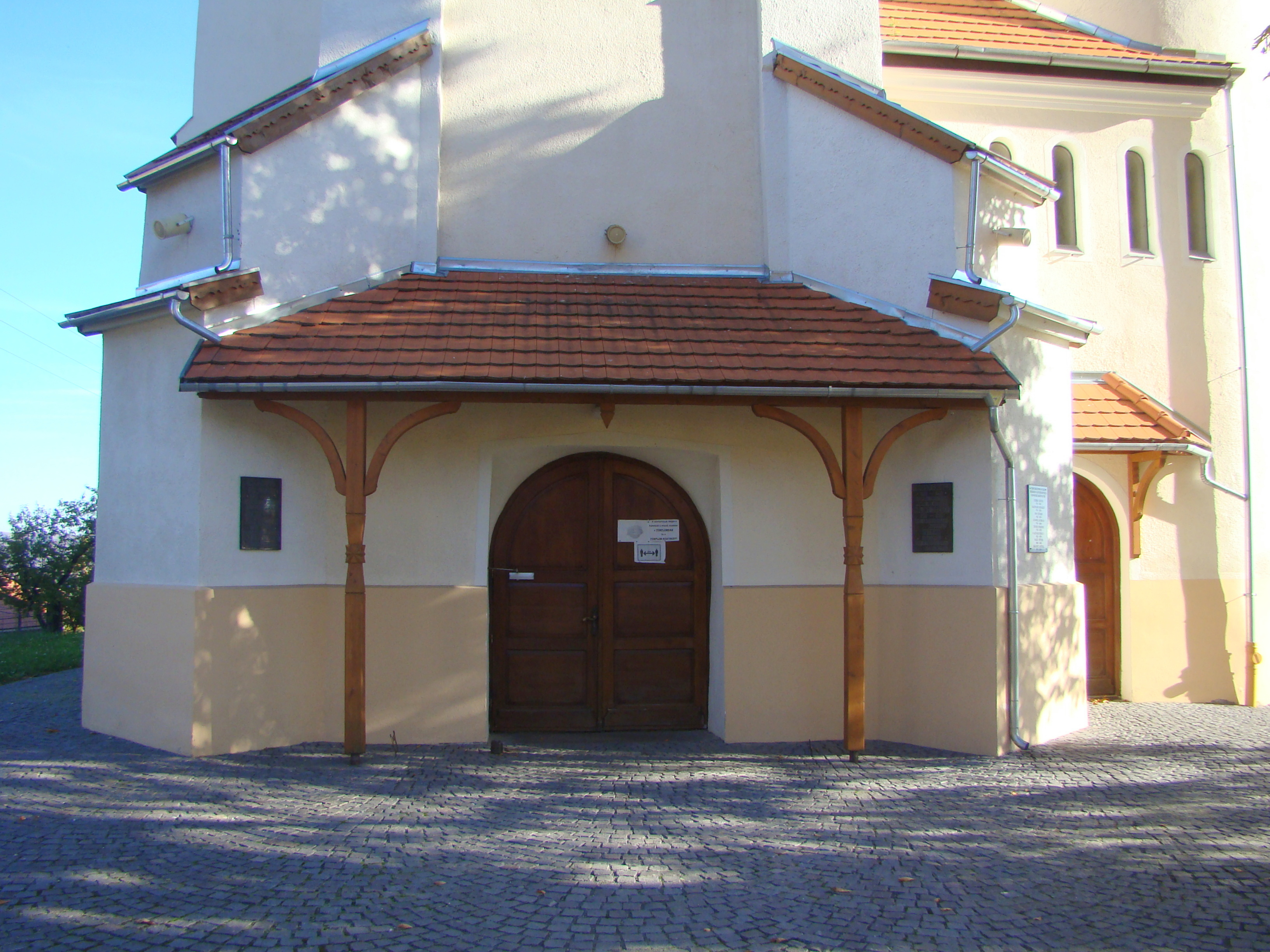
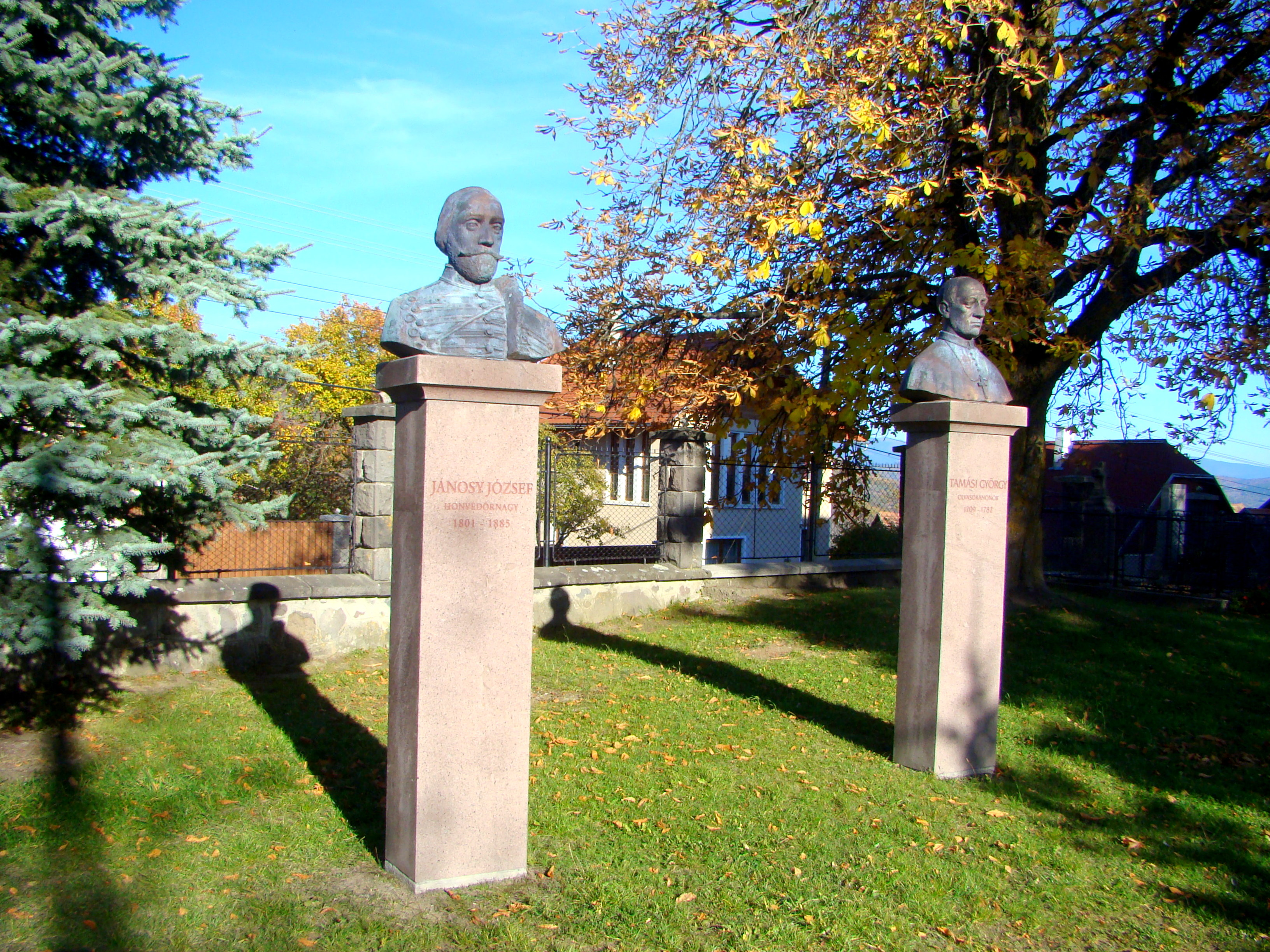
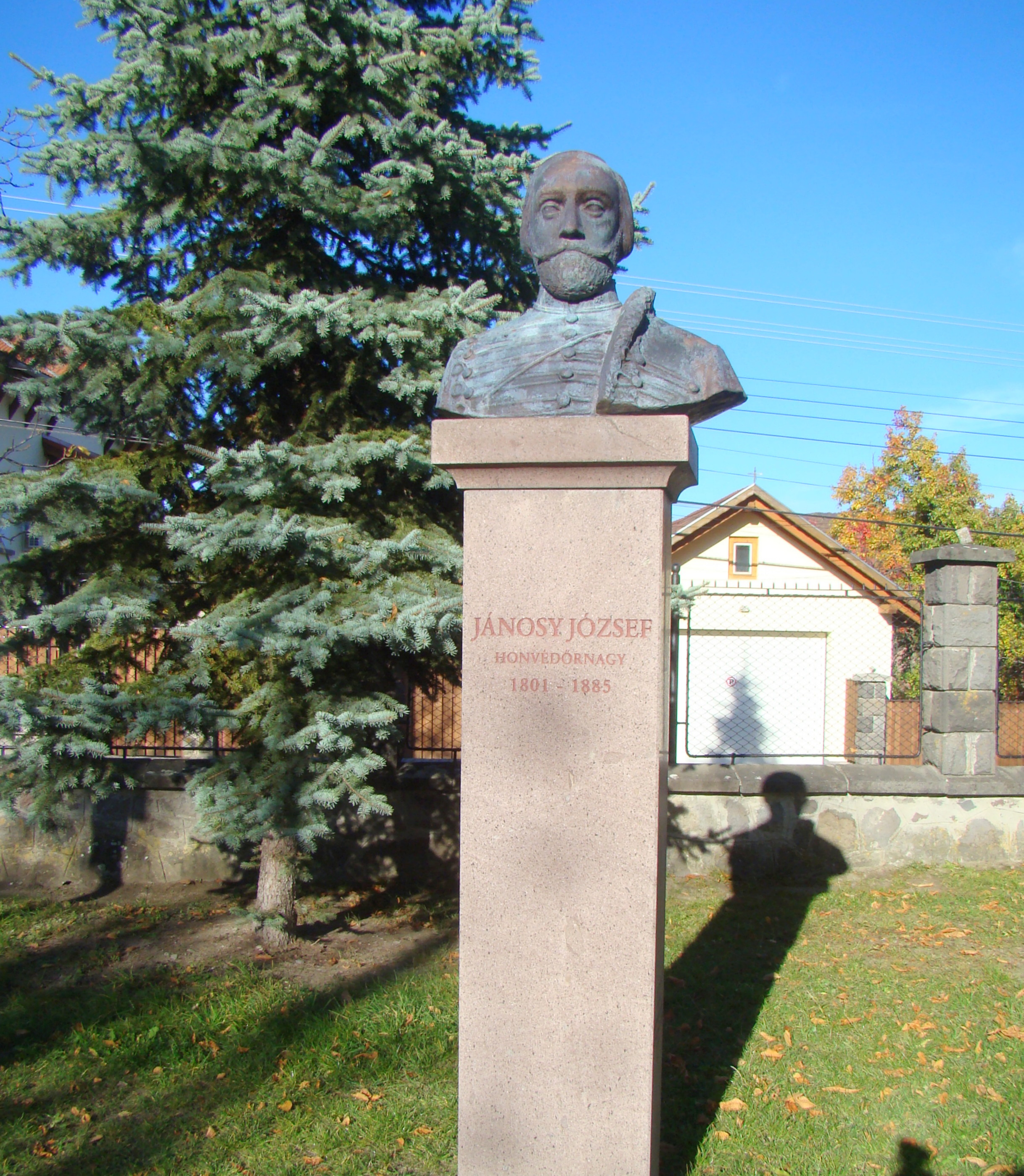
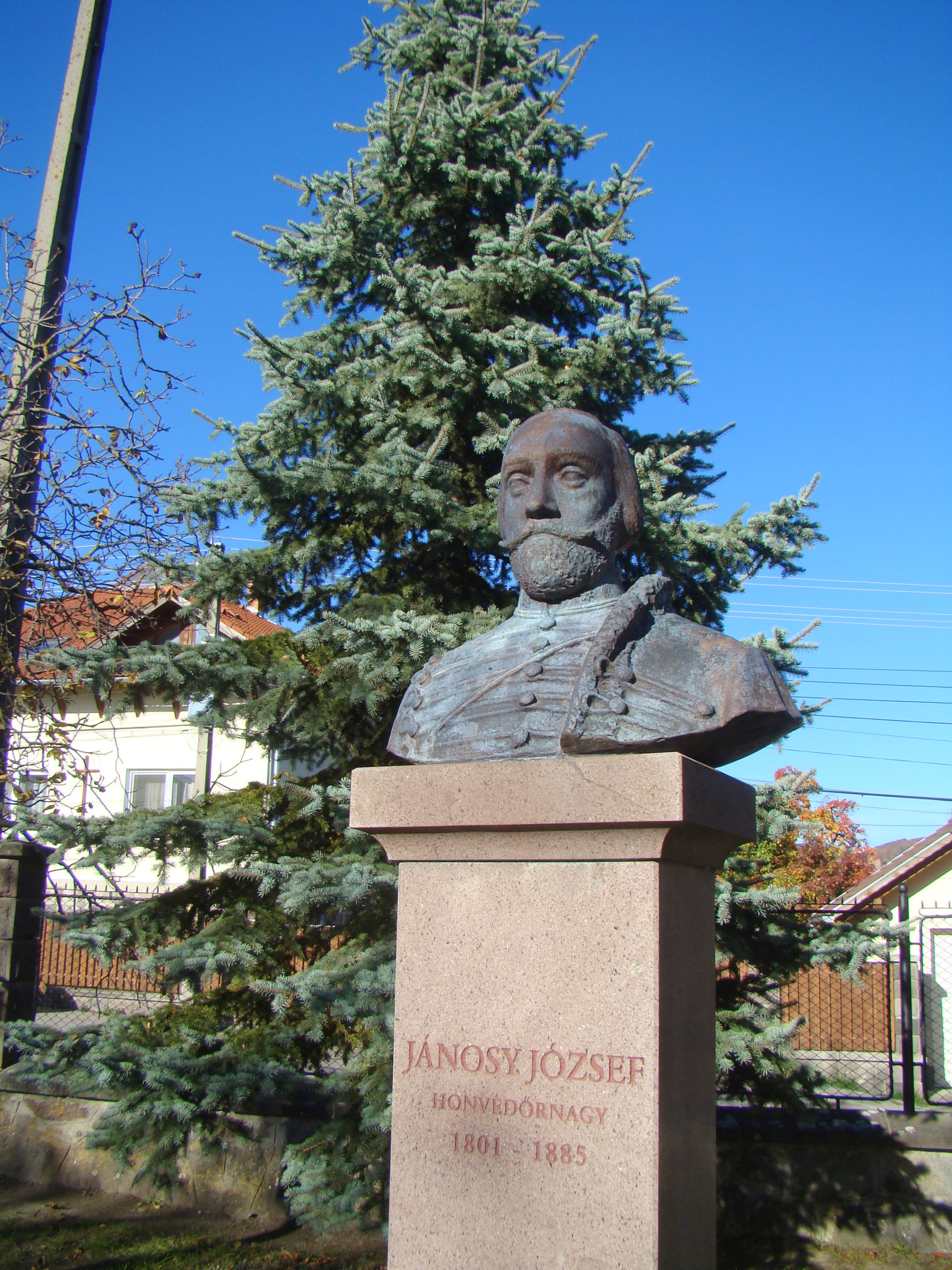
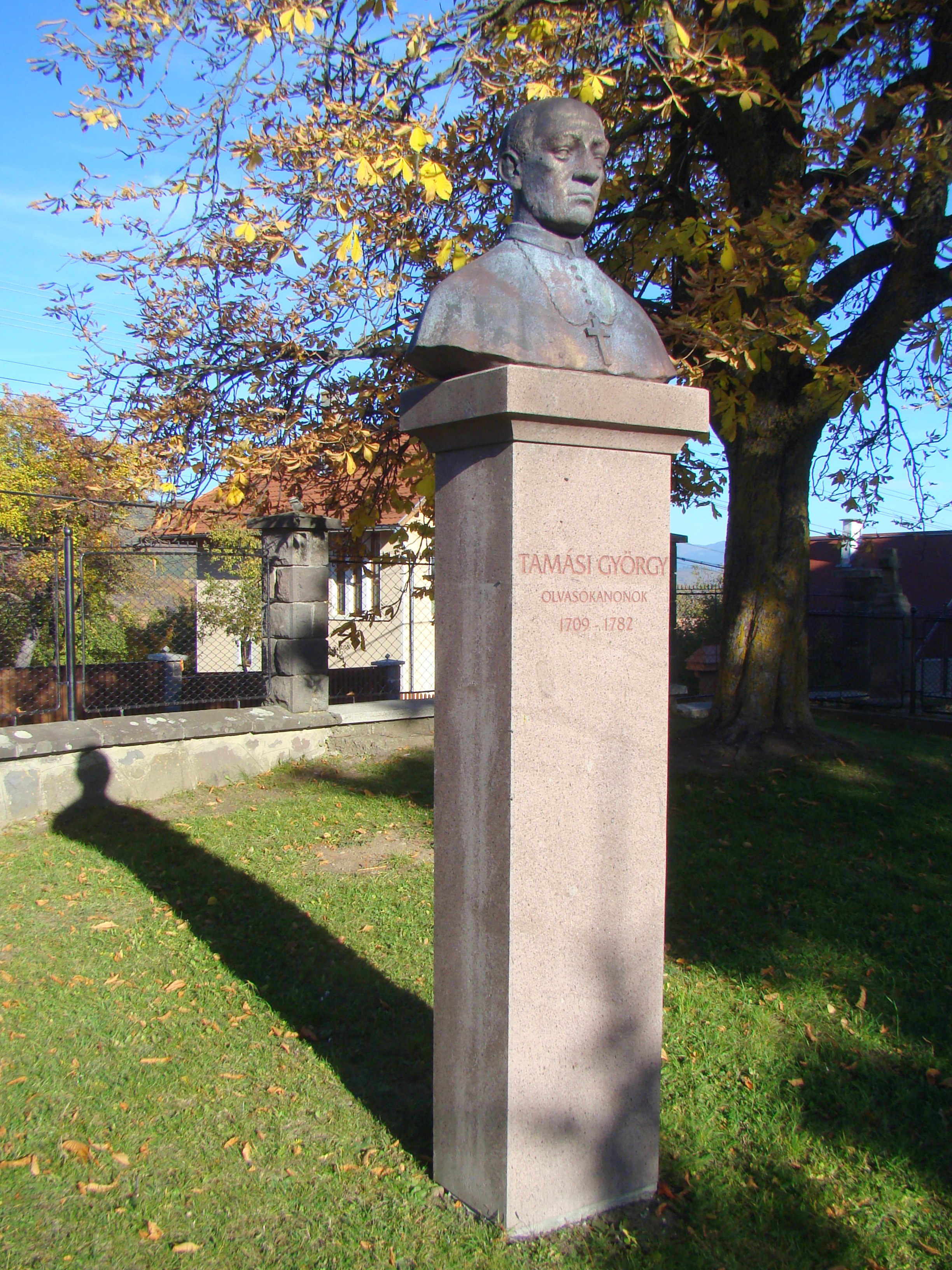
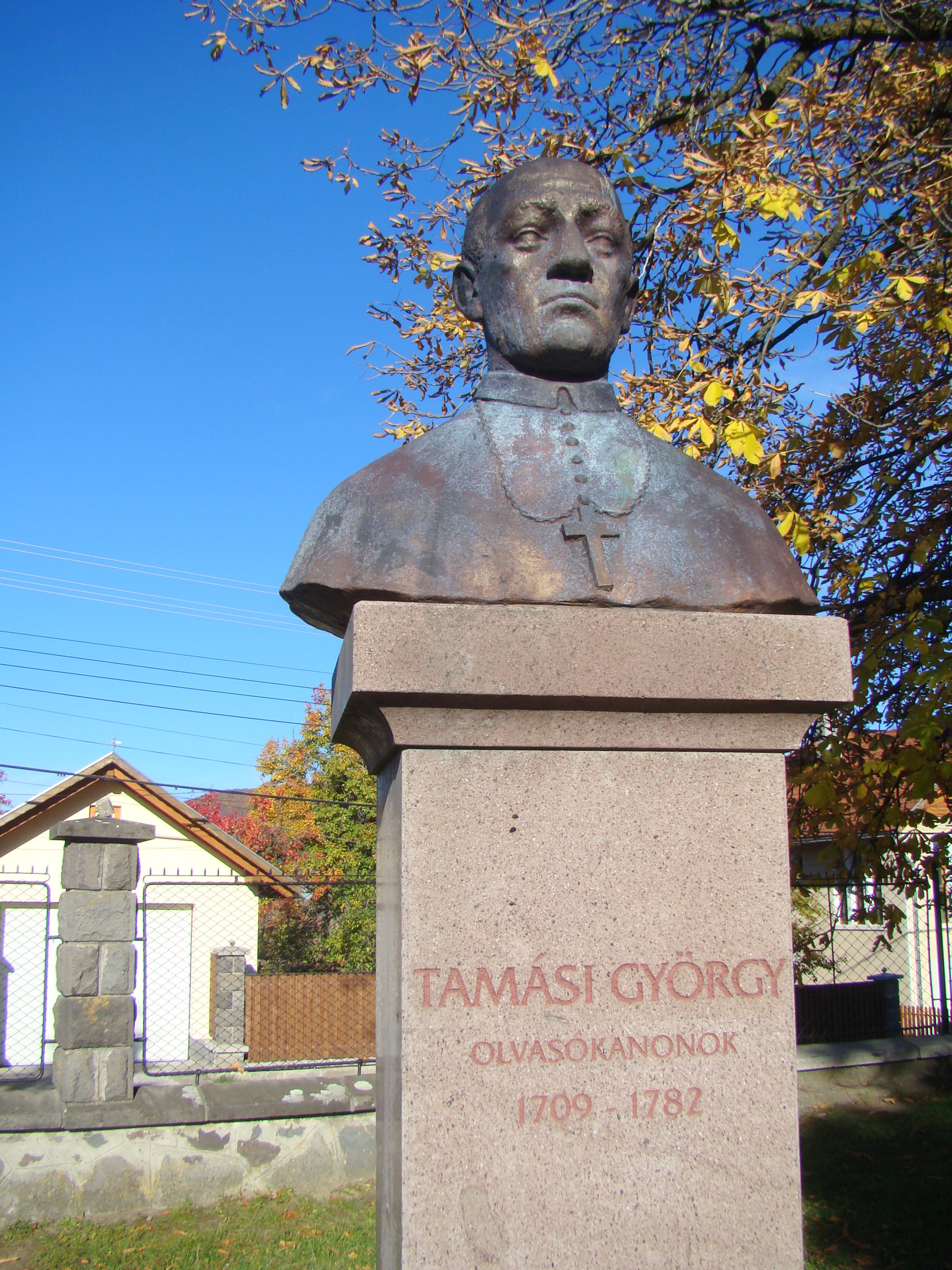
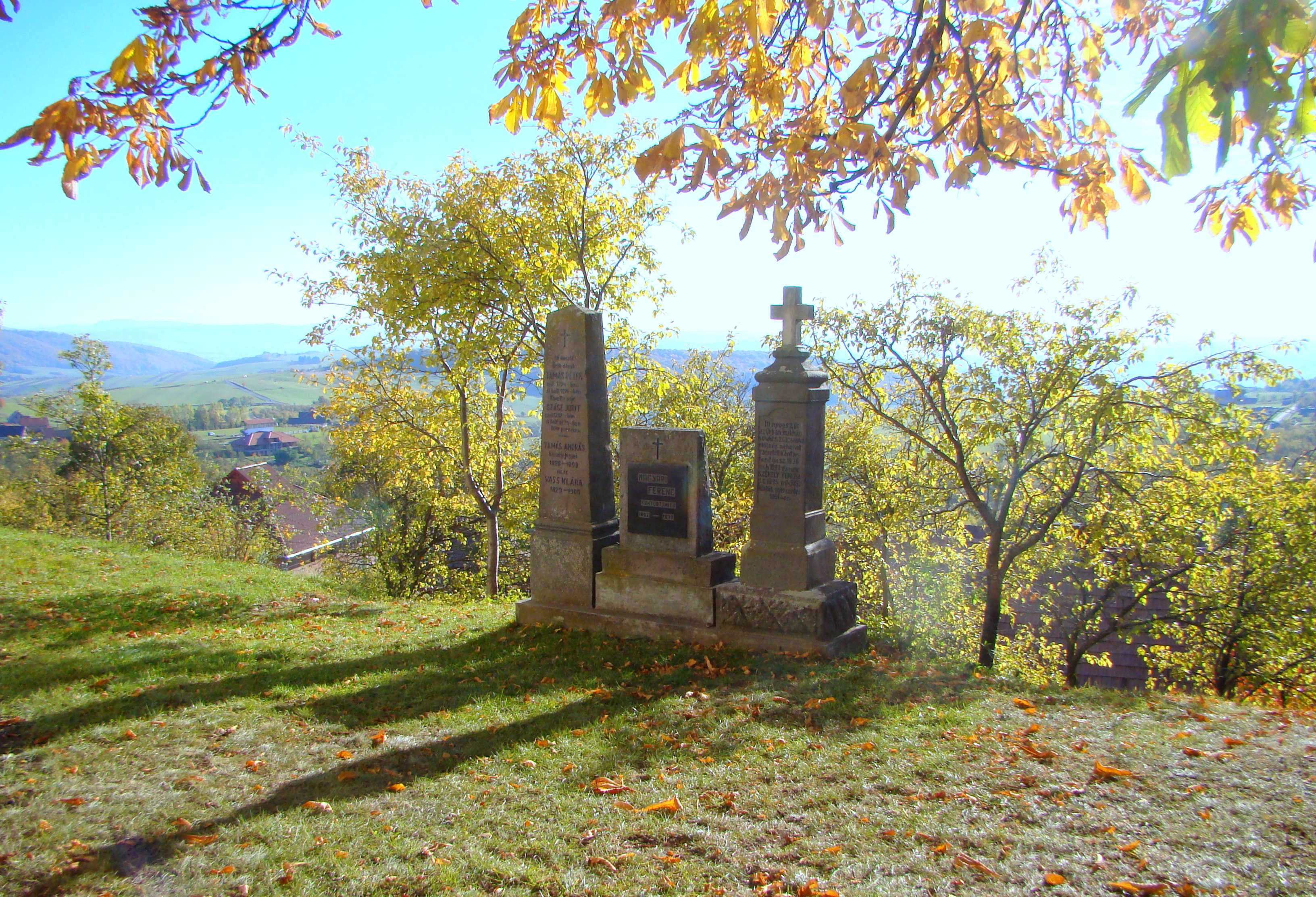
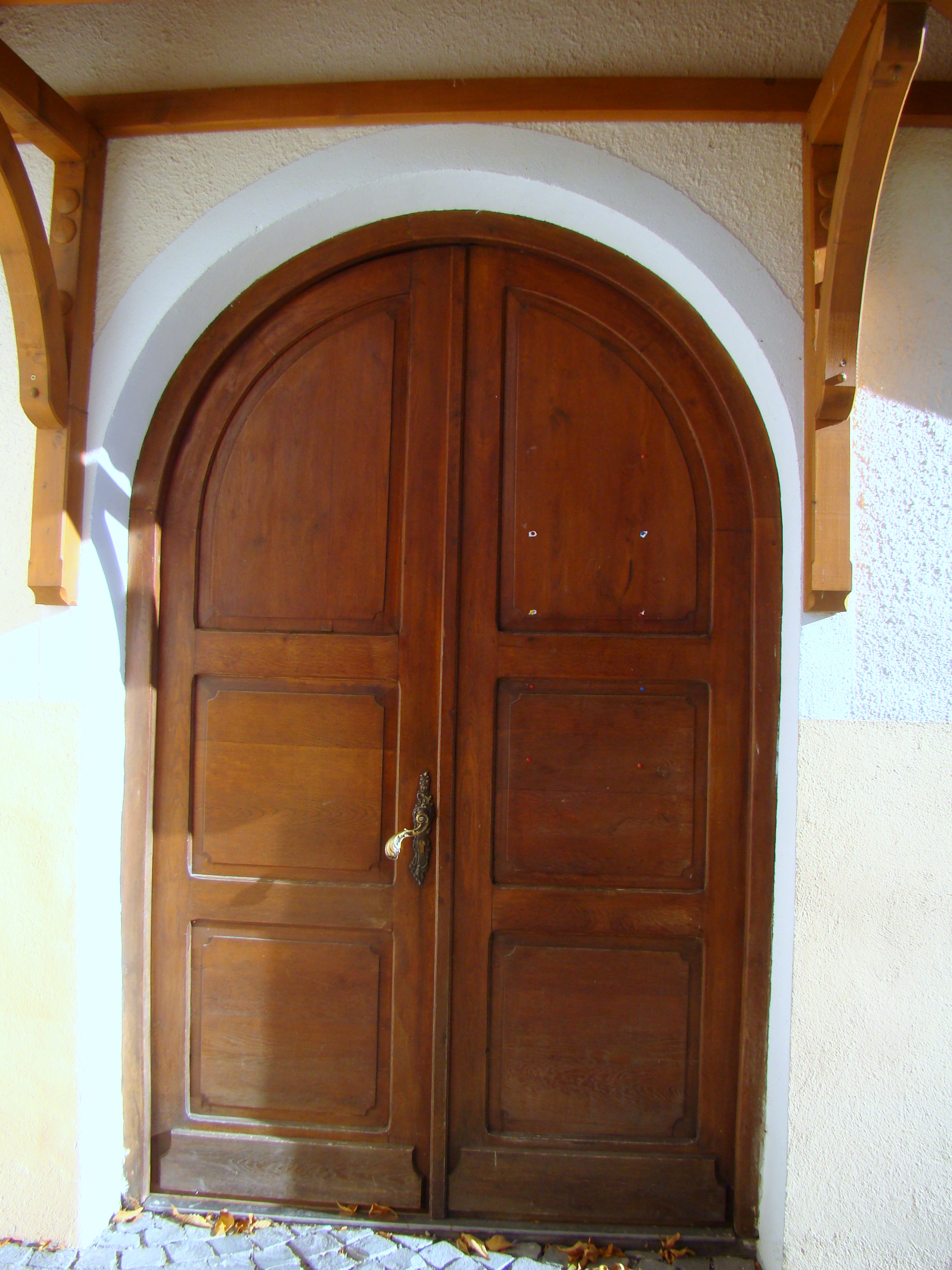
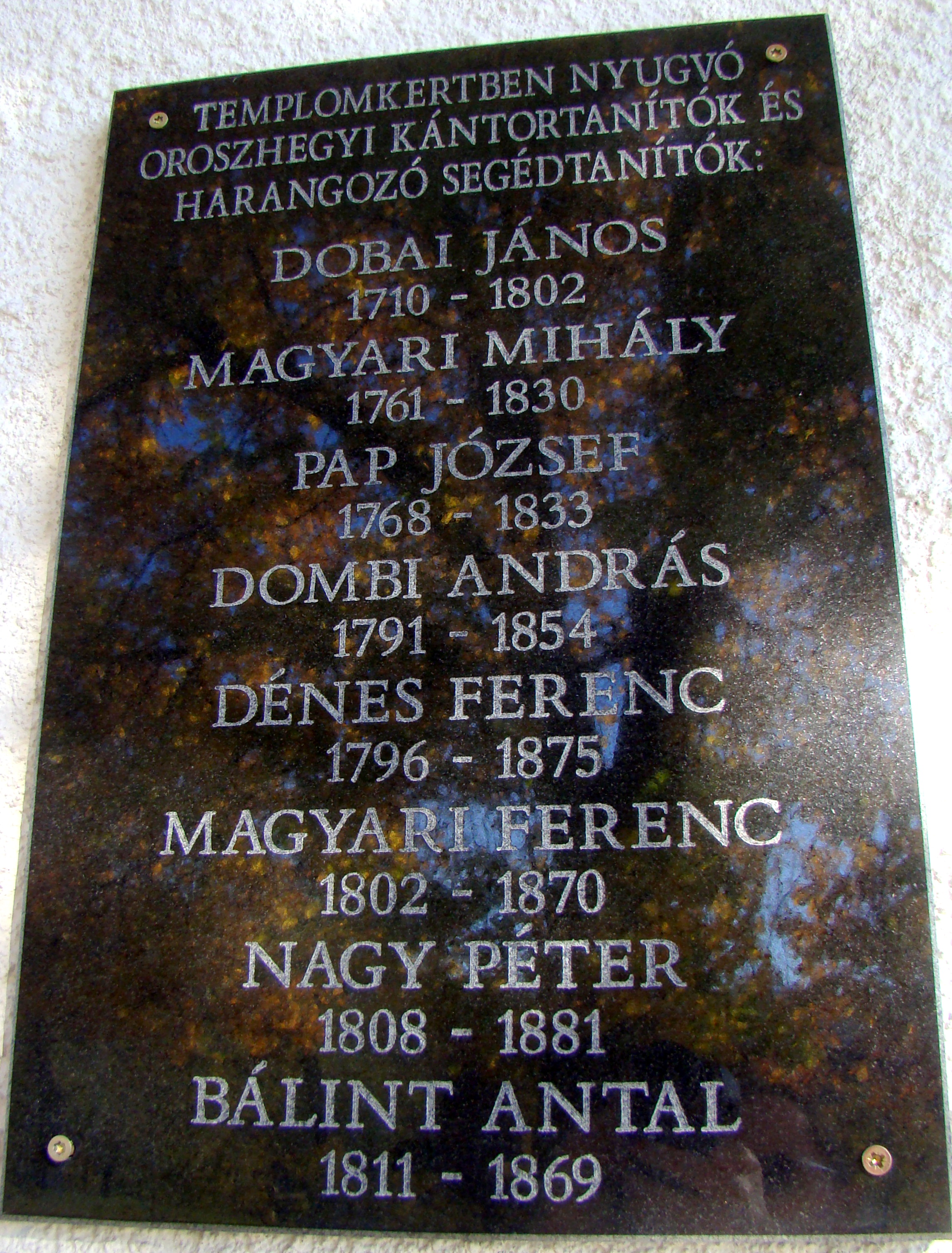
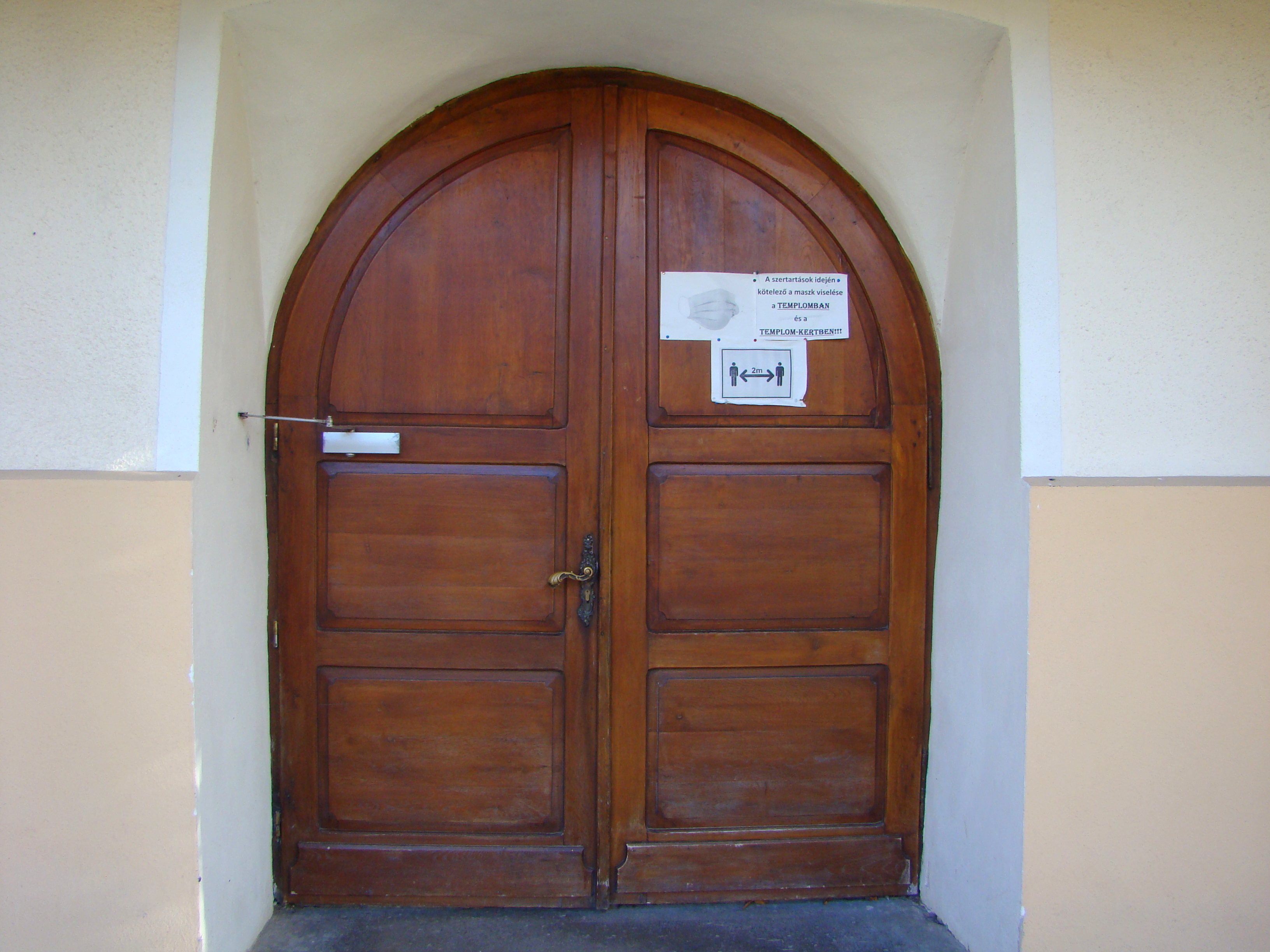
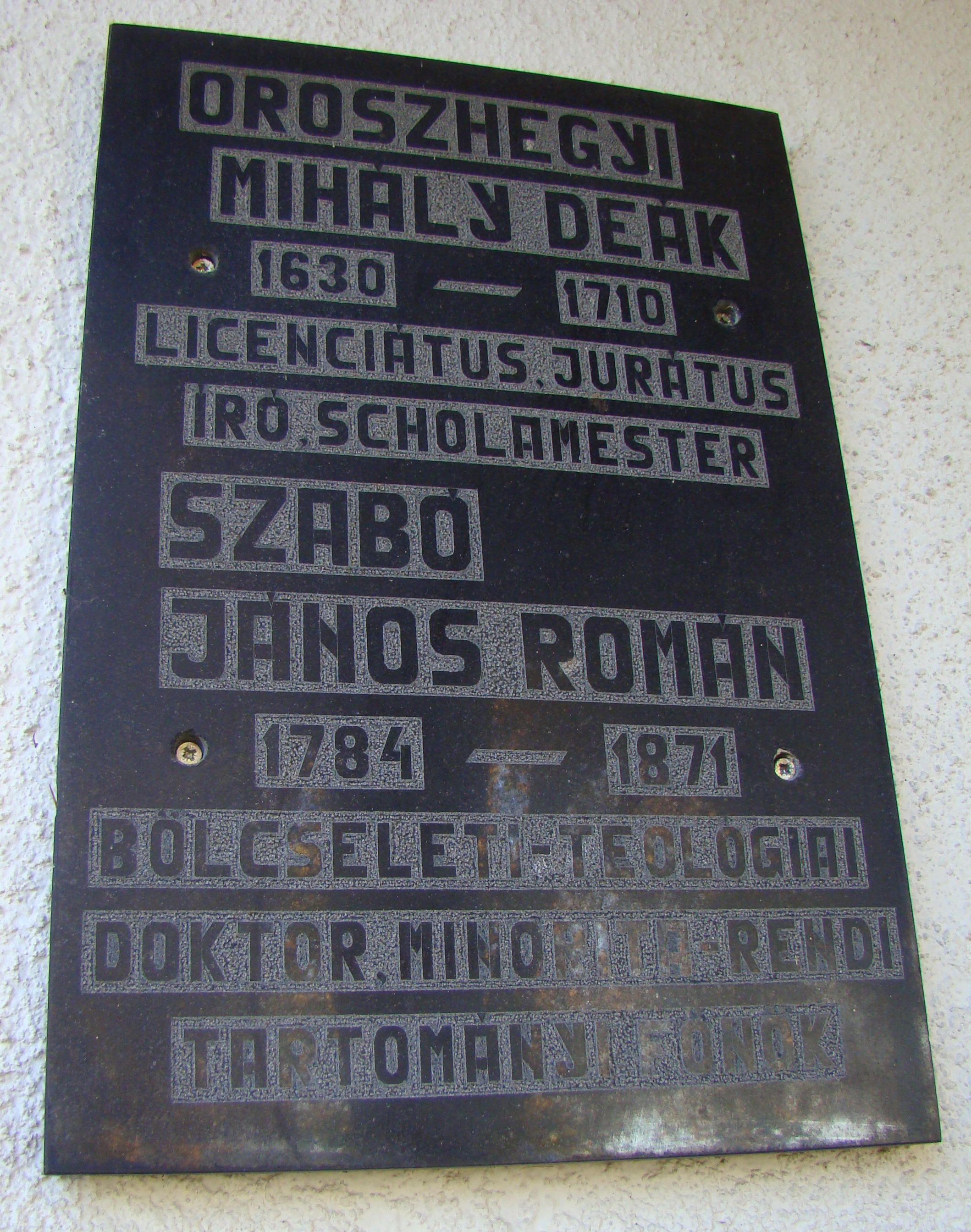
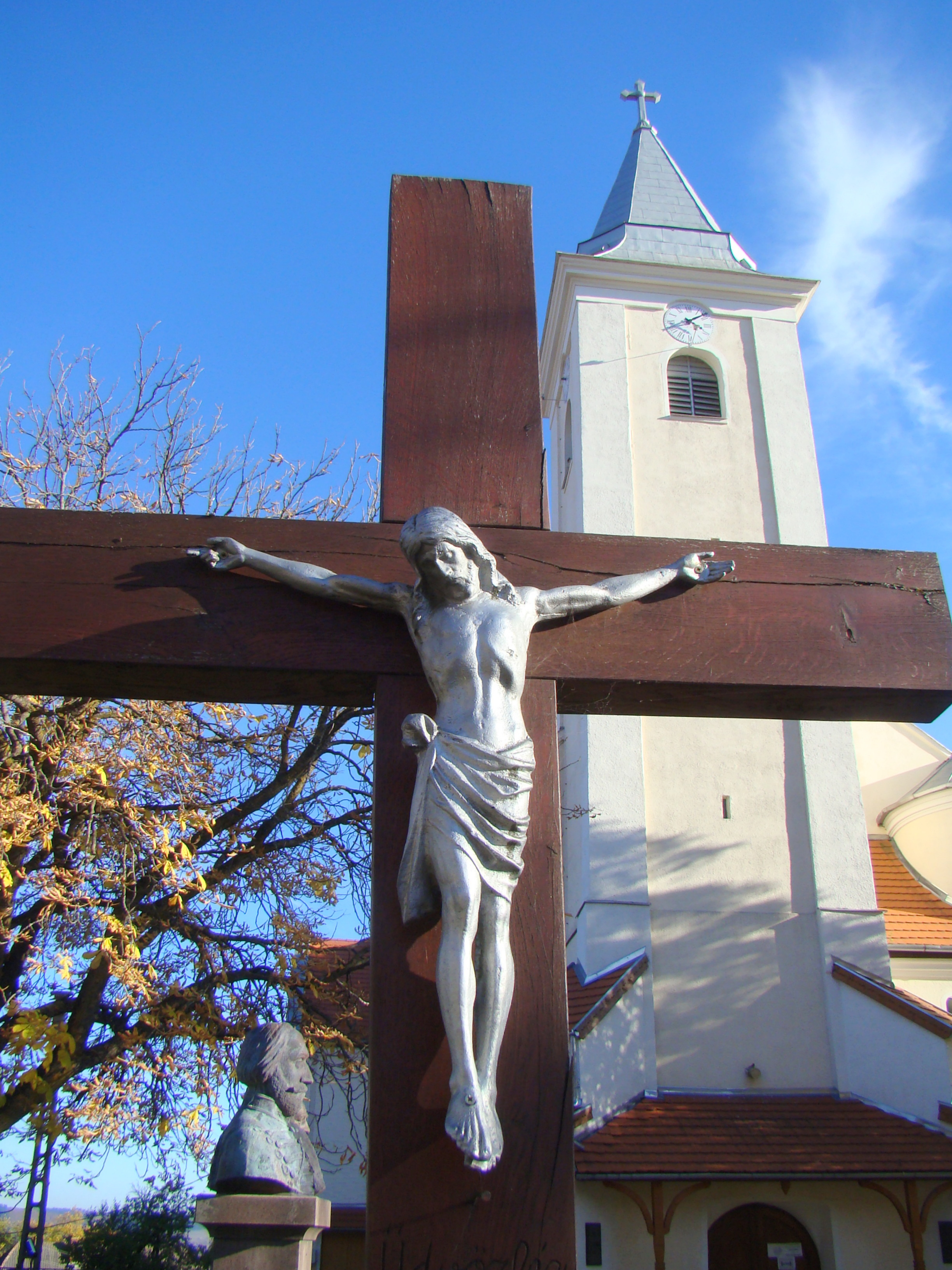
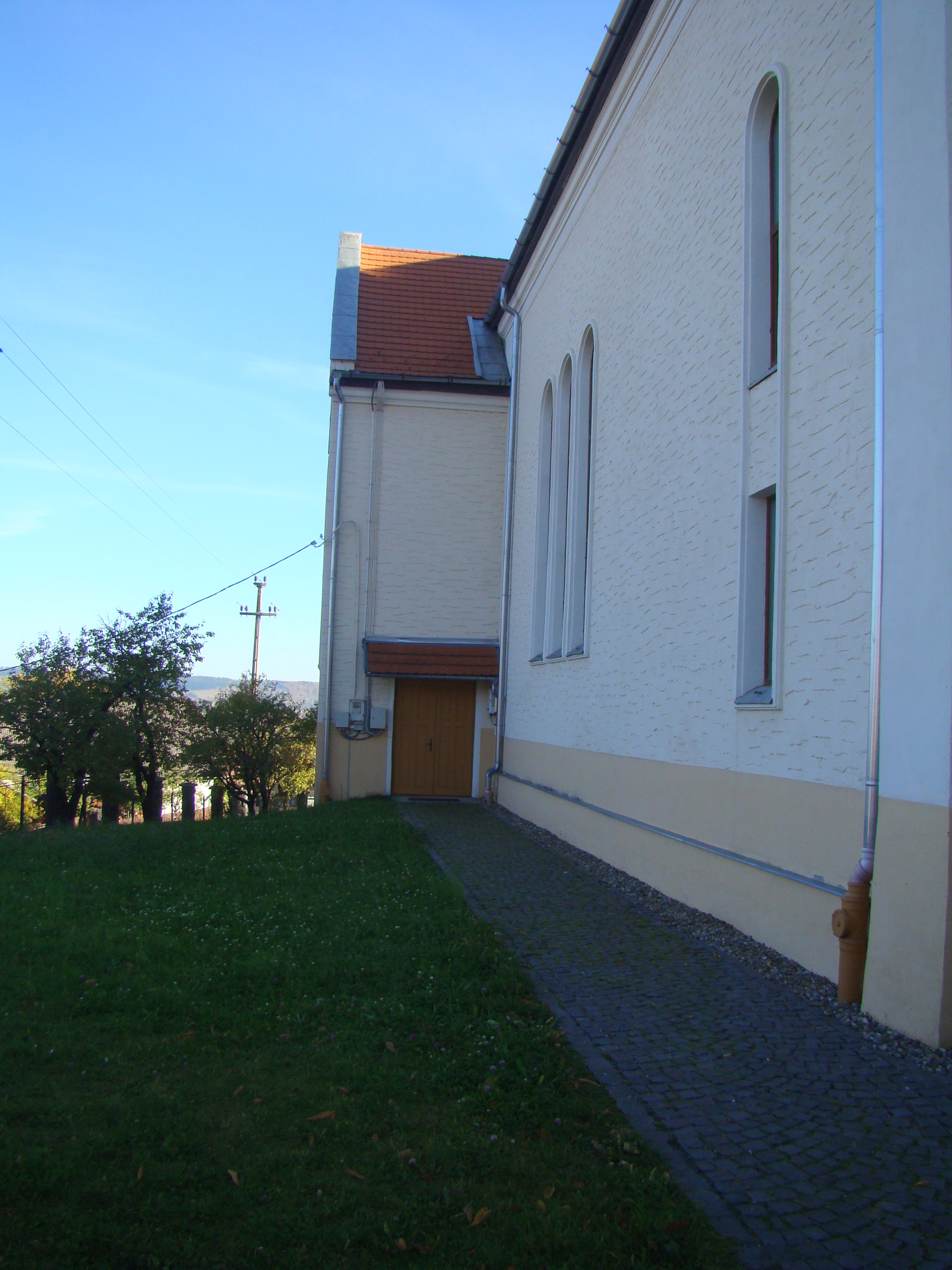
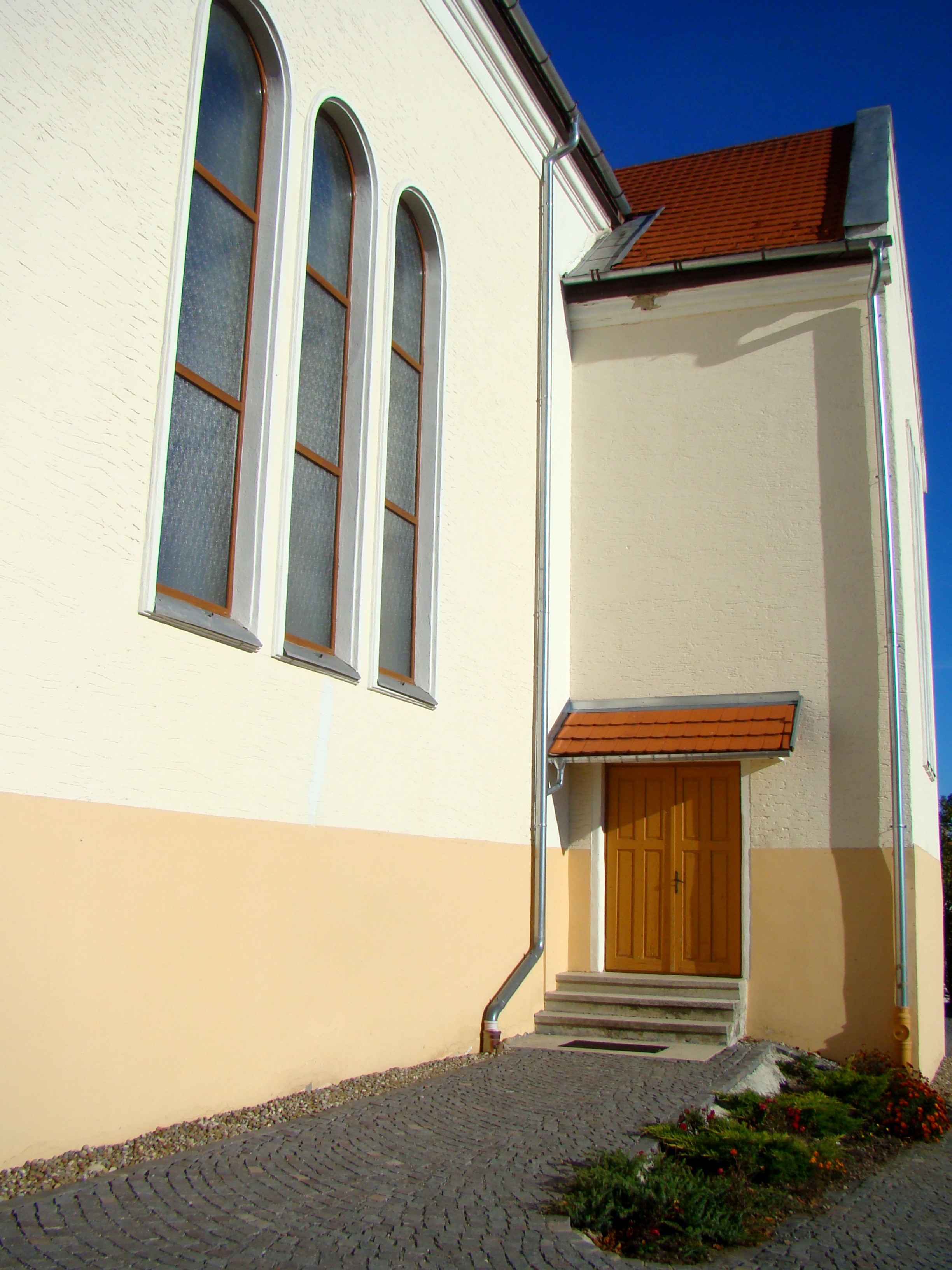
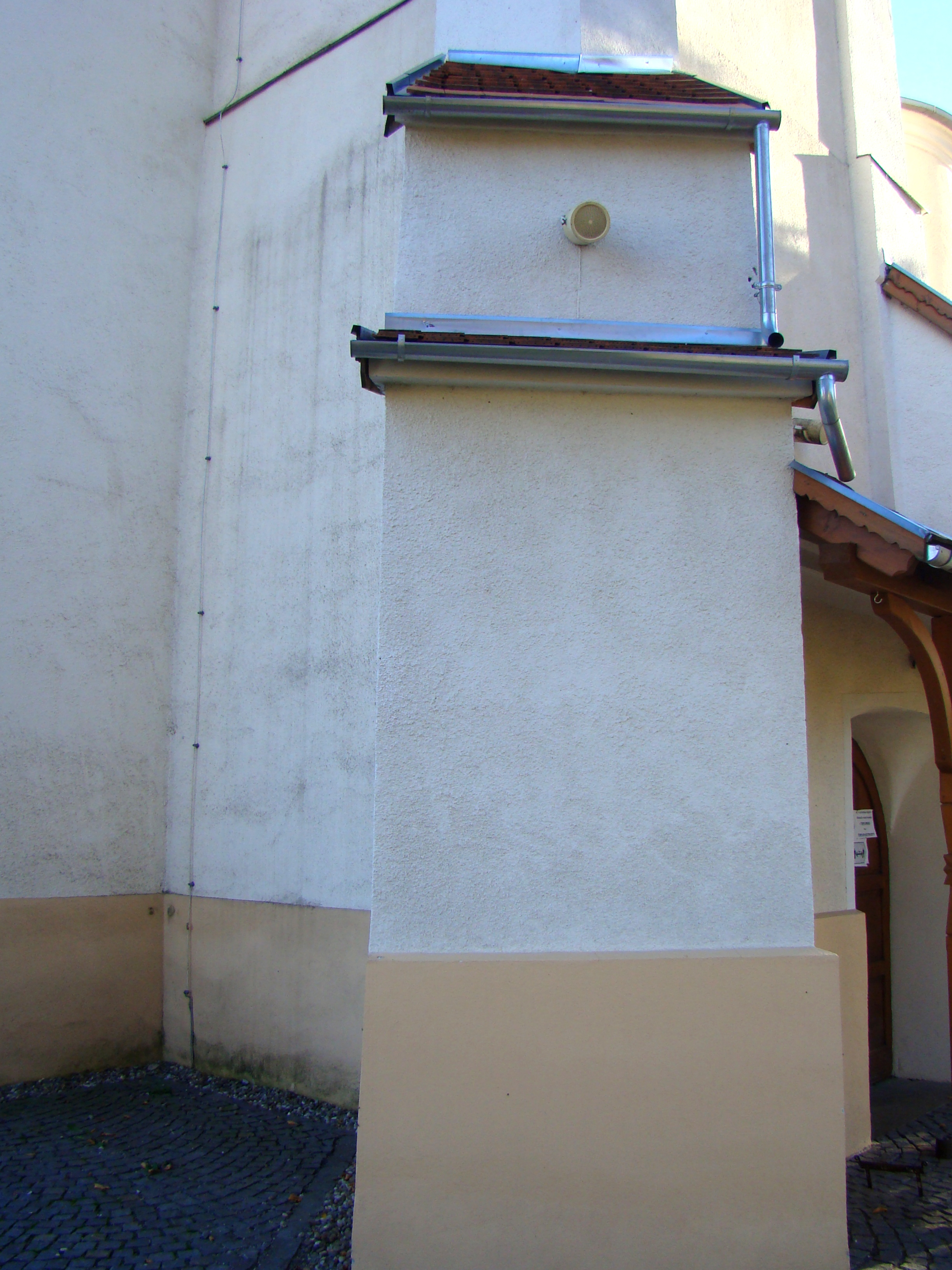
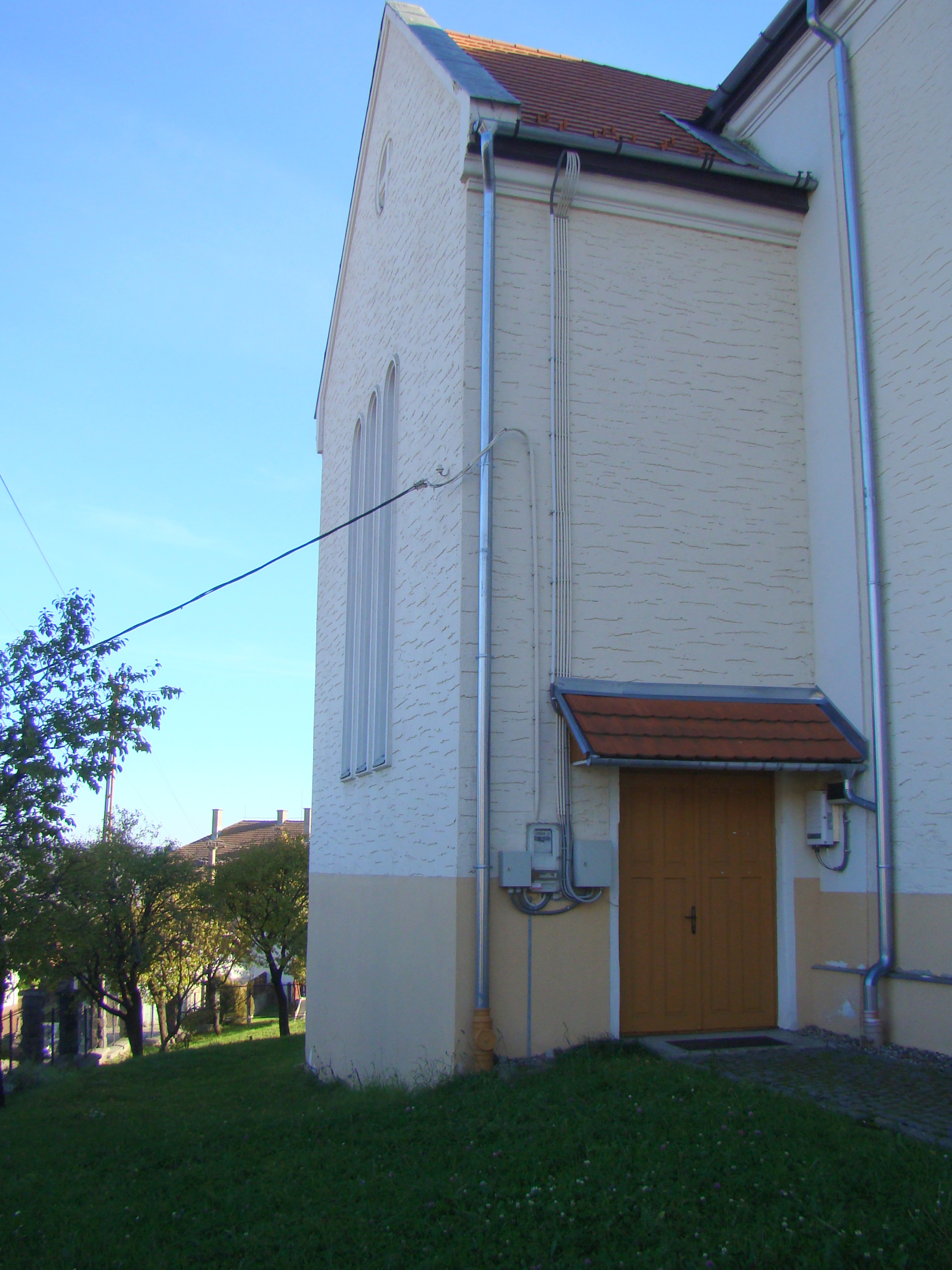
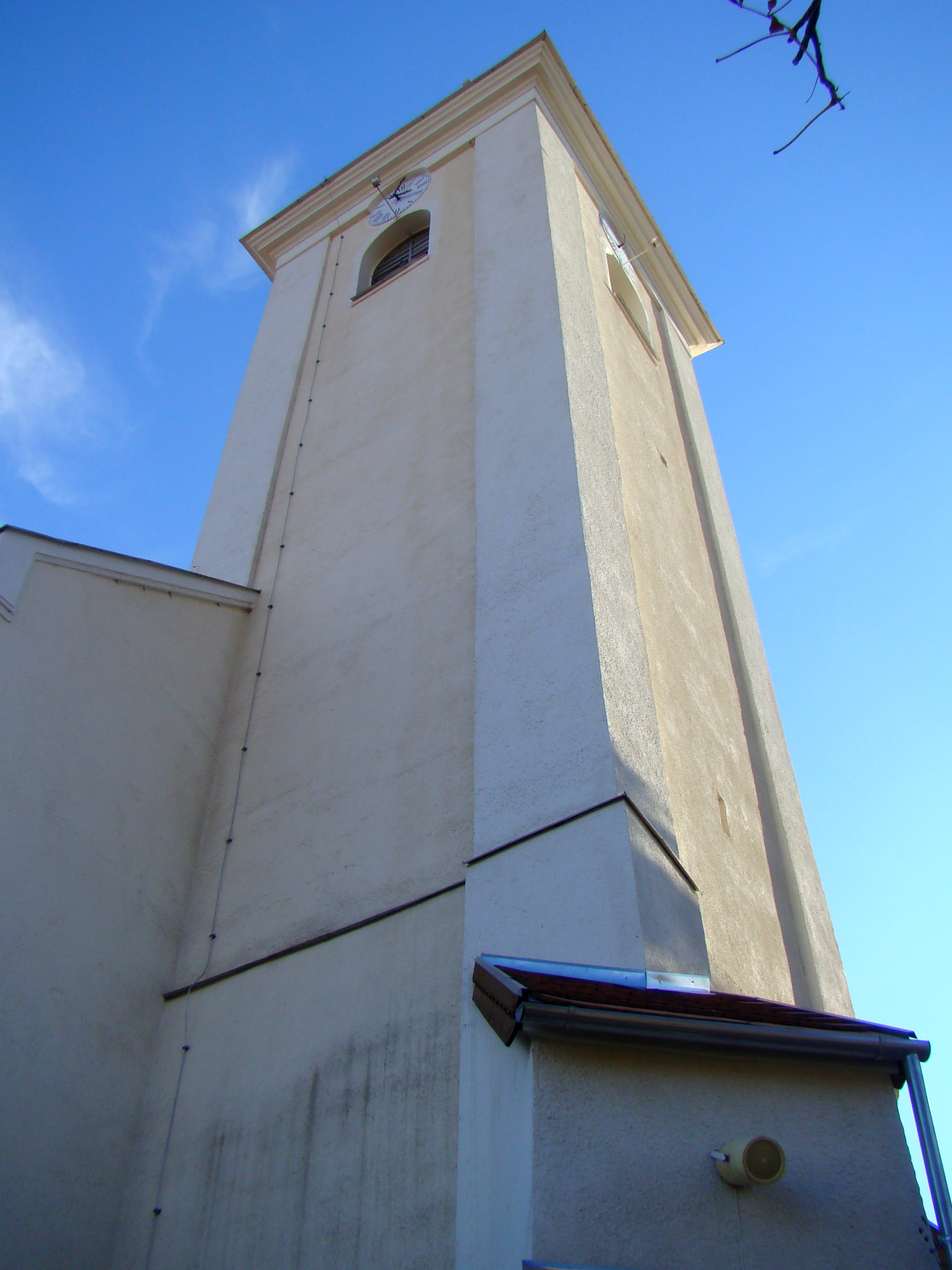
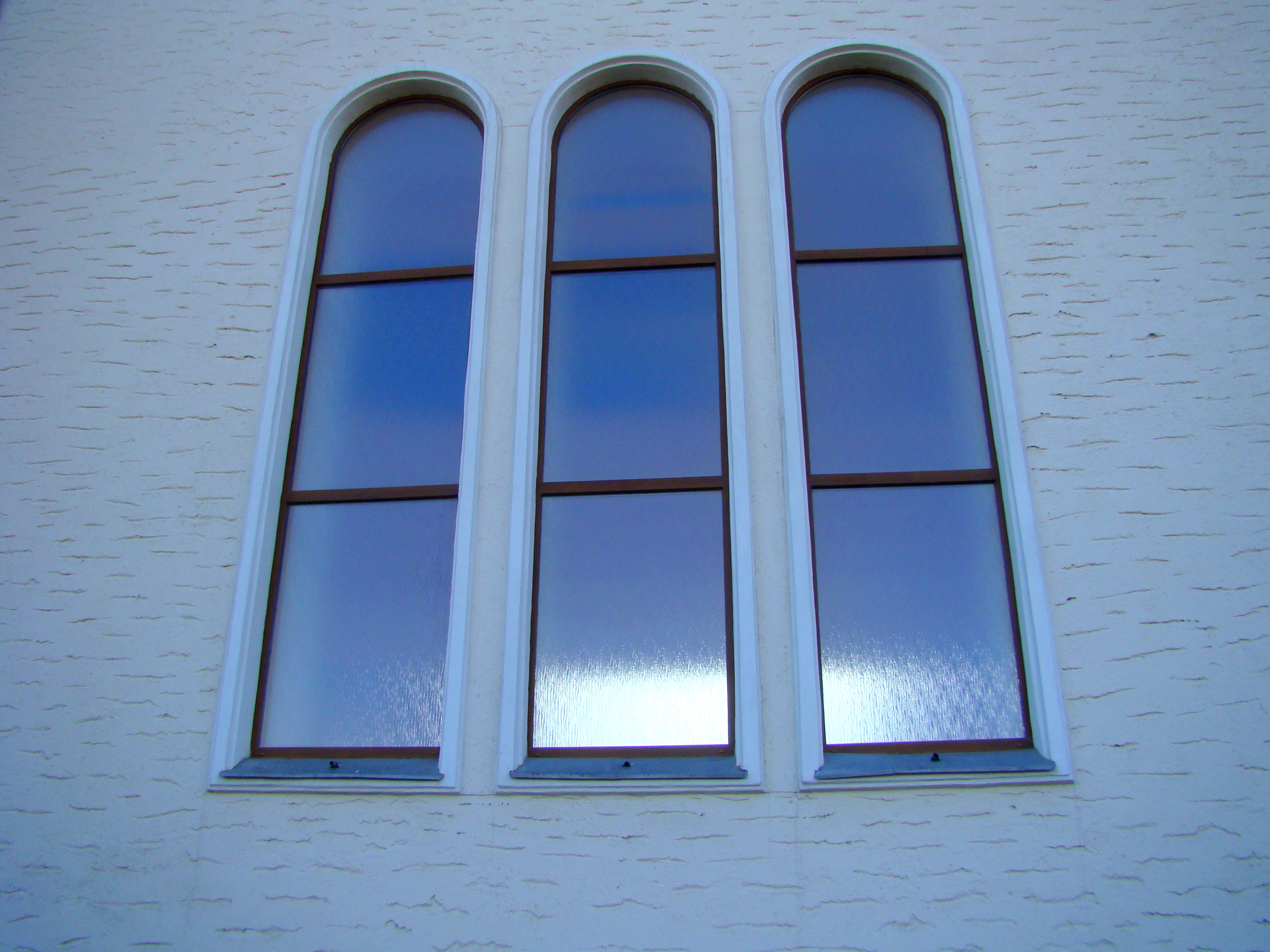
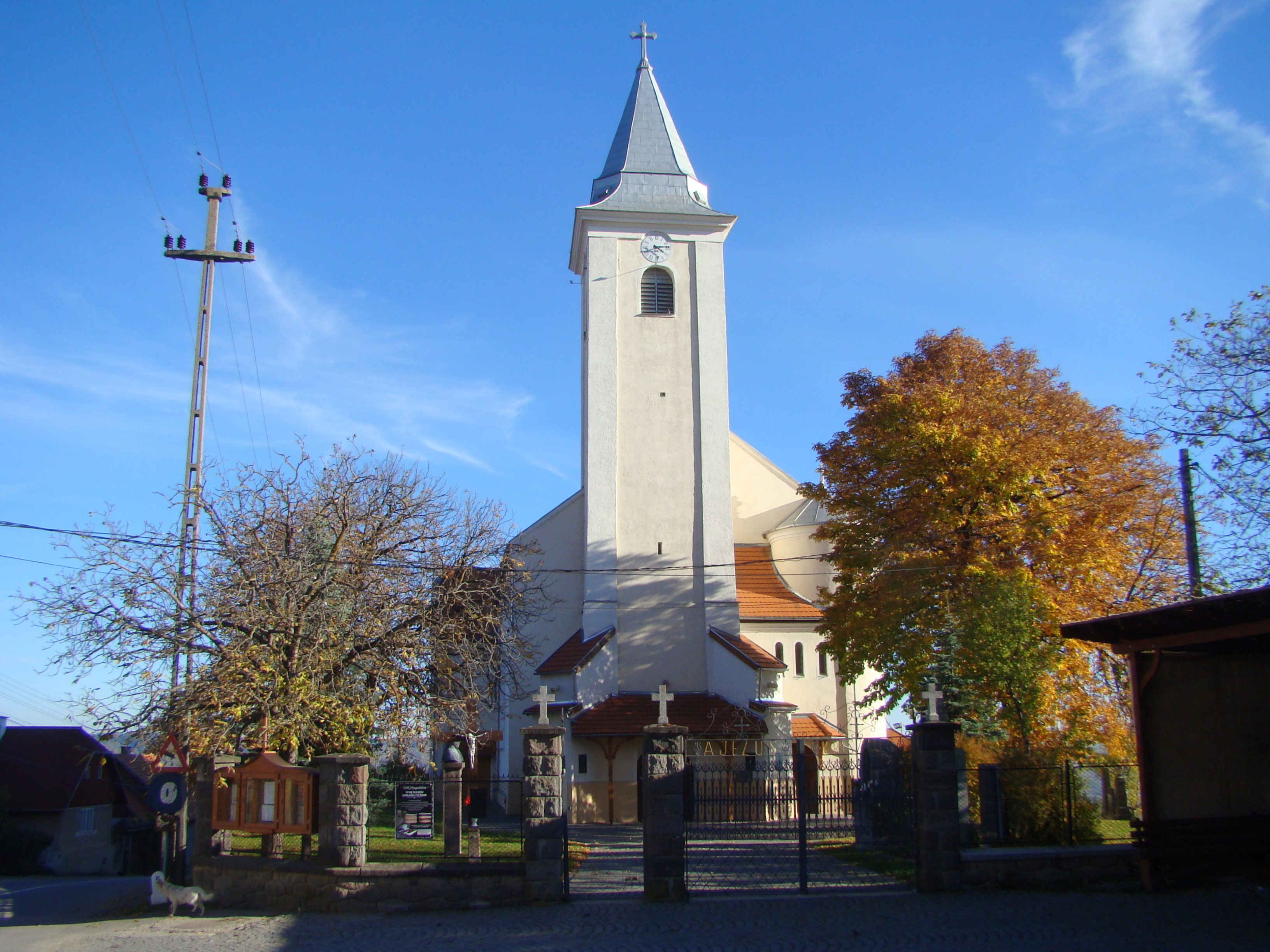
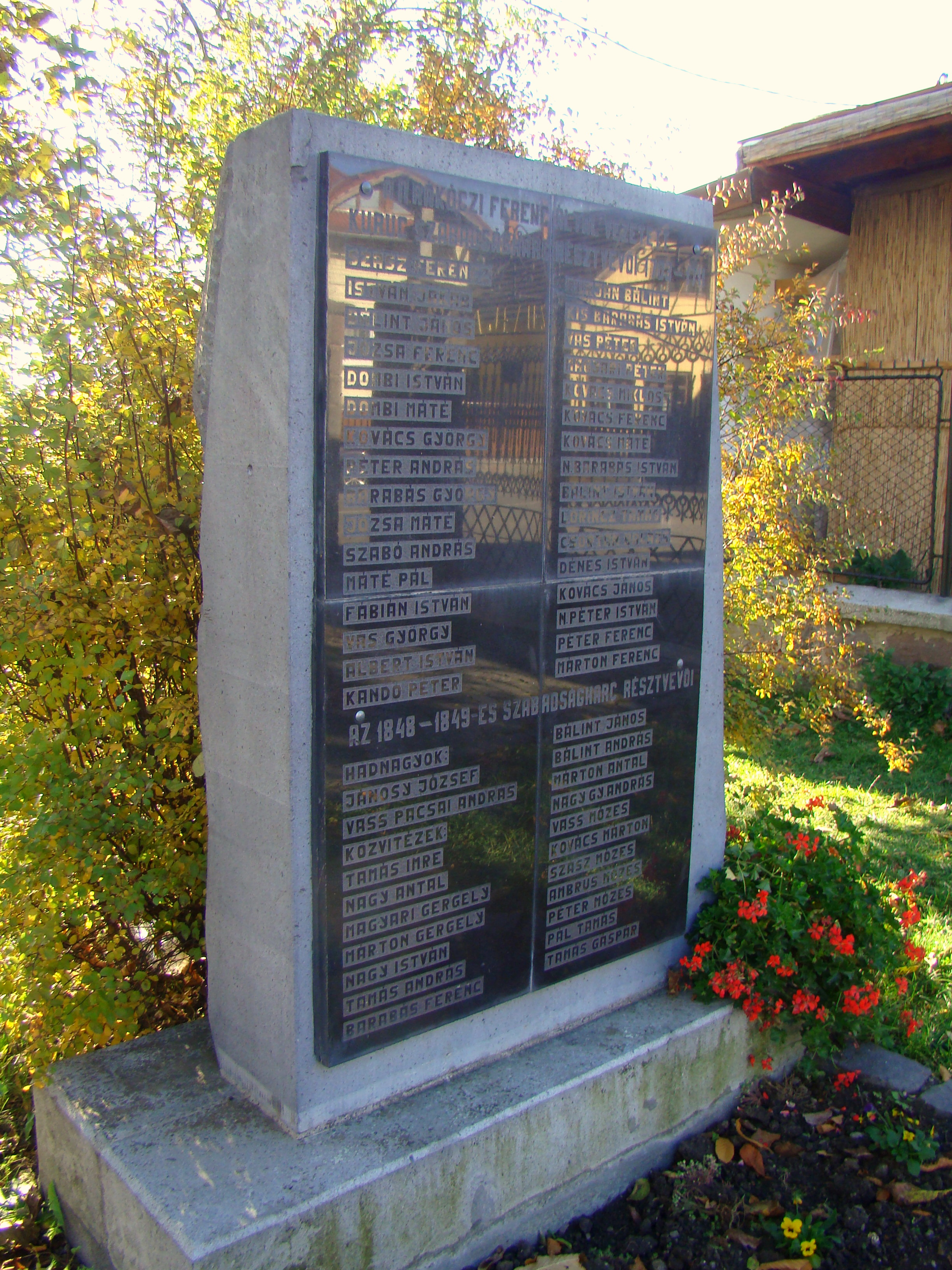
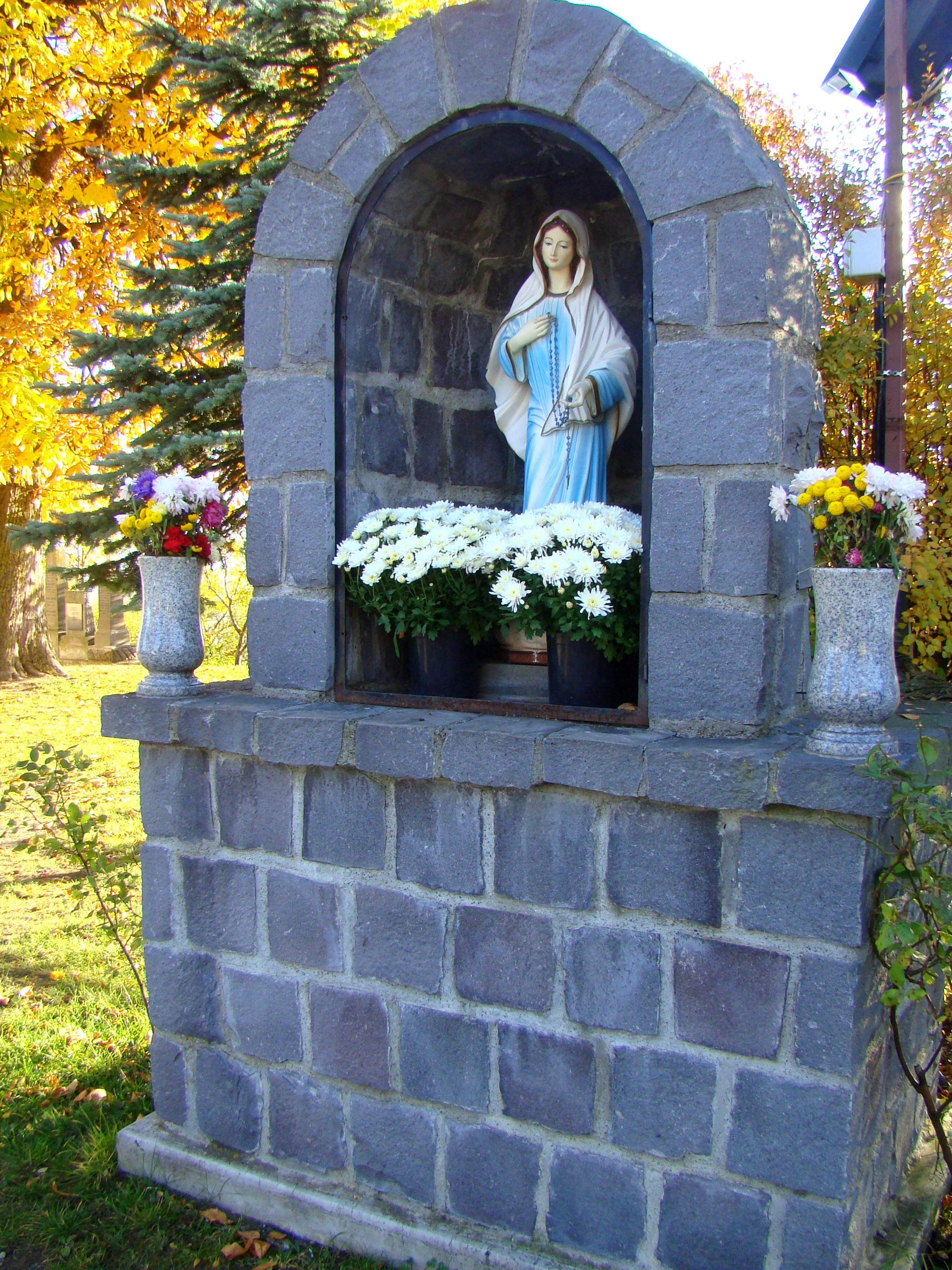
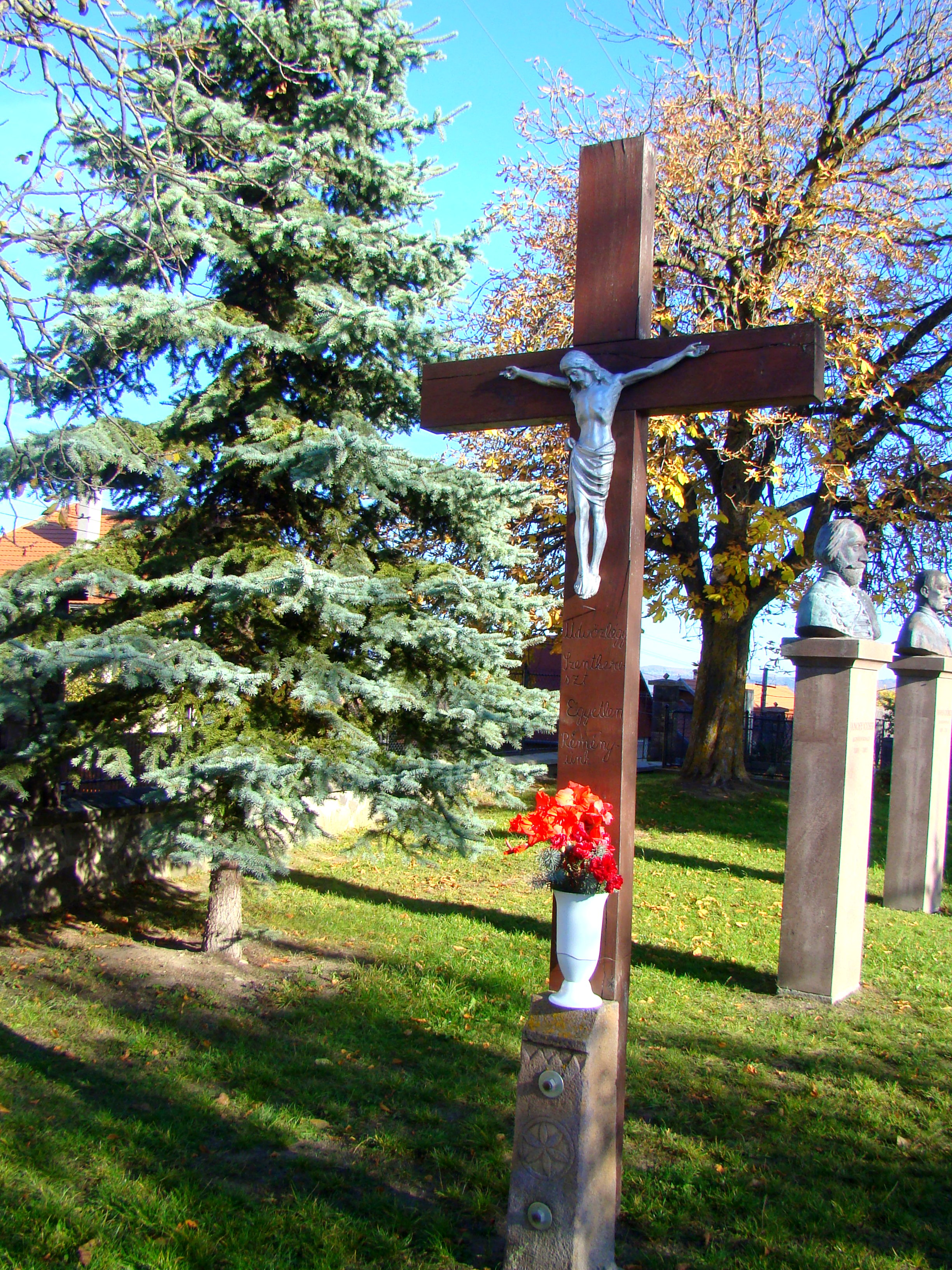
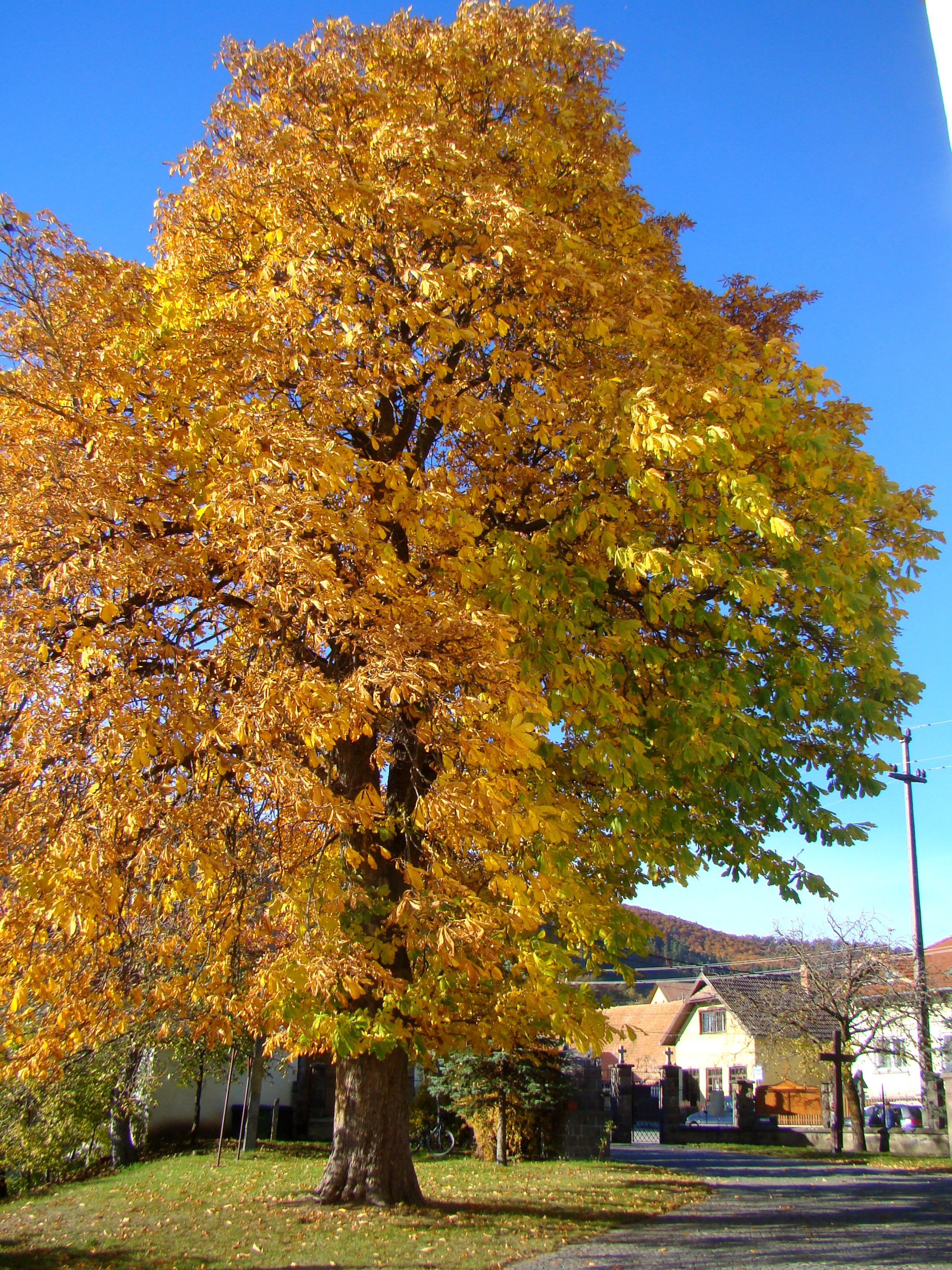
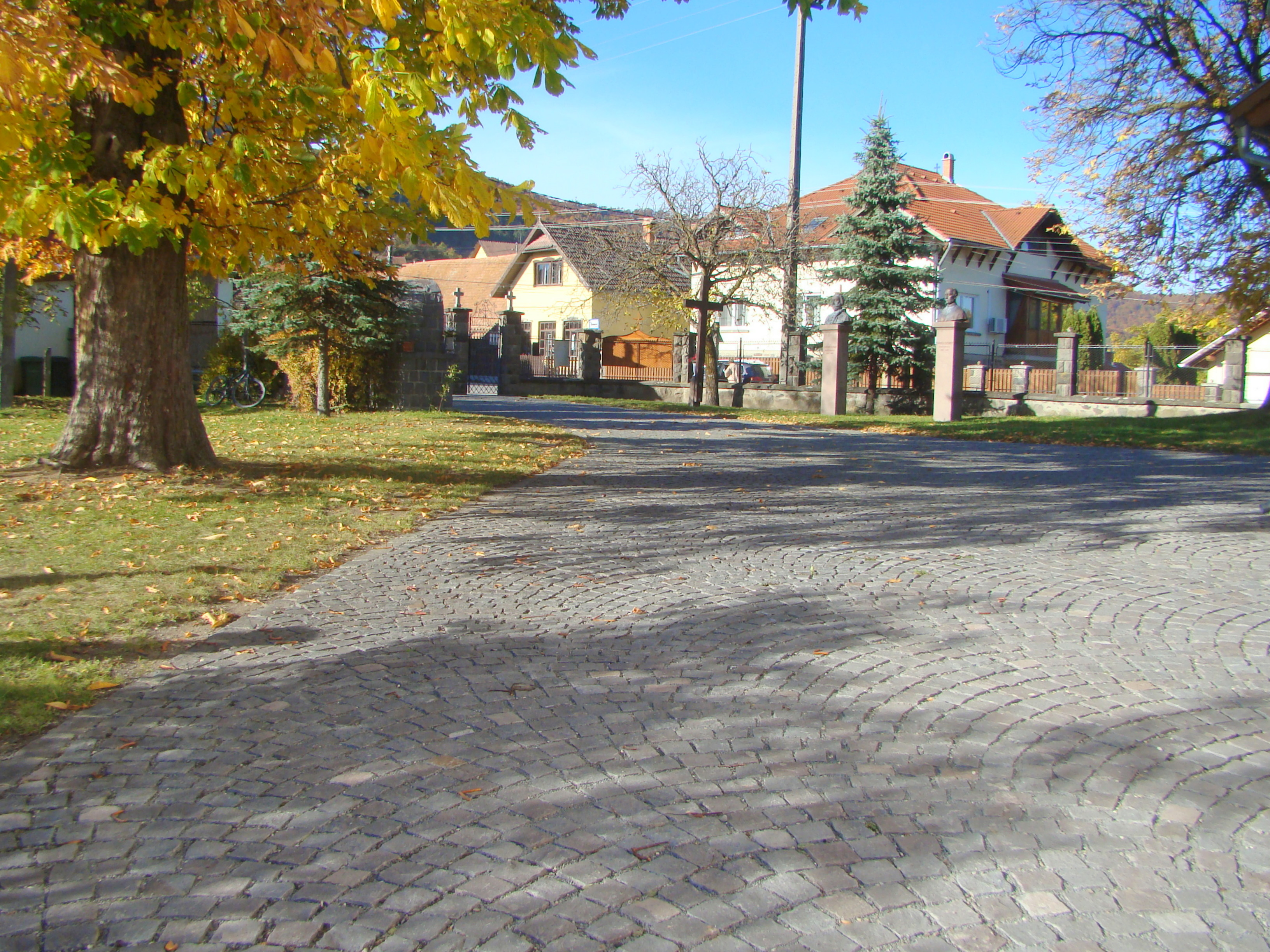
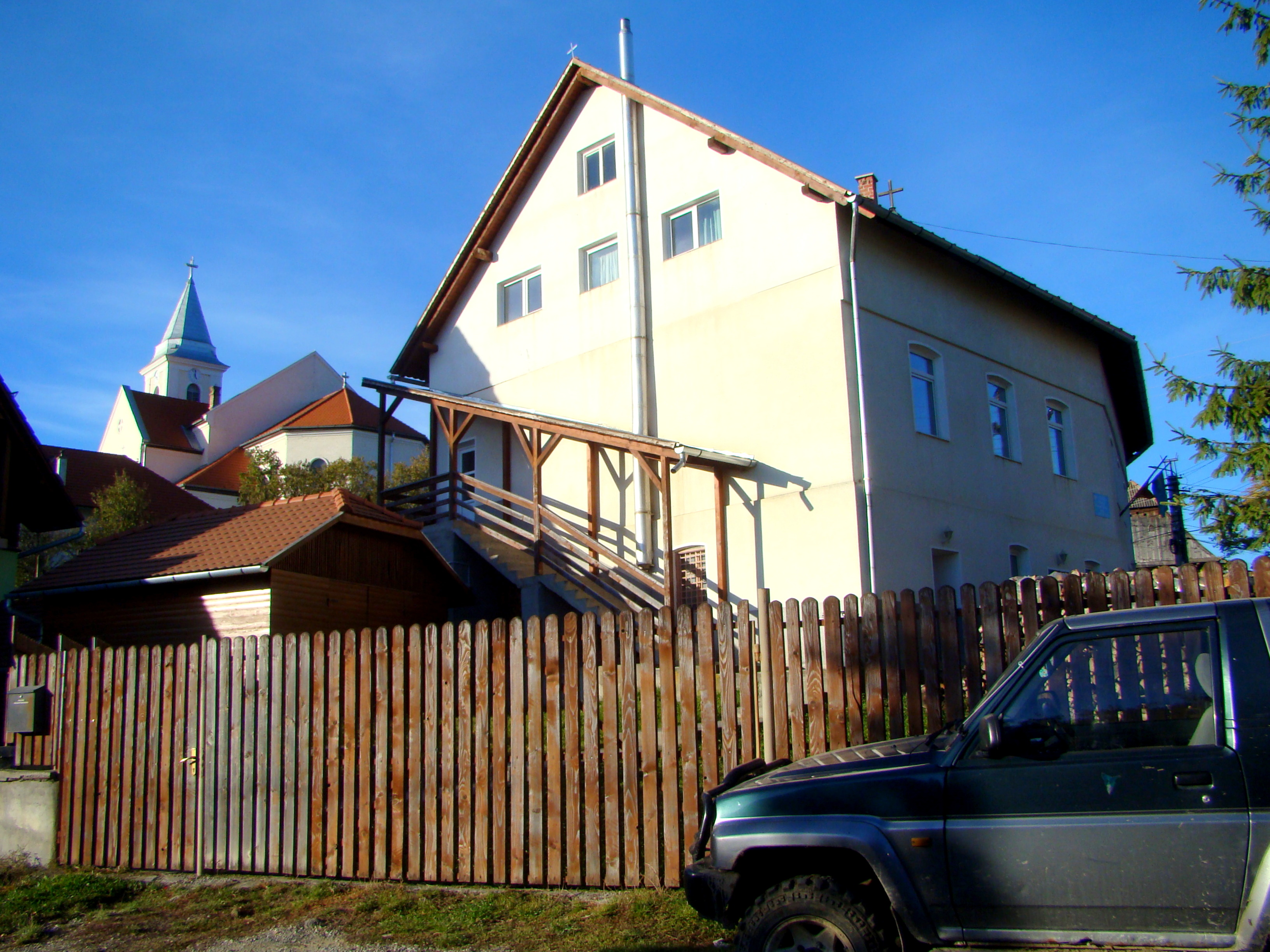
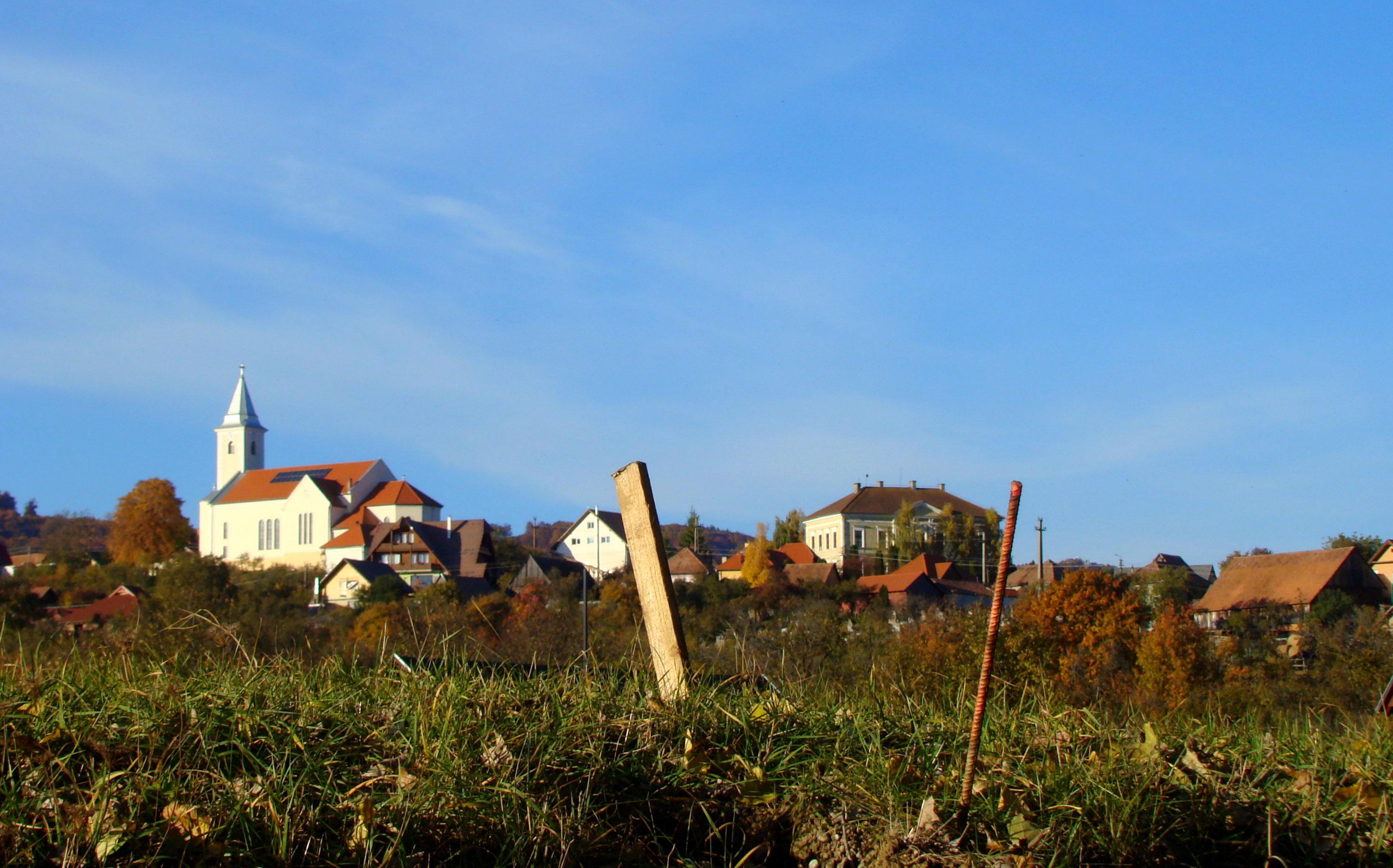
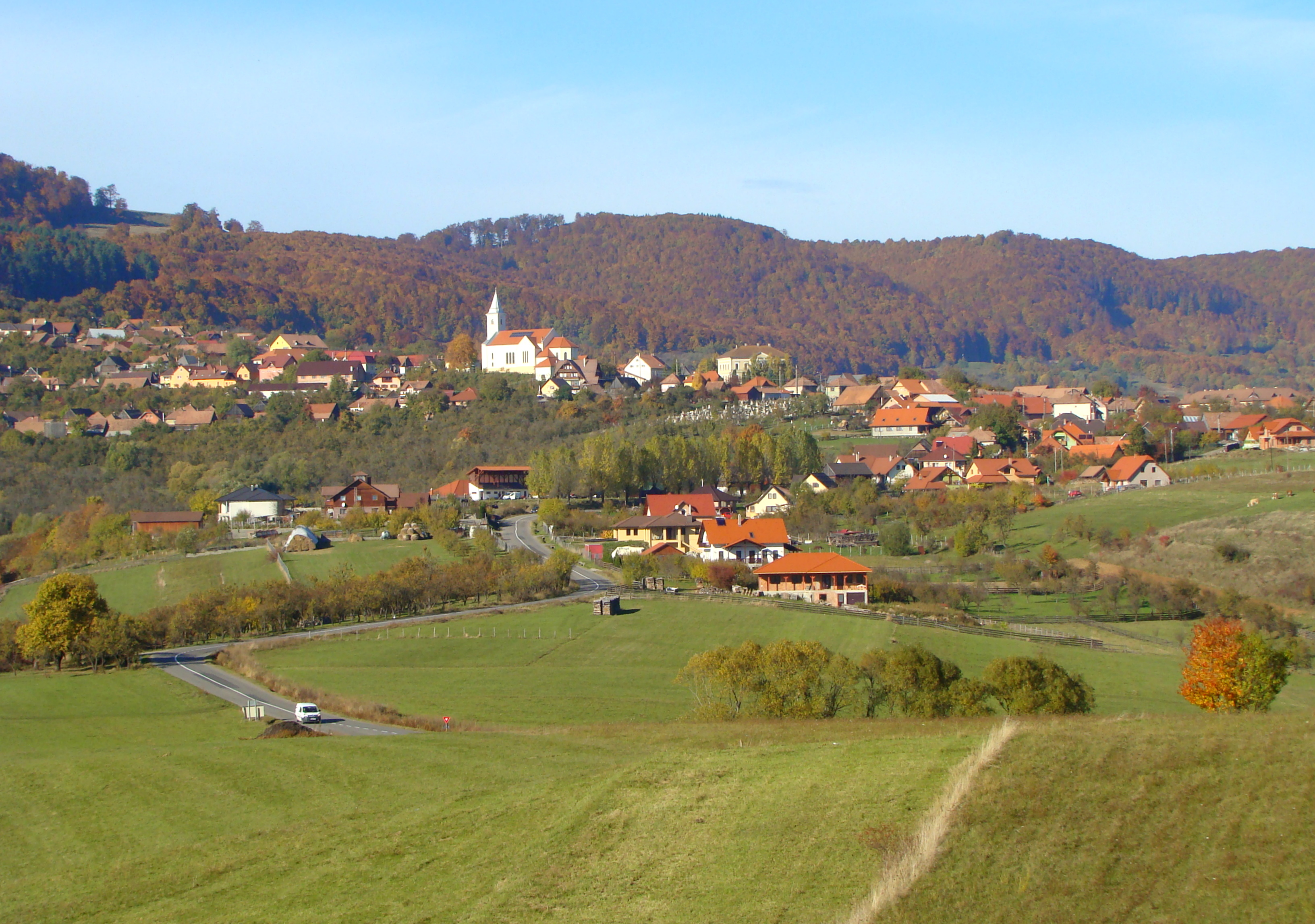

## Vezi și
- Dealu, Harghita

## Imagini din interior

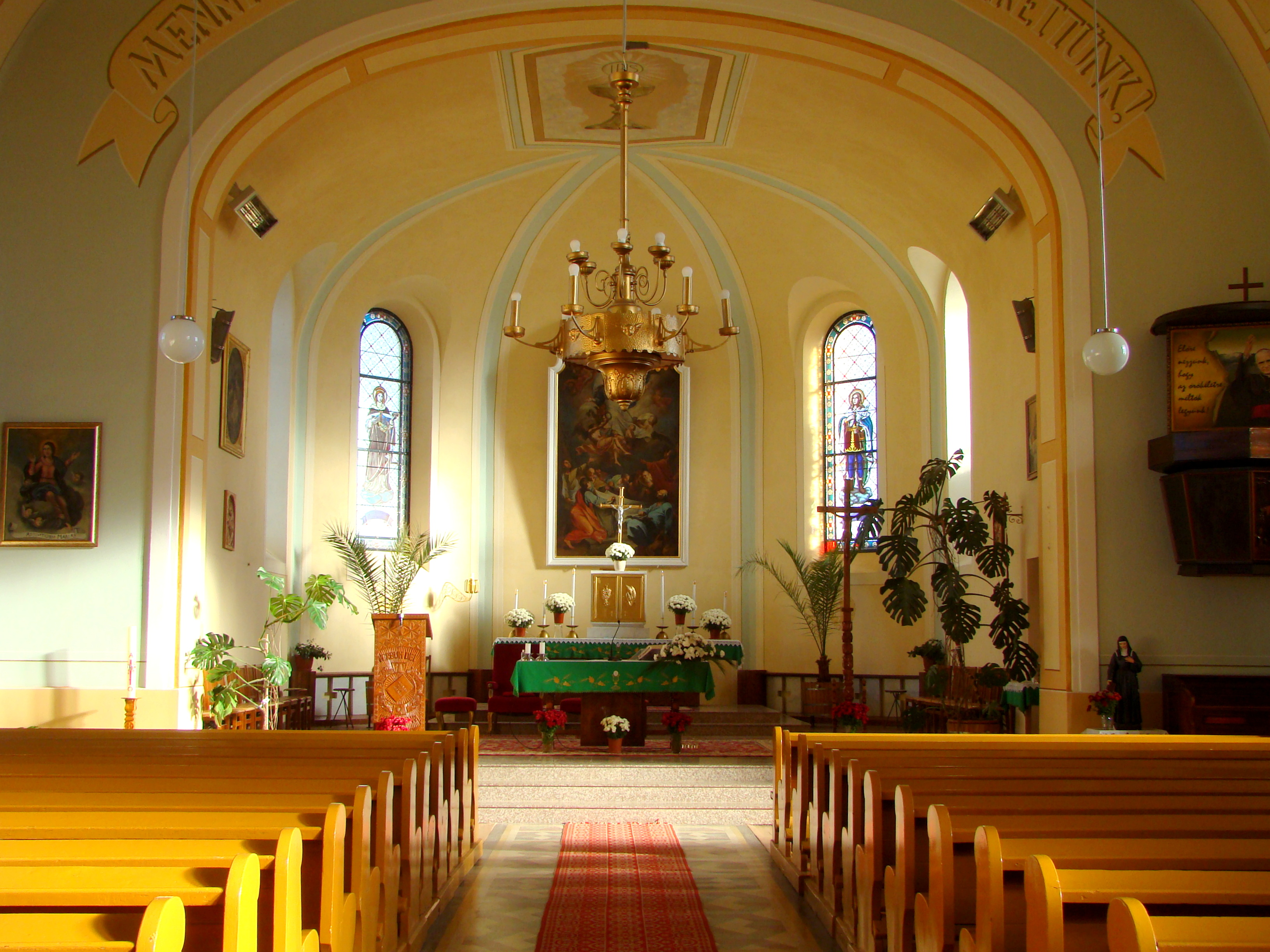
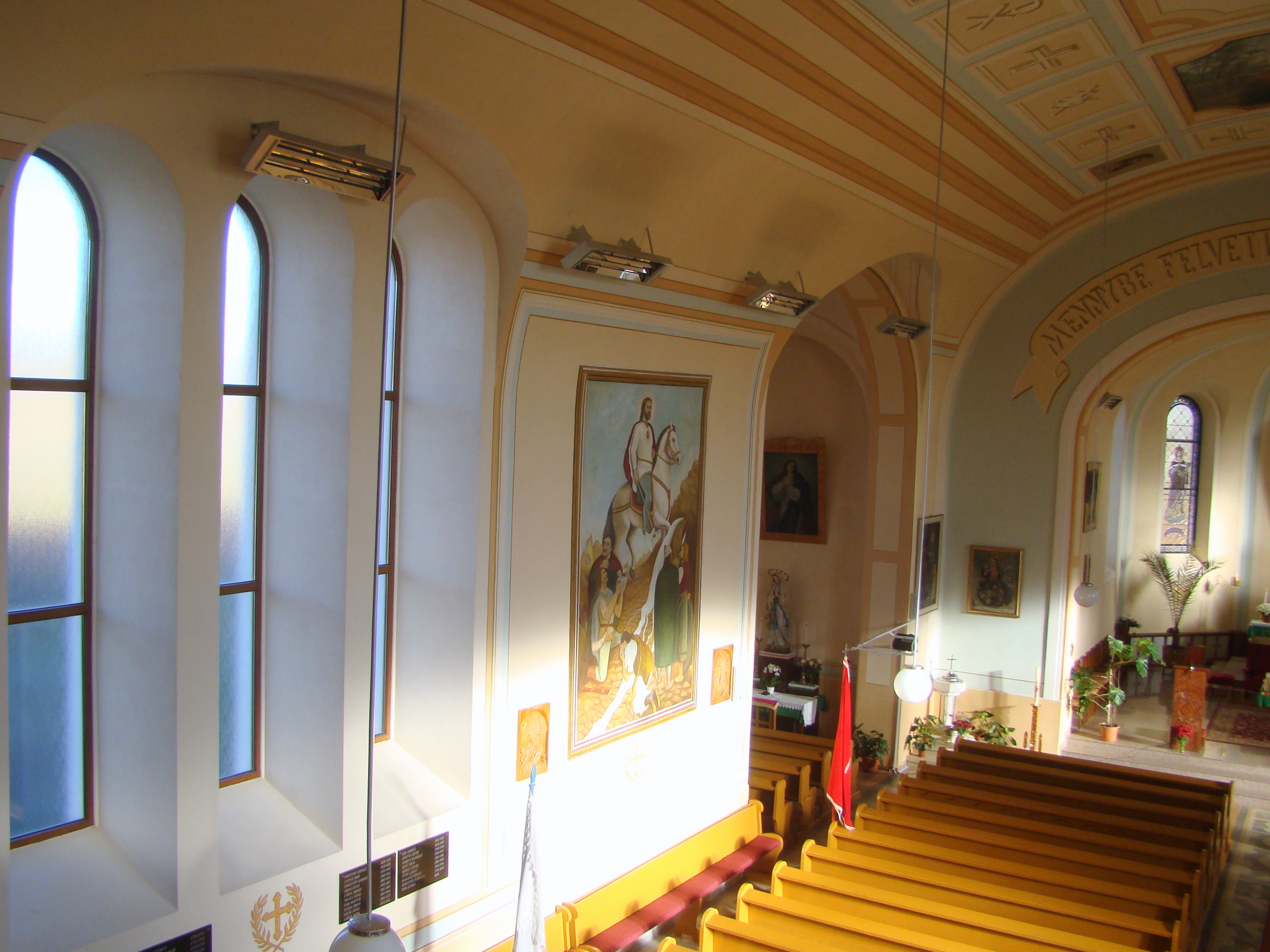
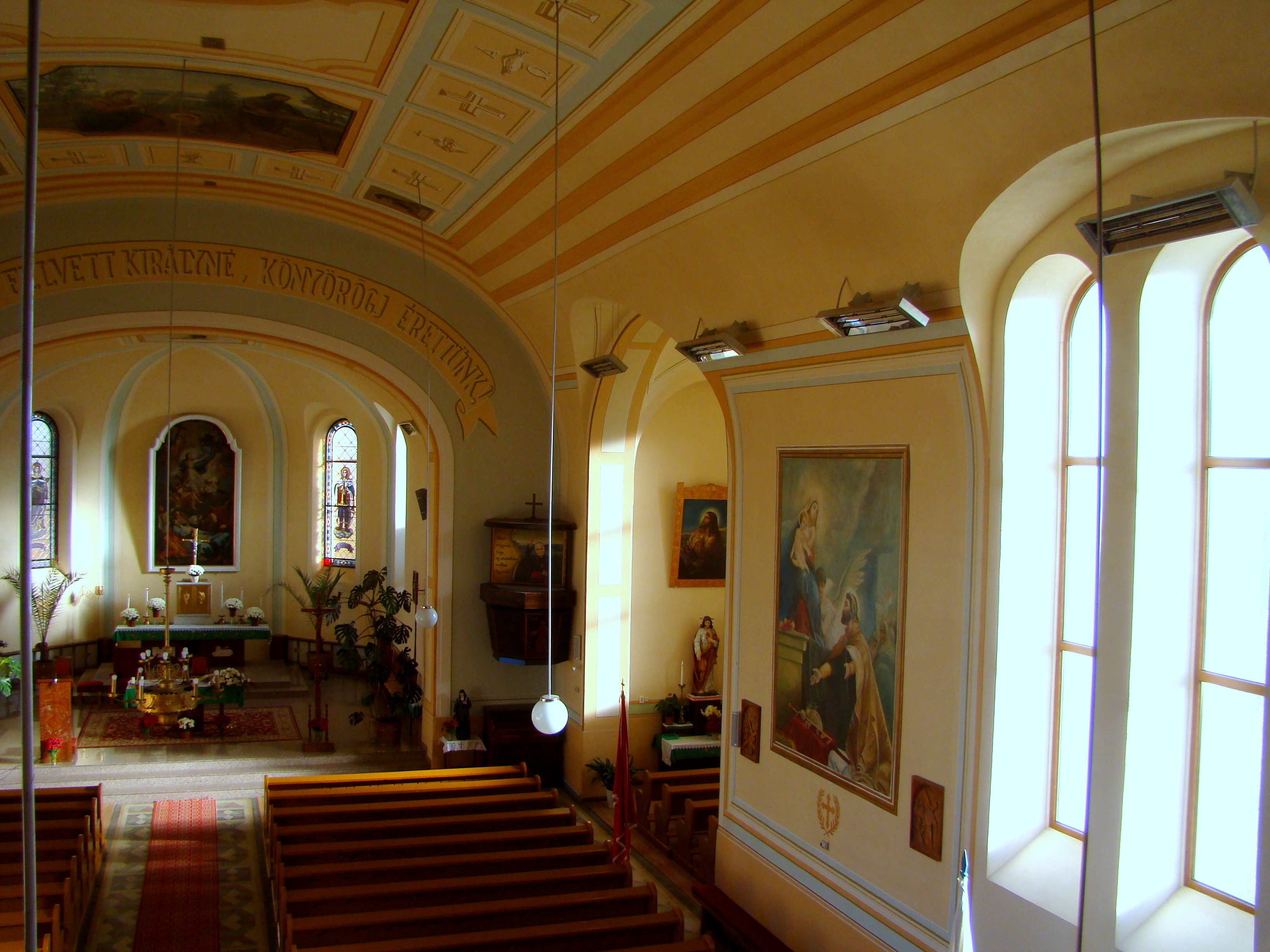
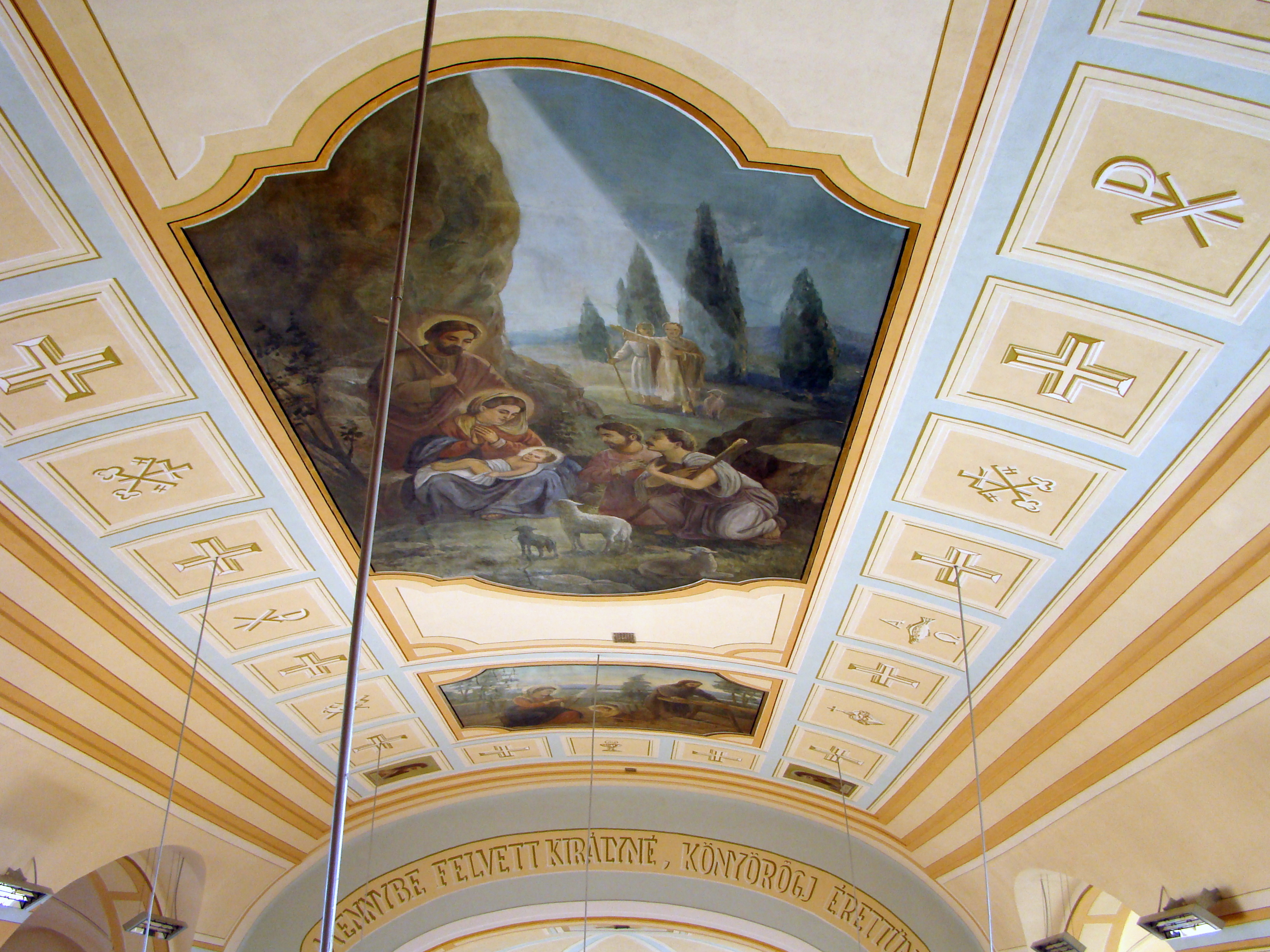
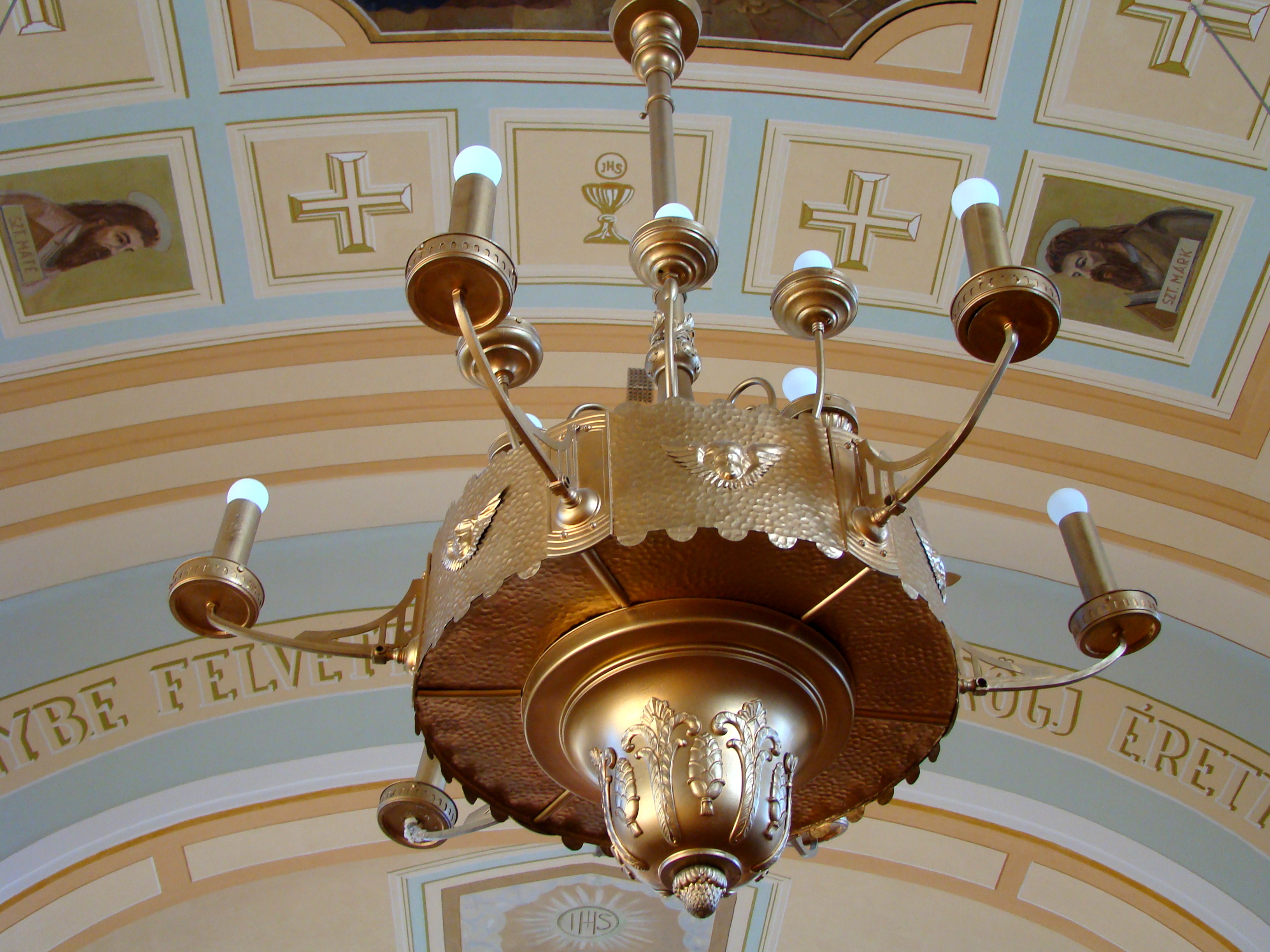
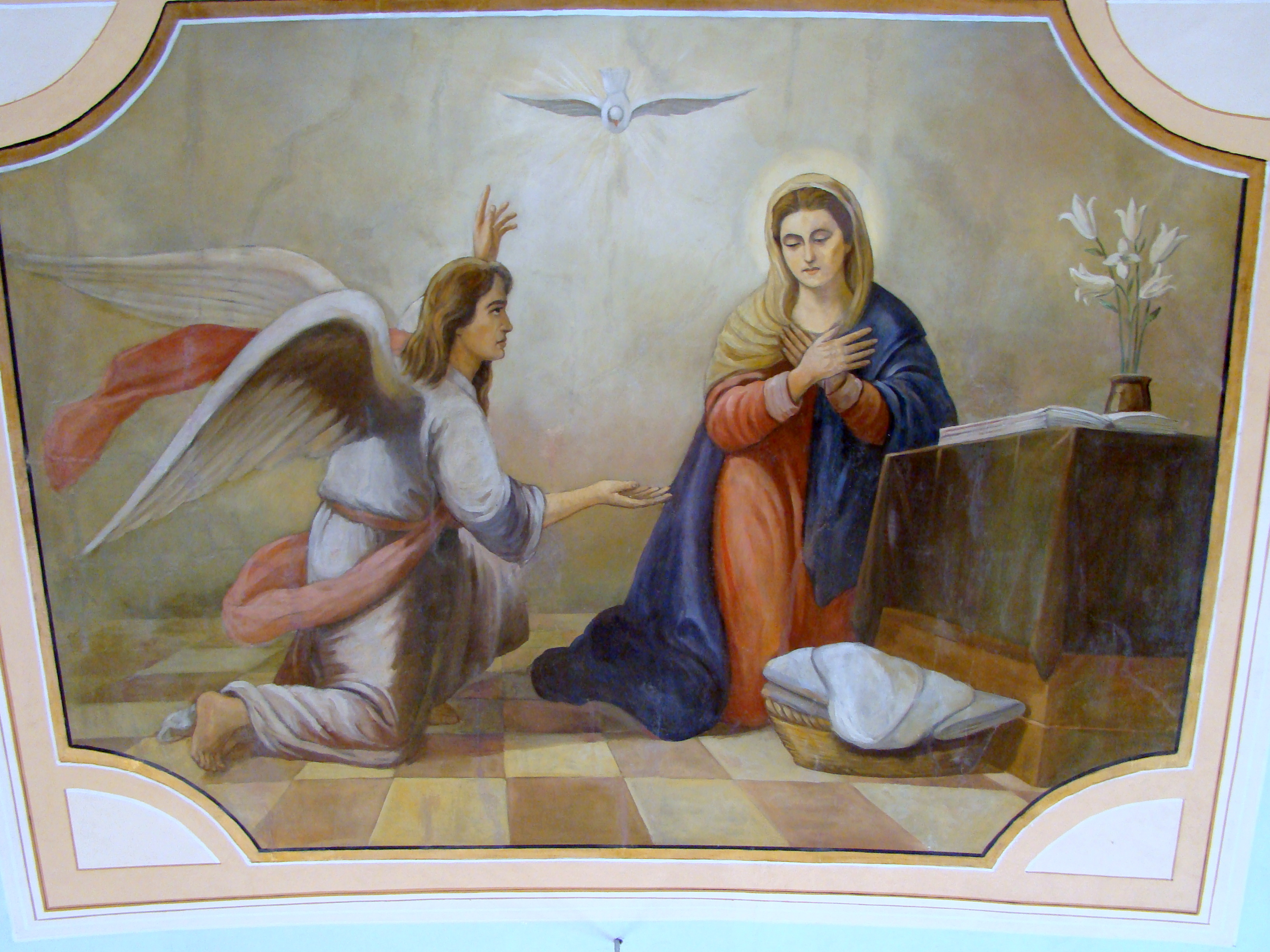
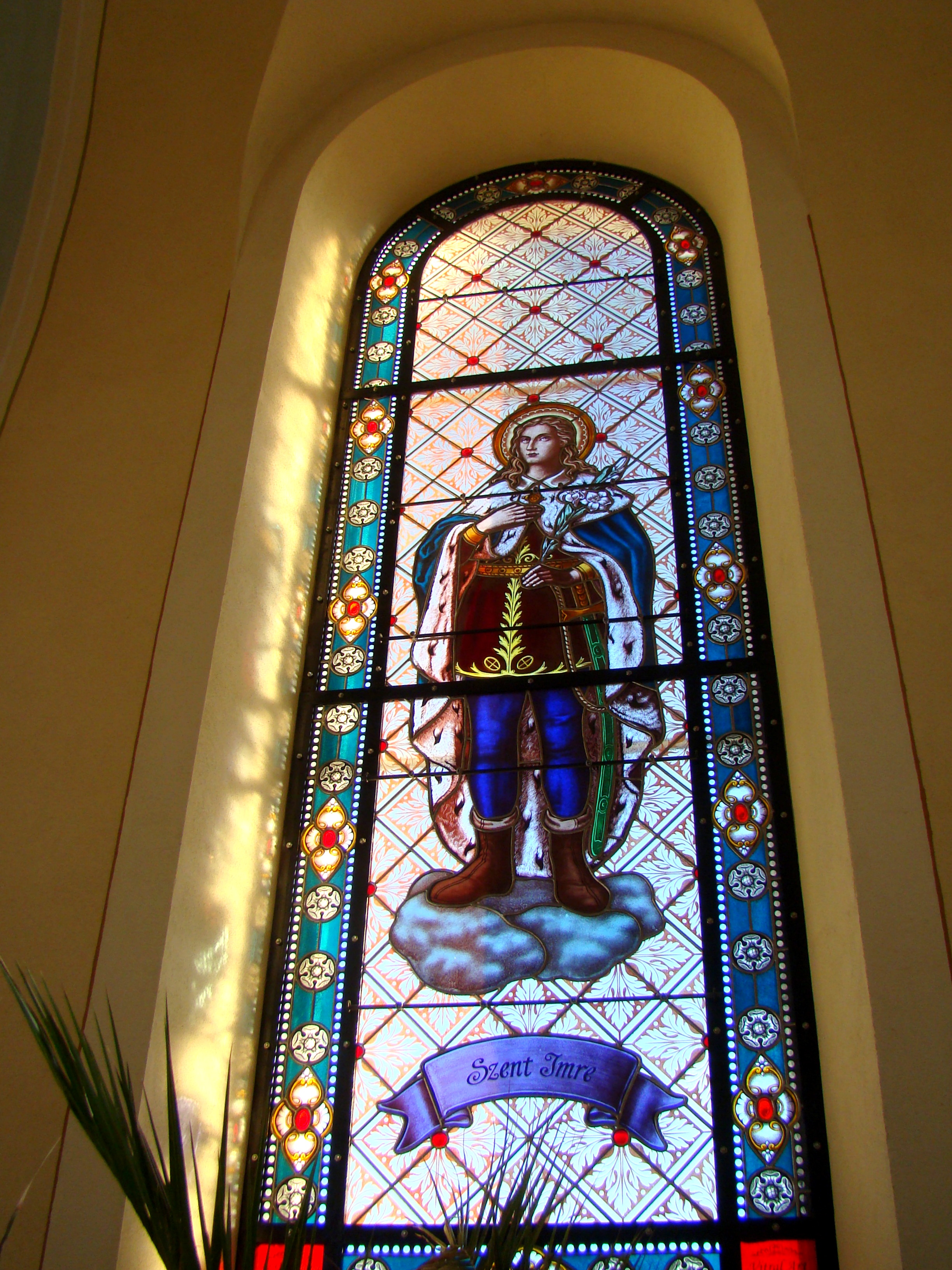
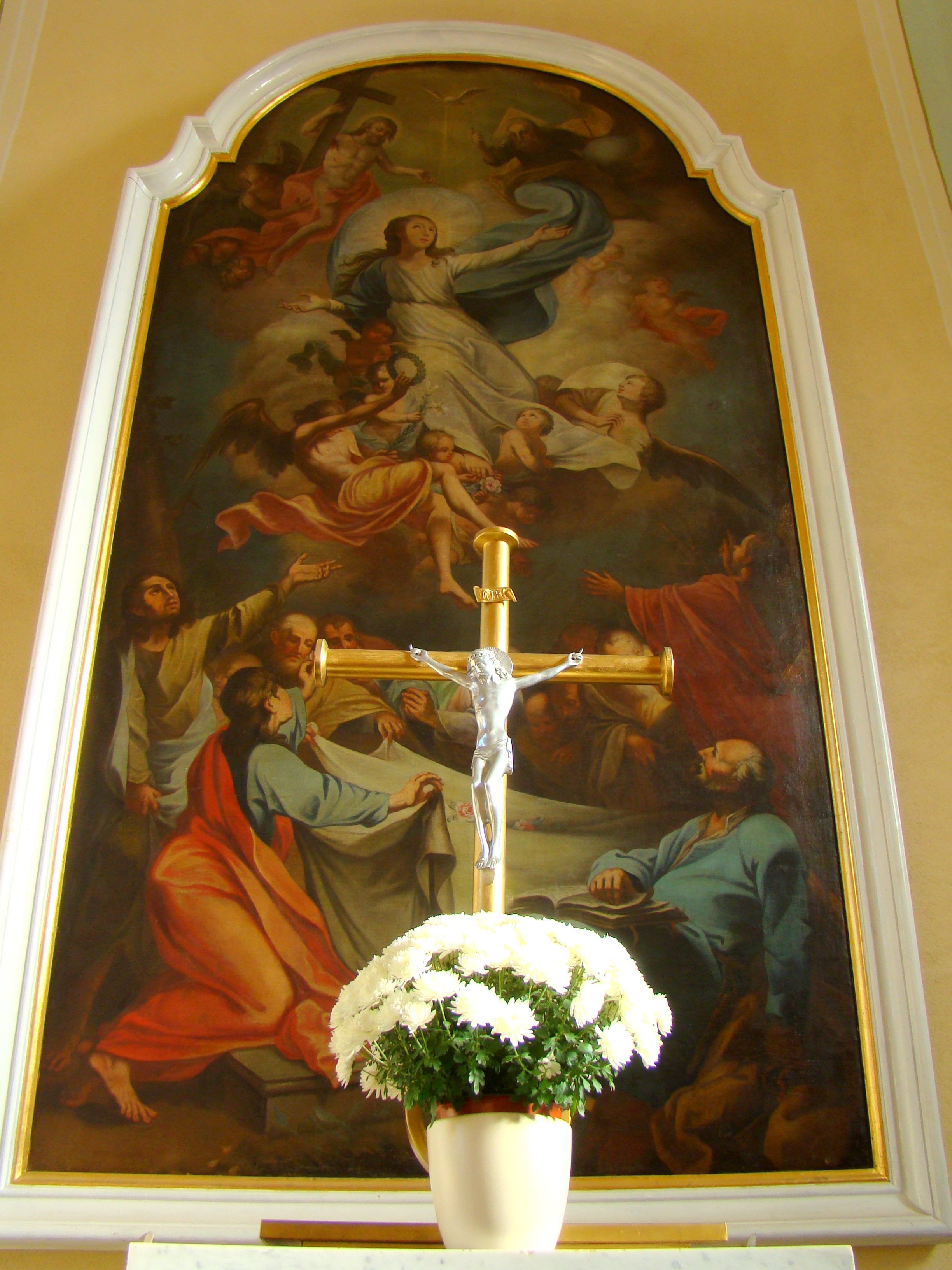
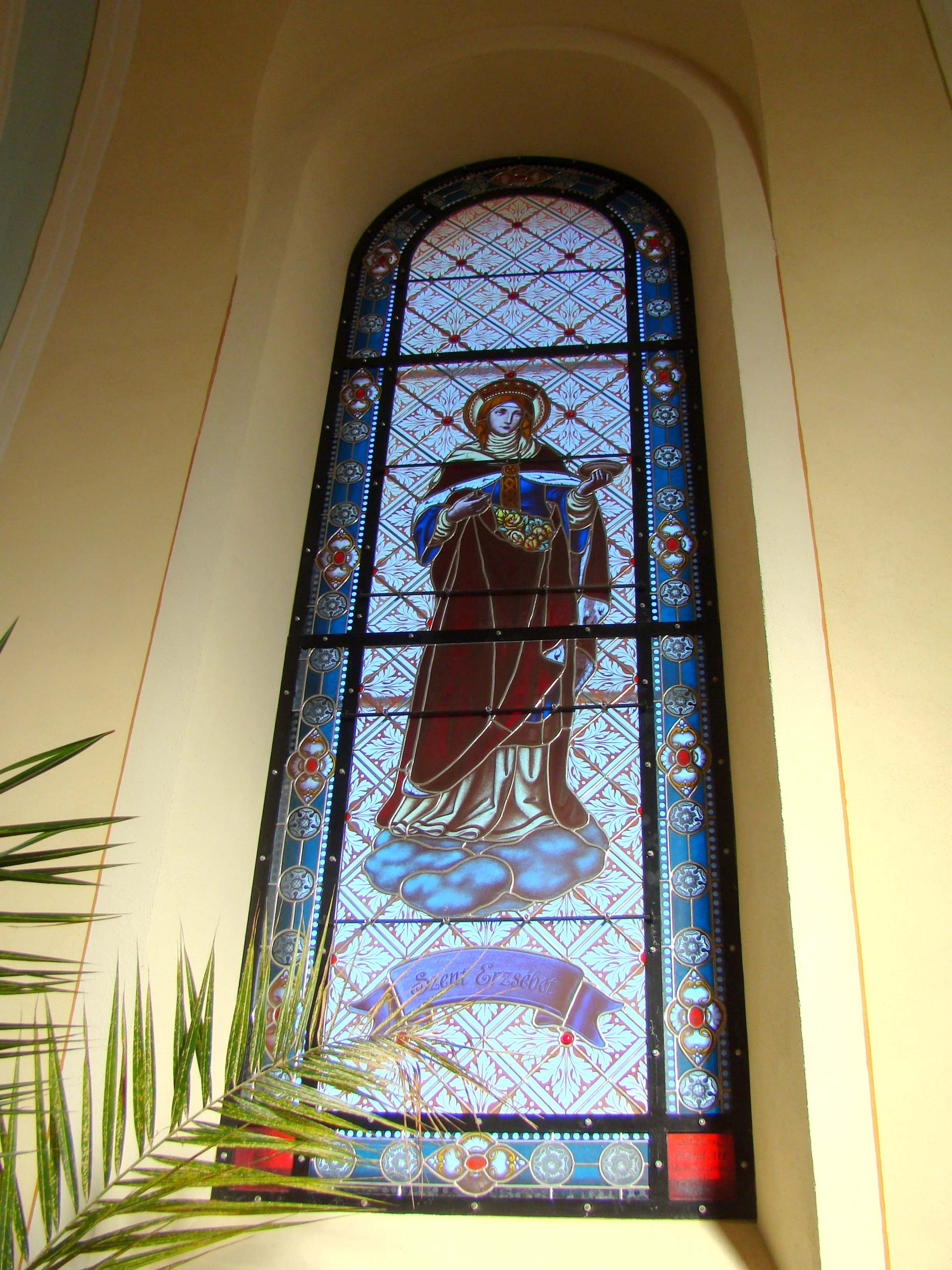
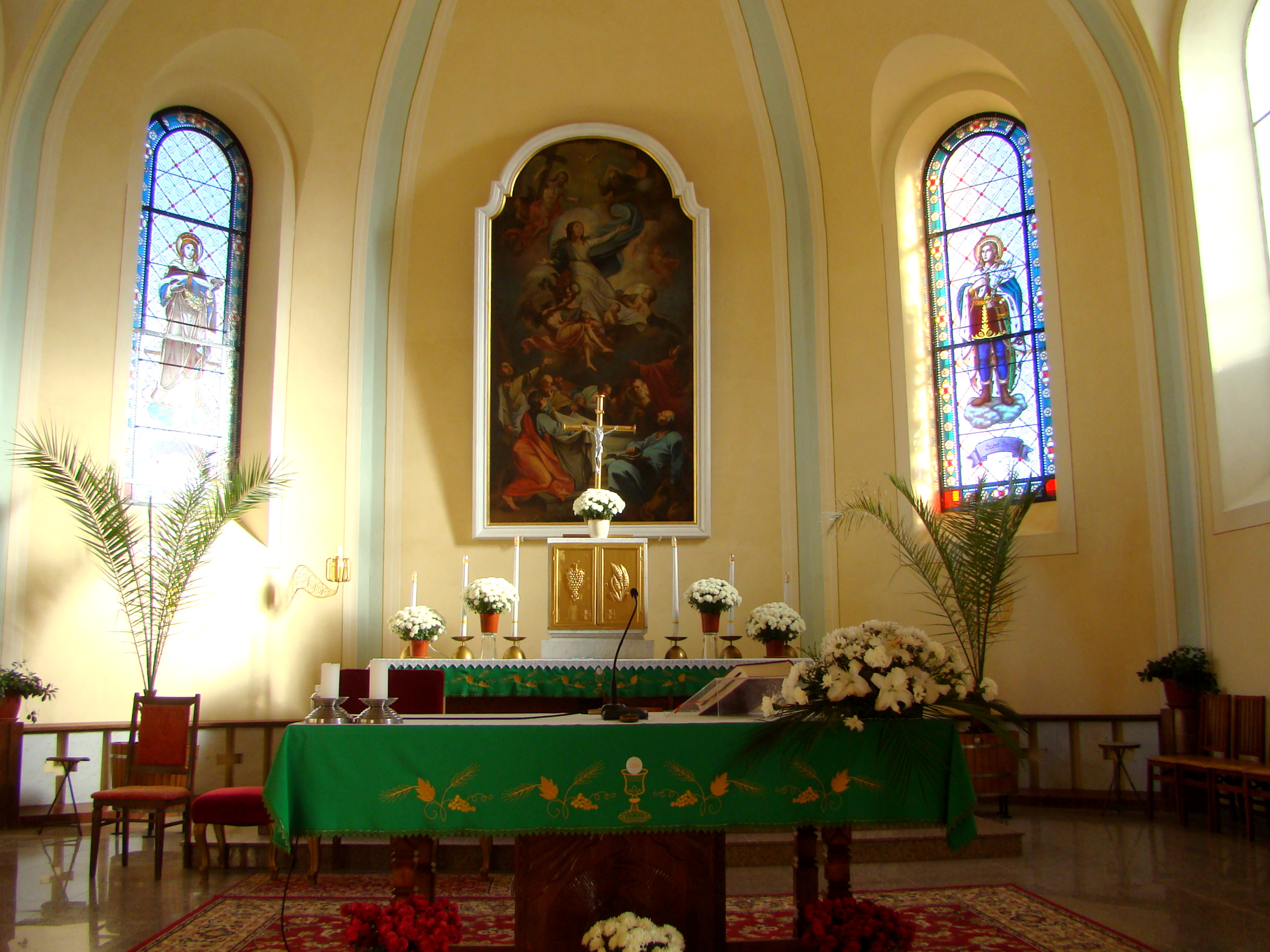
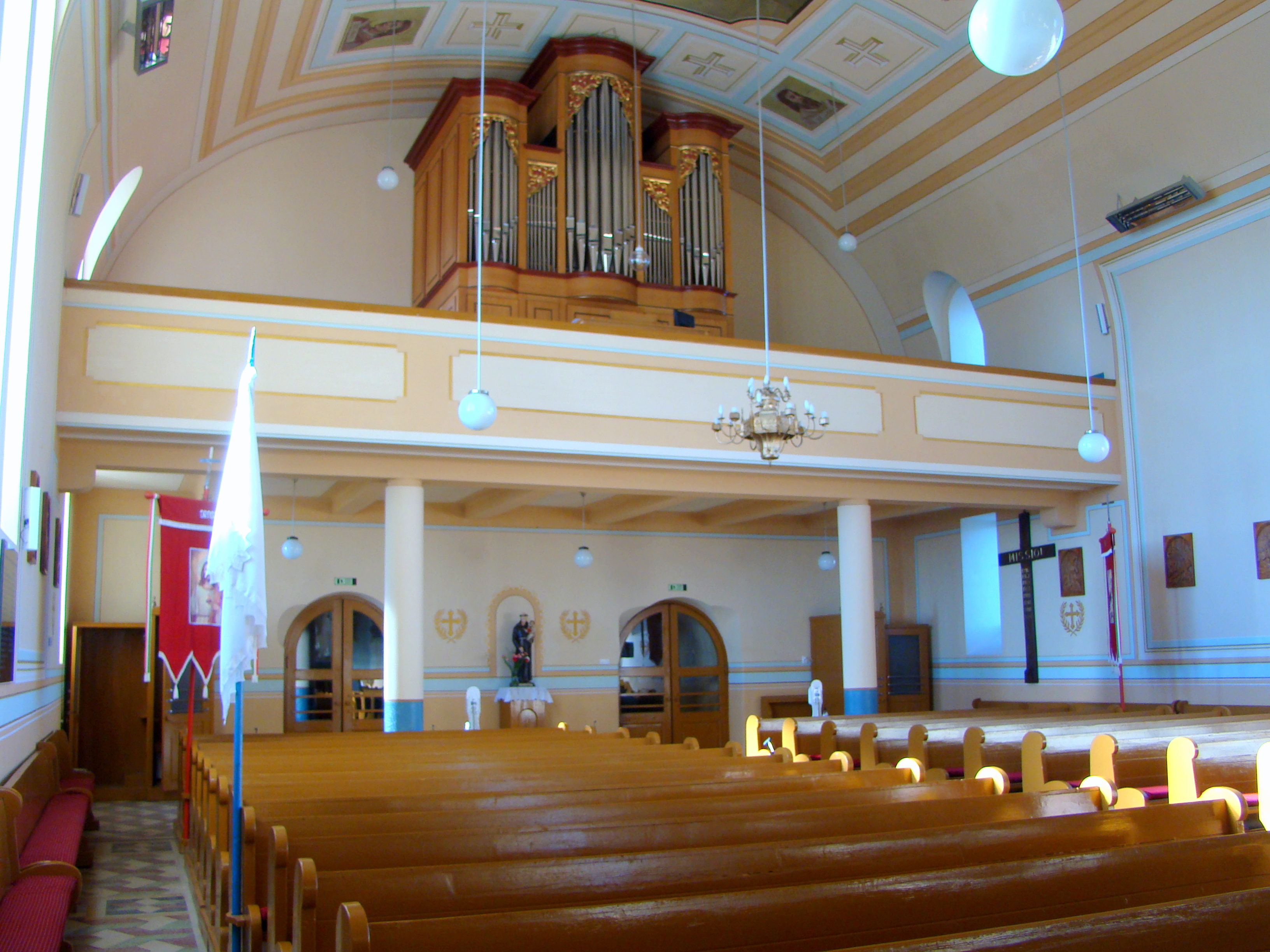
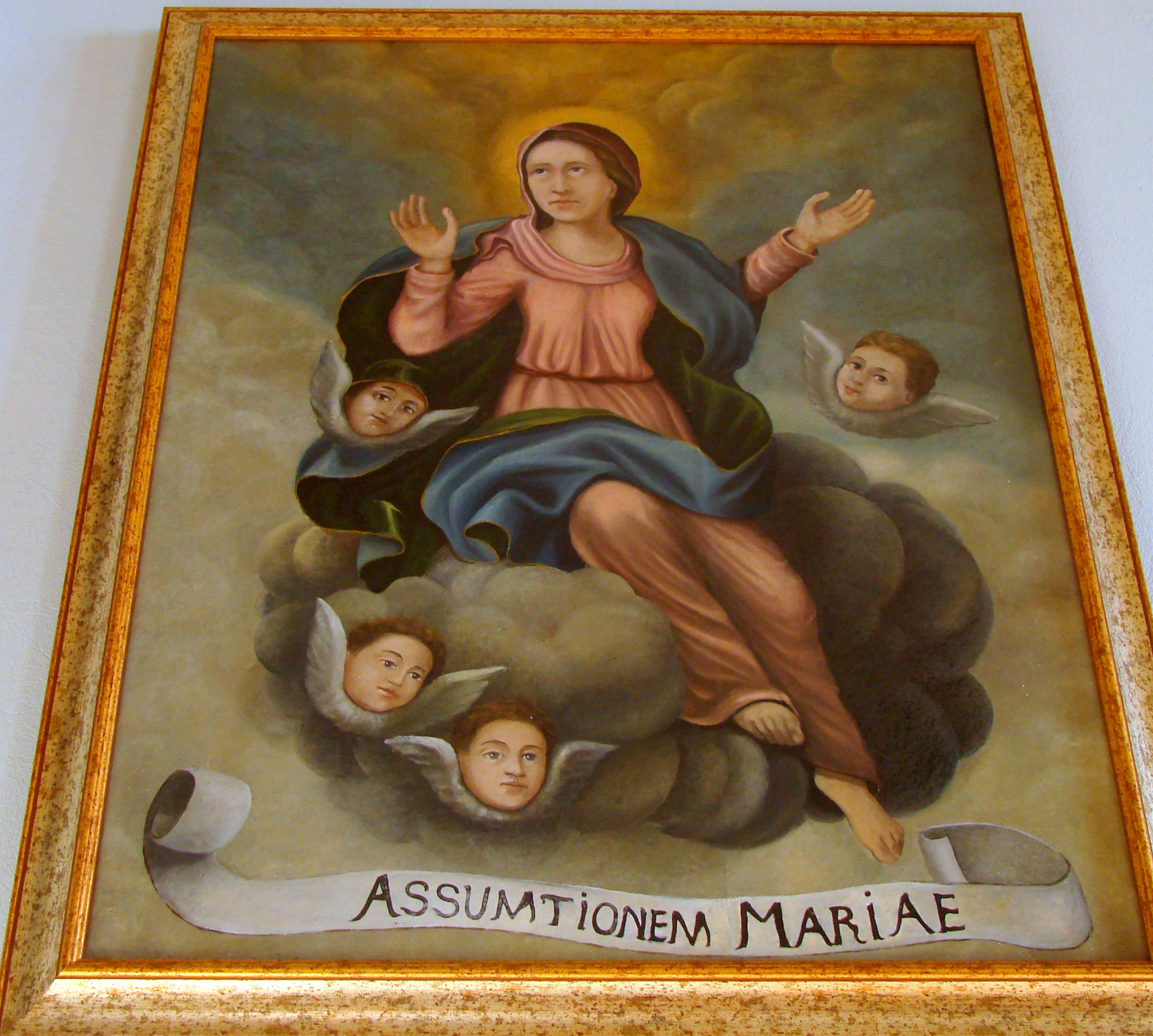
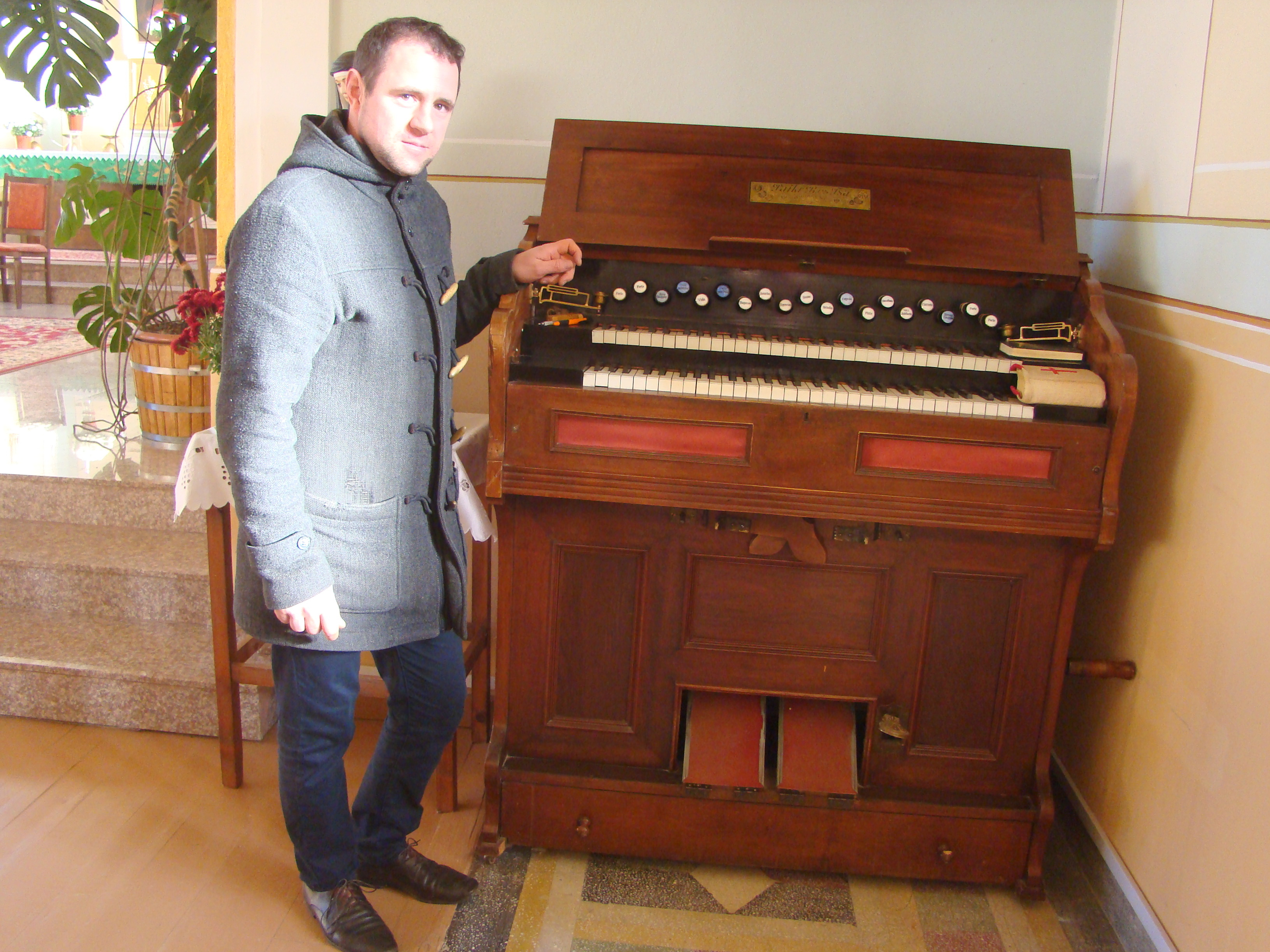
Cantorul bisericii Bíró Loránd
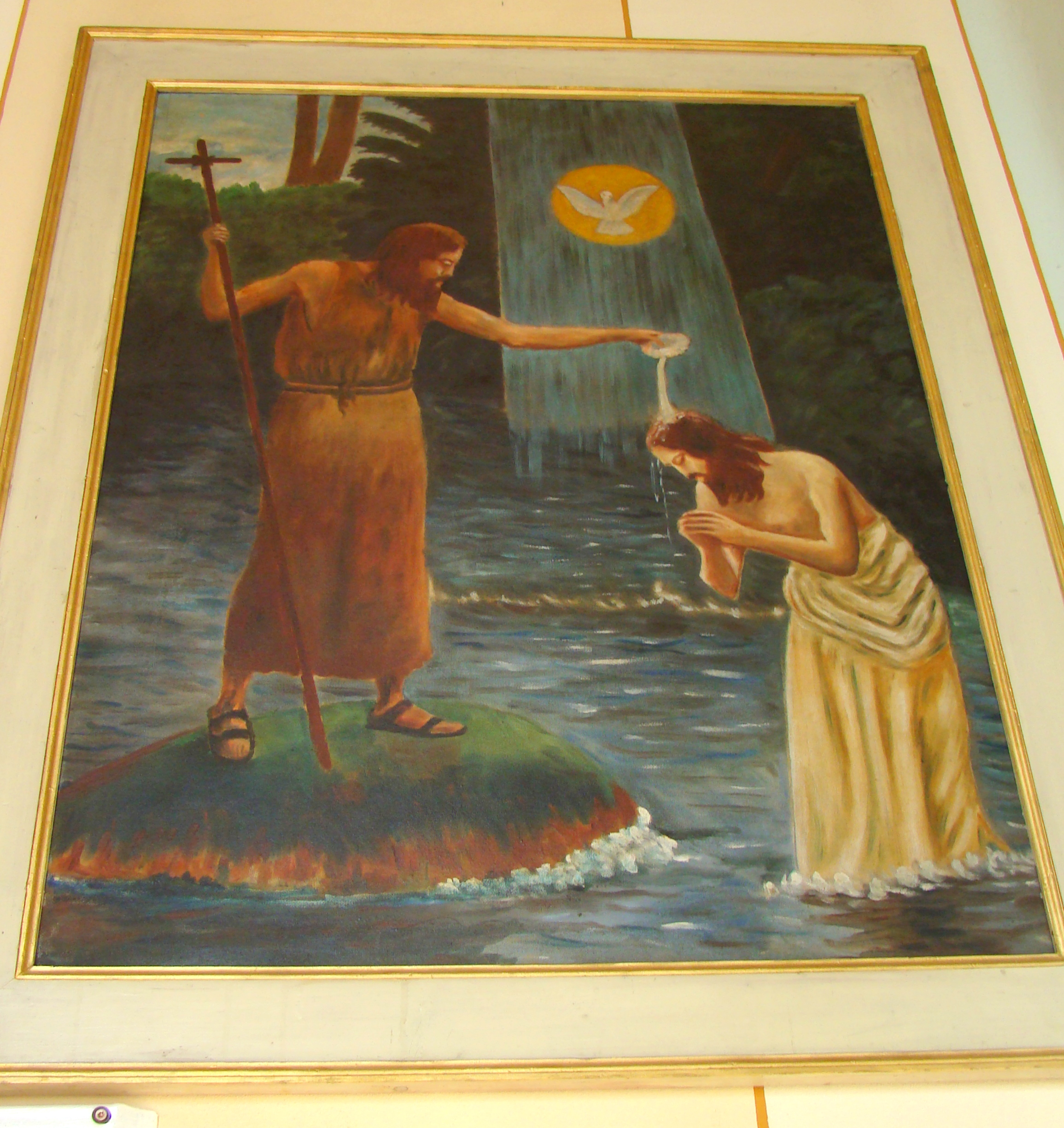
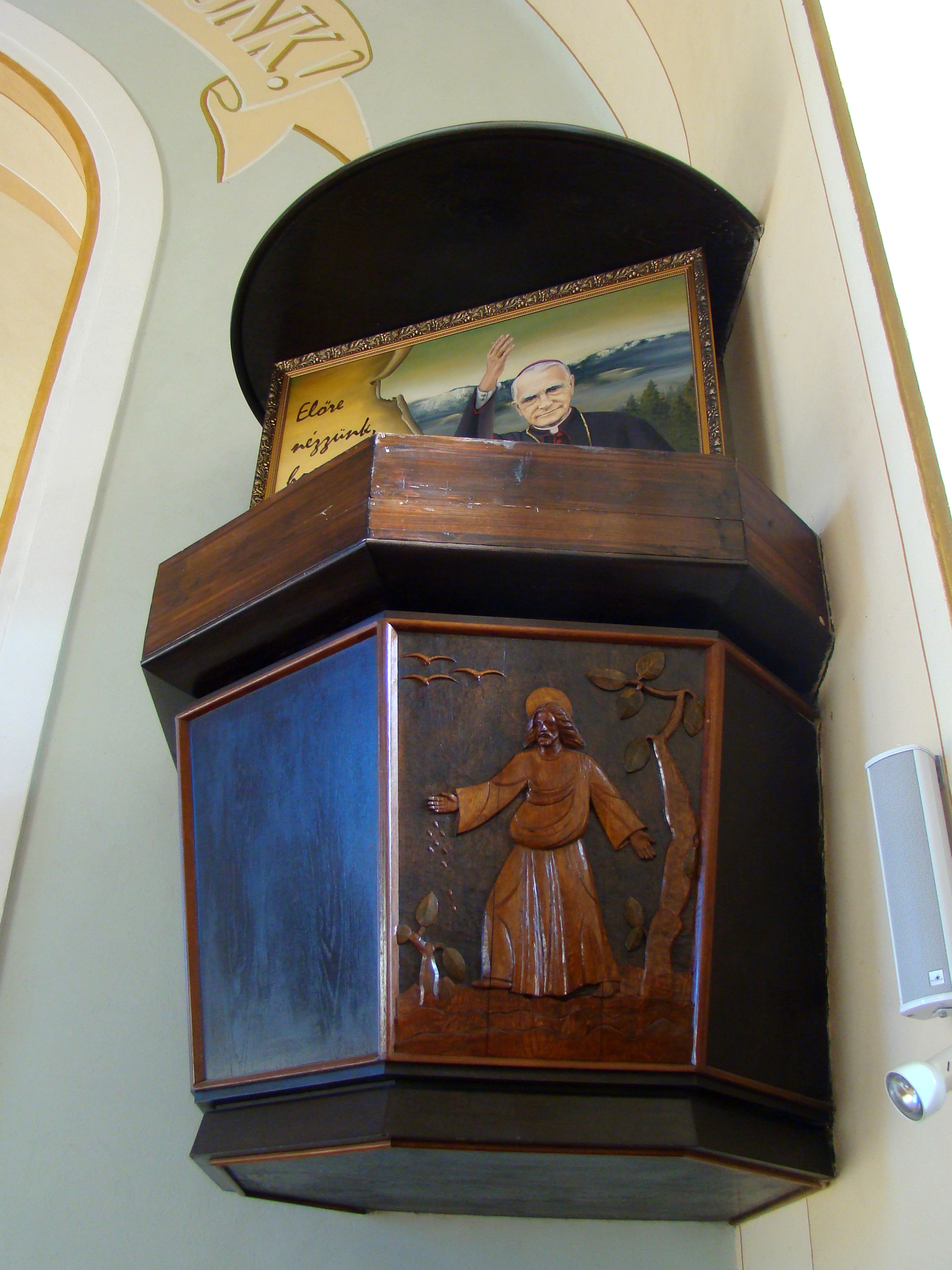
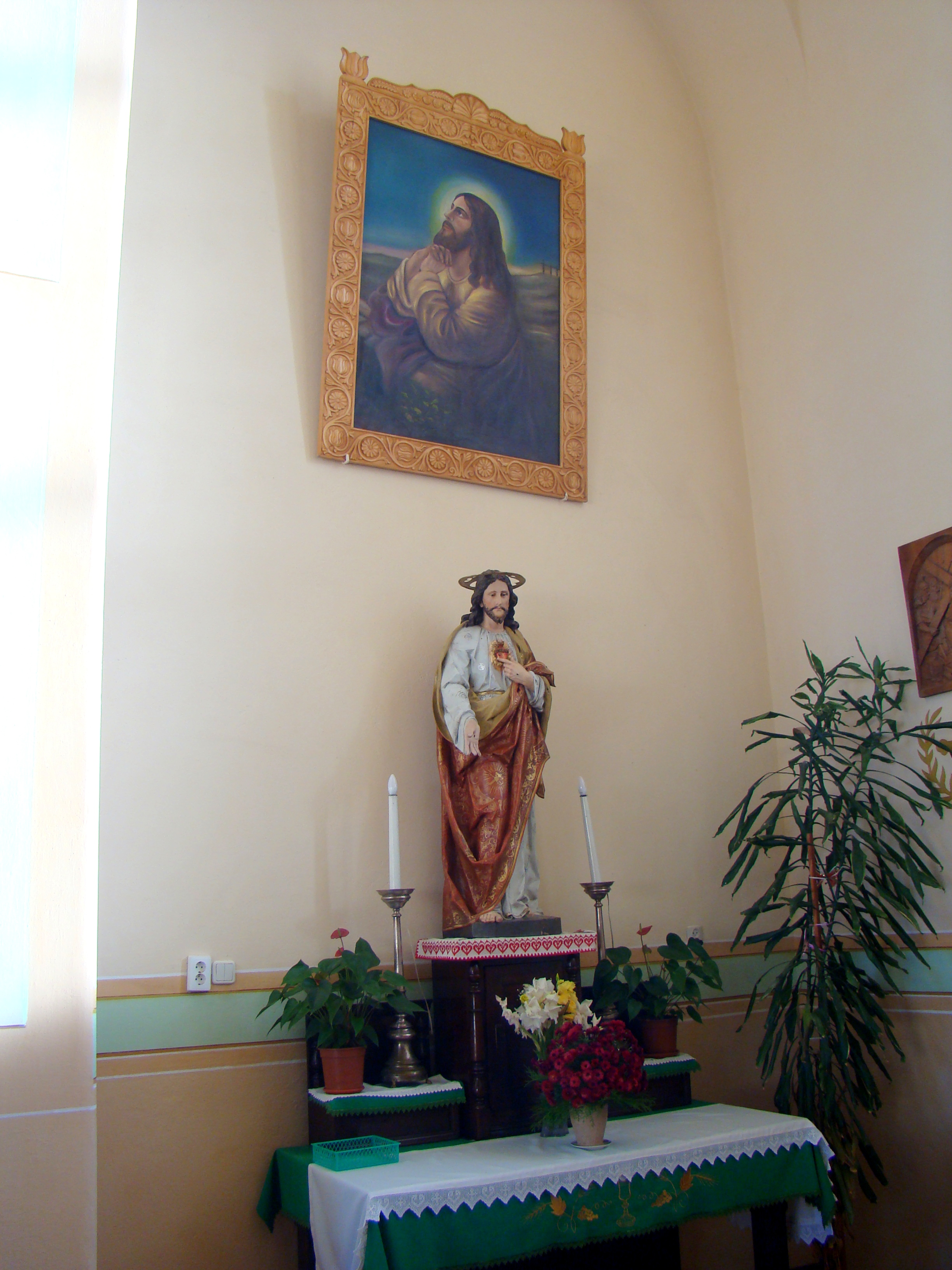
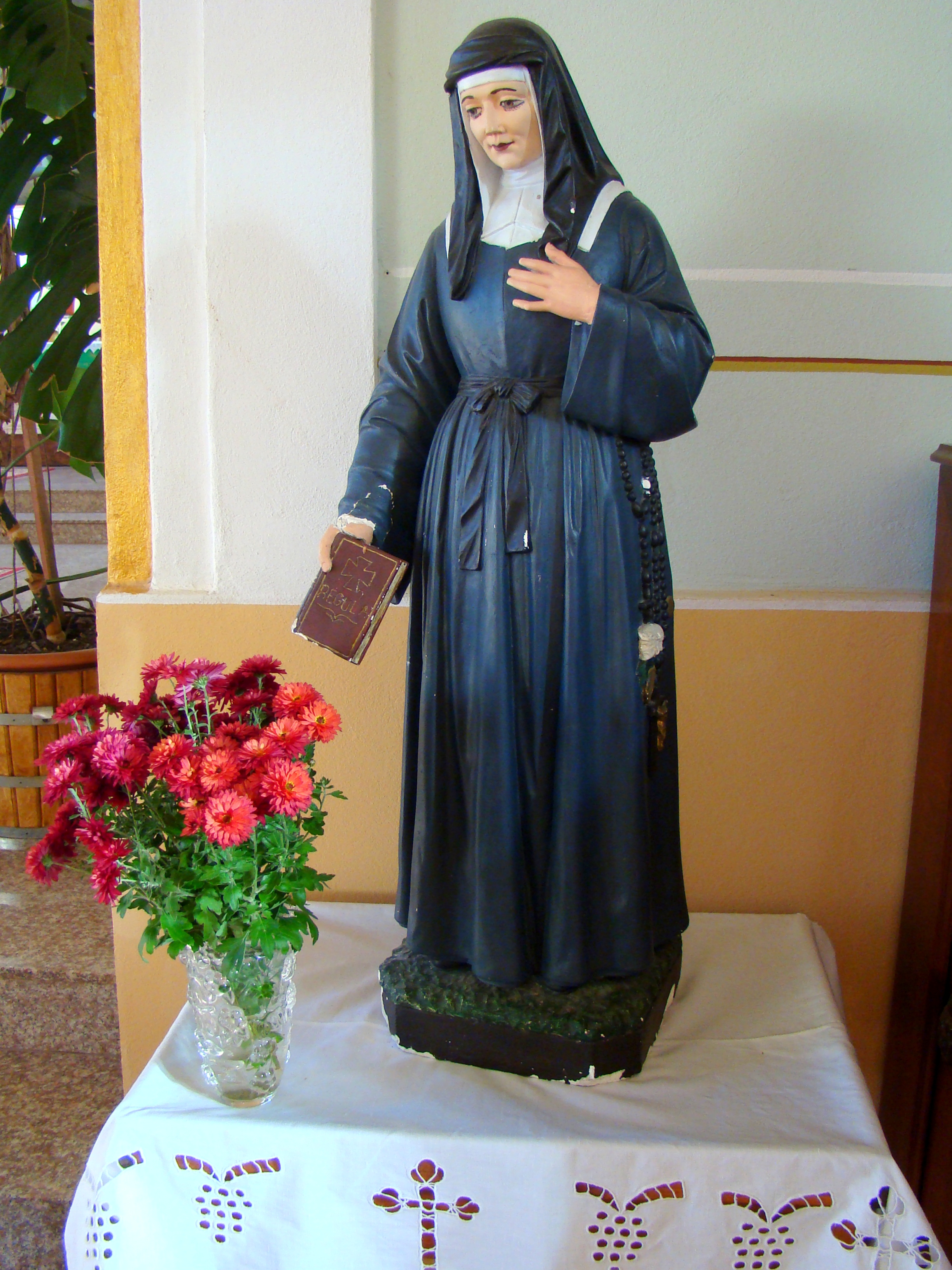
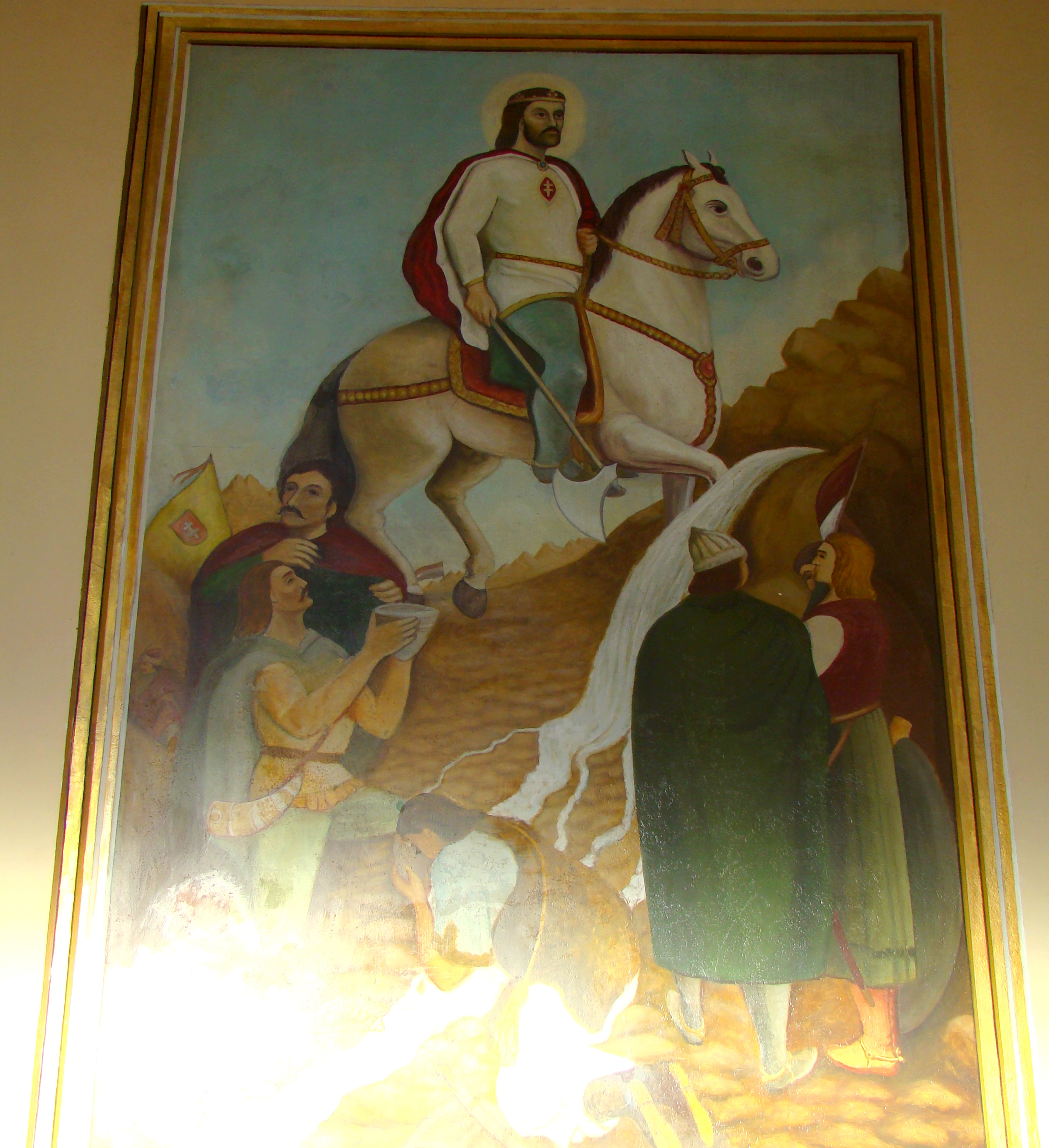
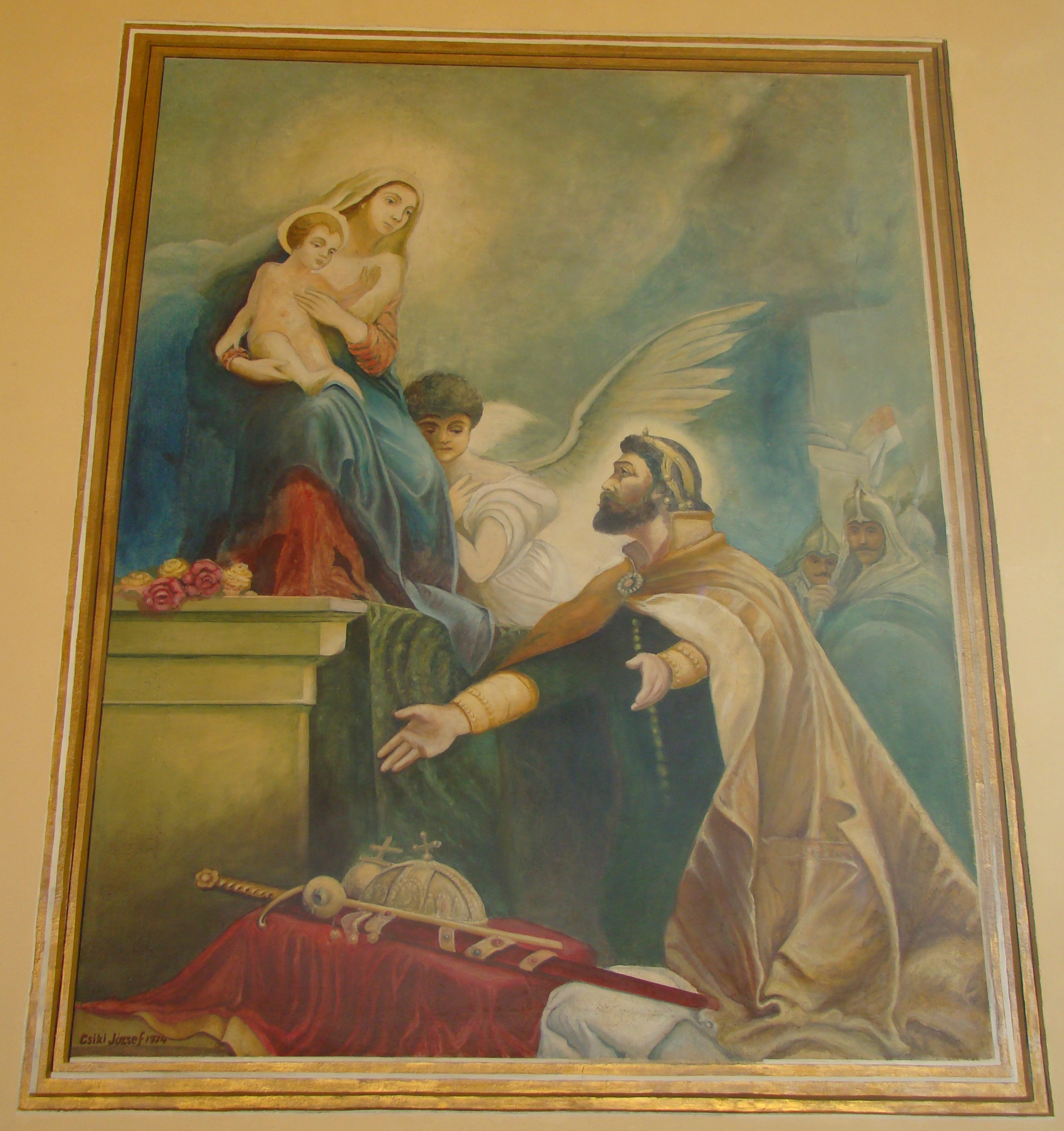
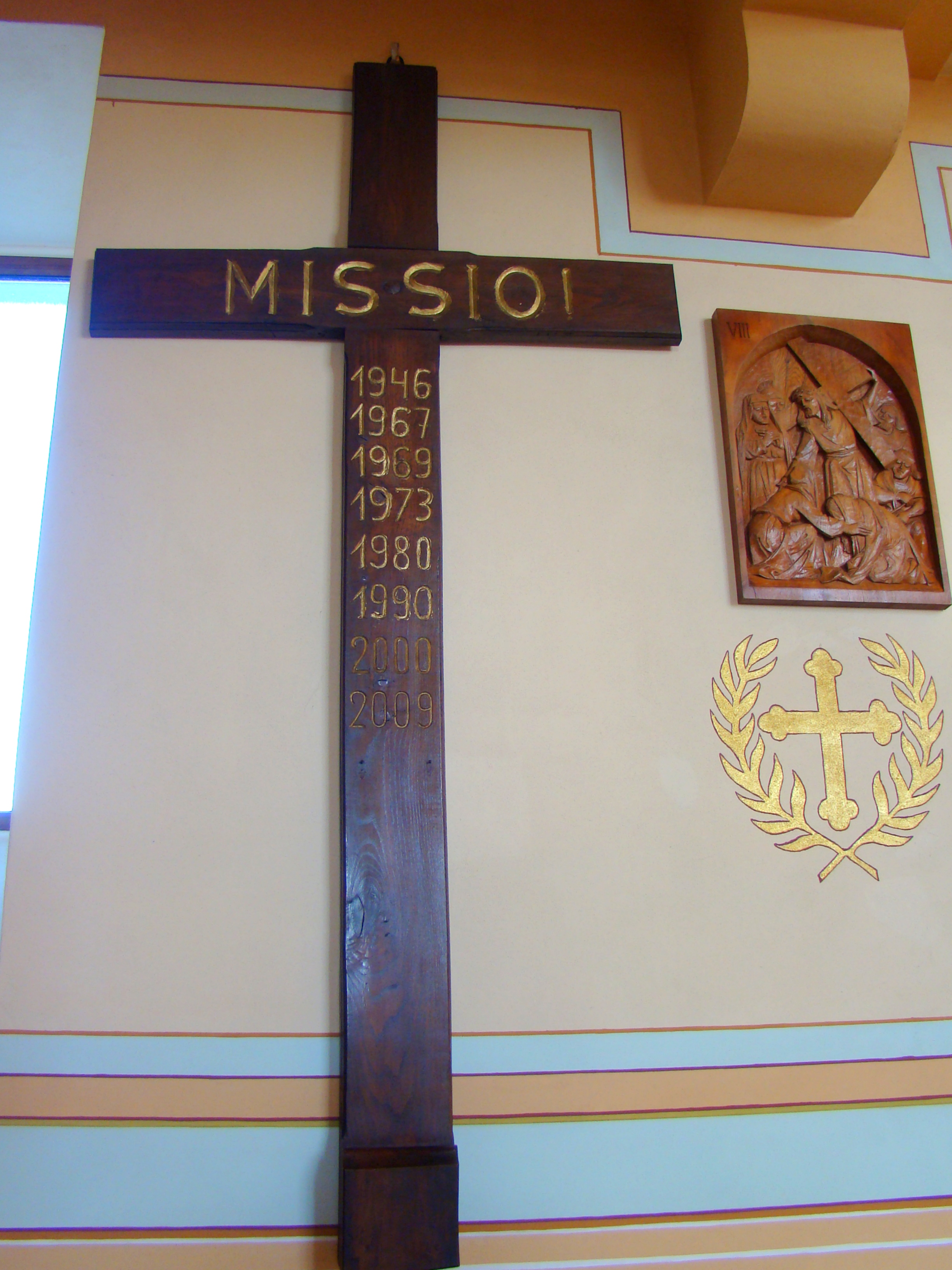
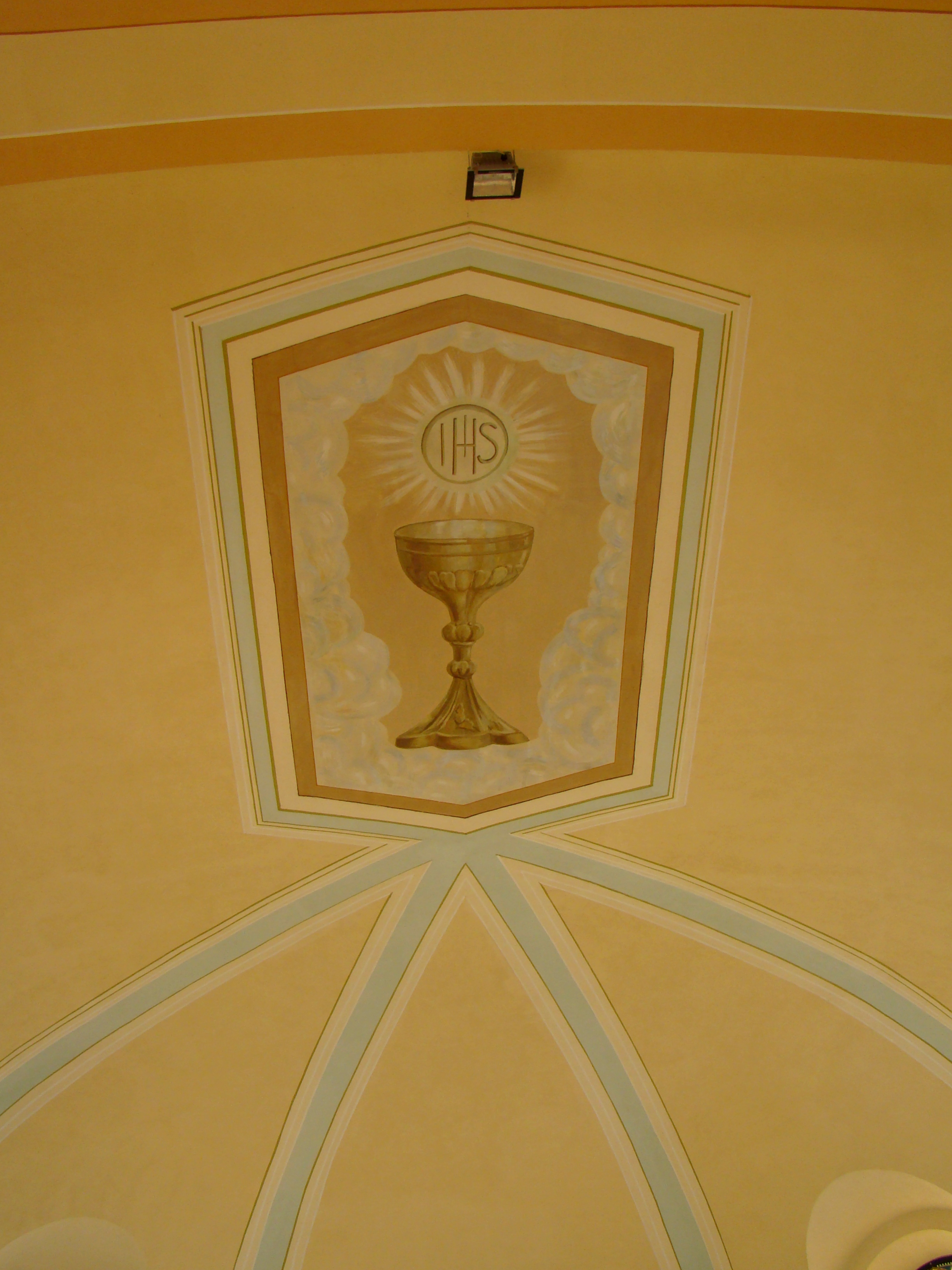
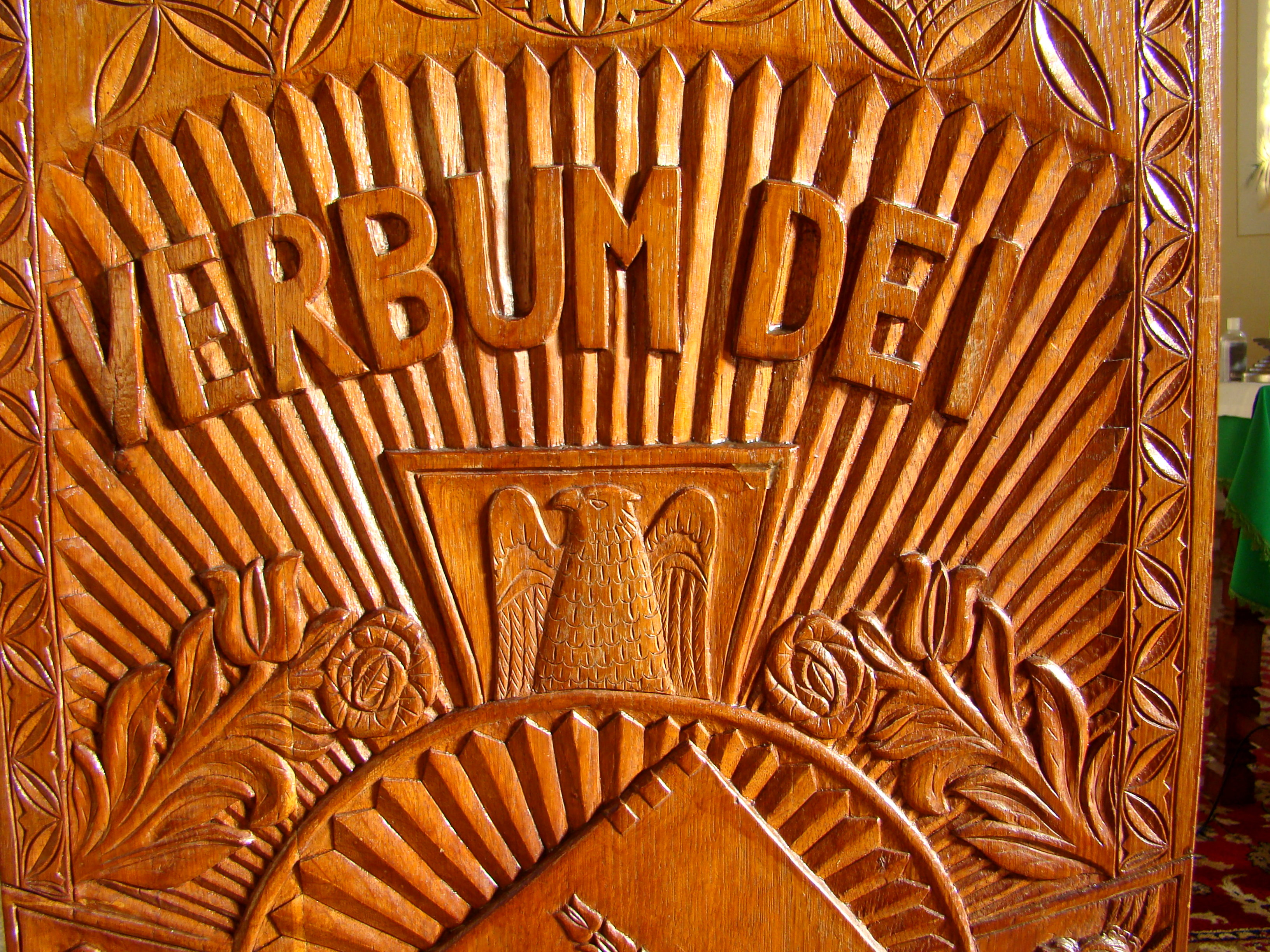
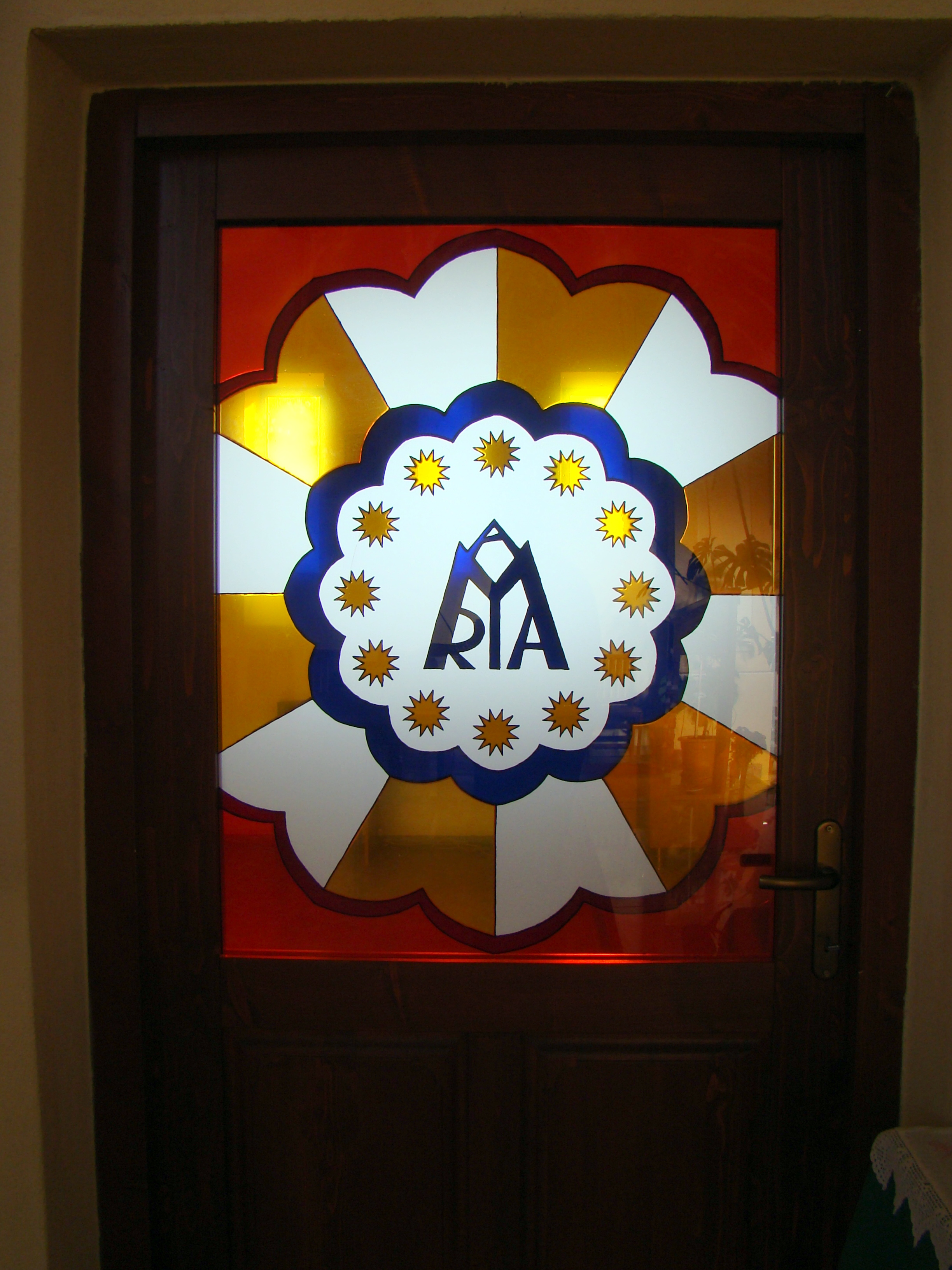
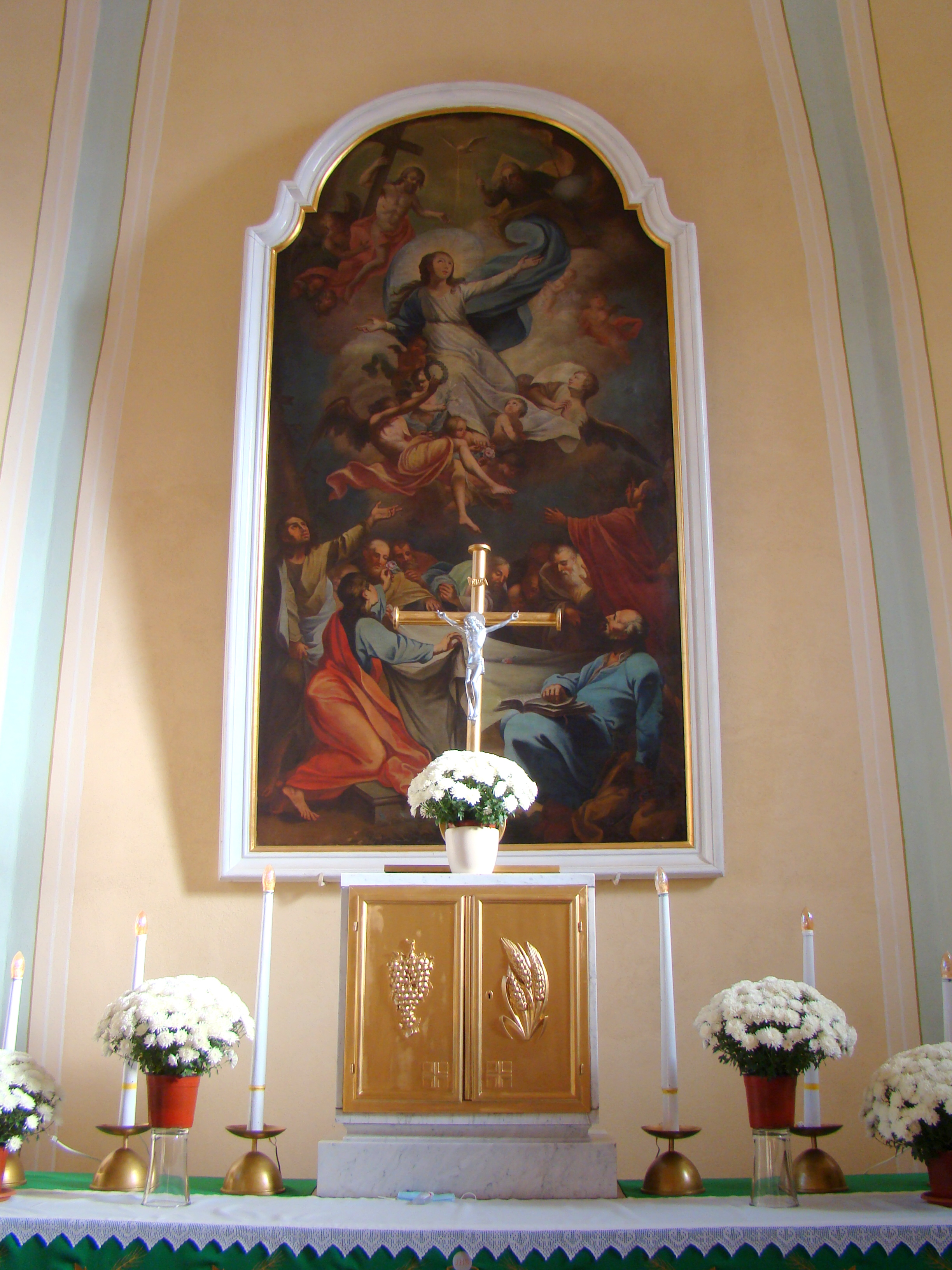
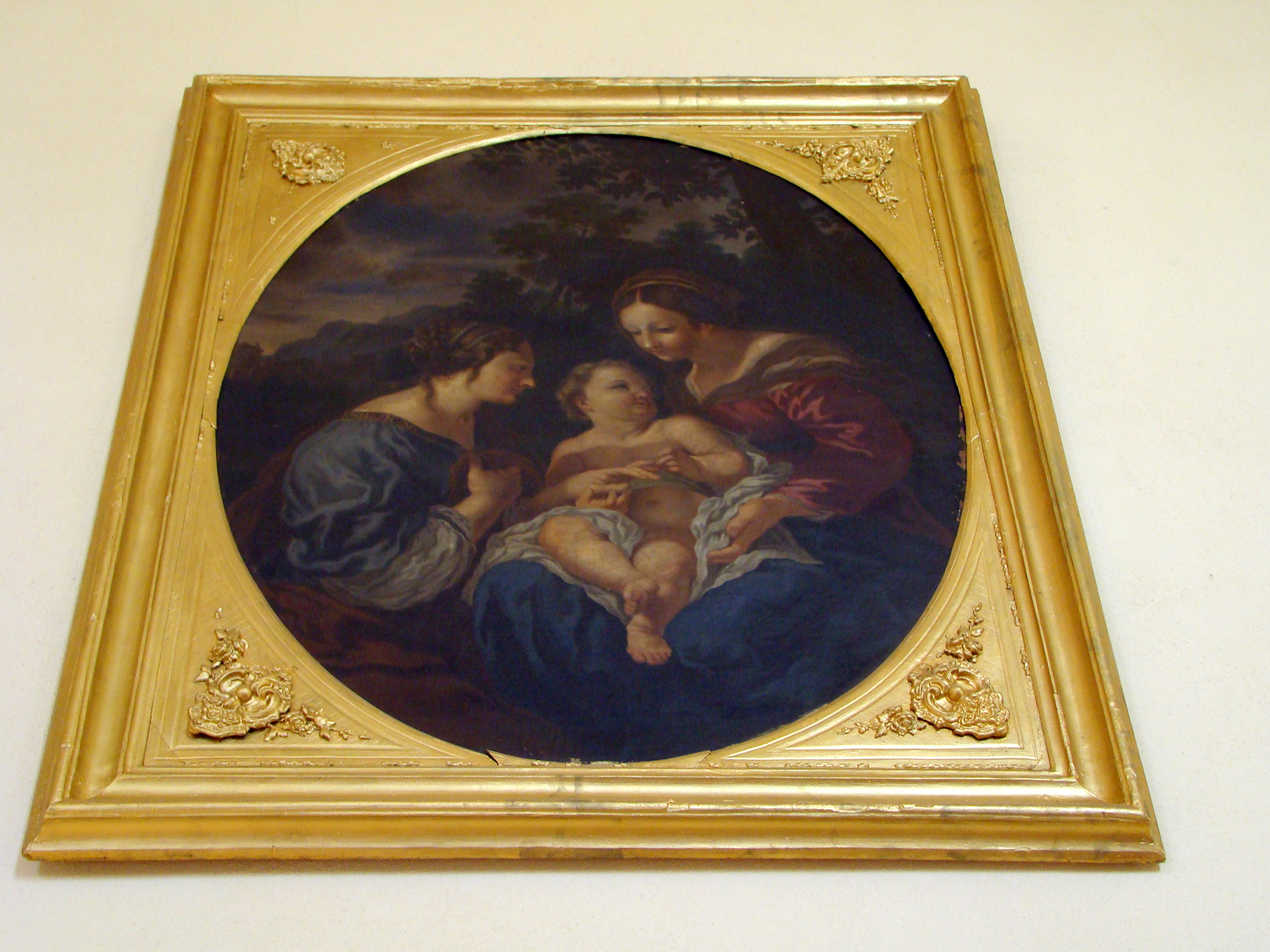
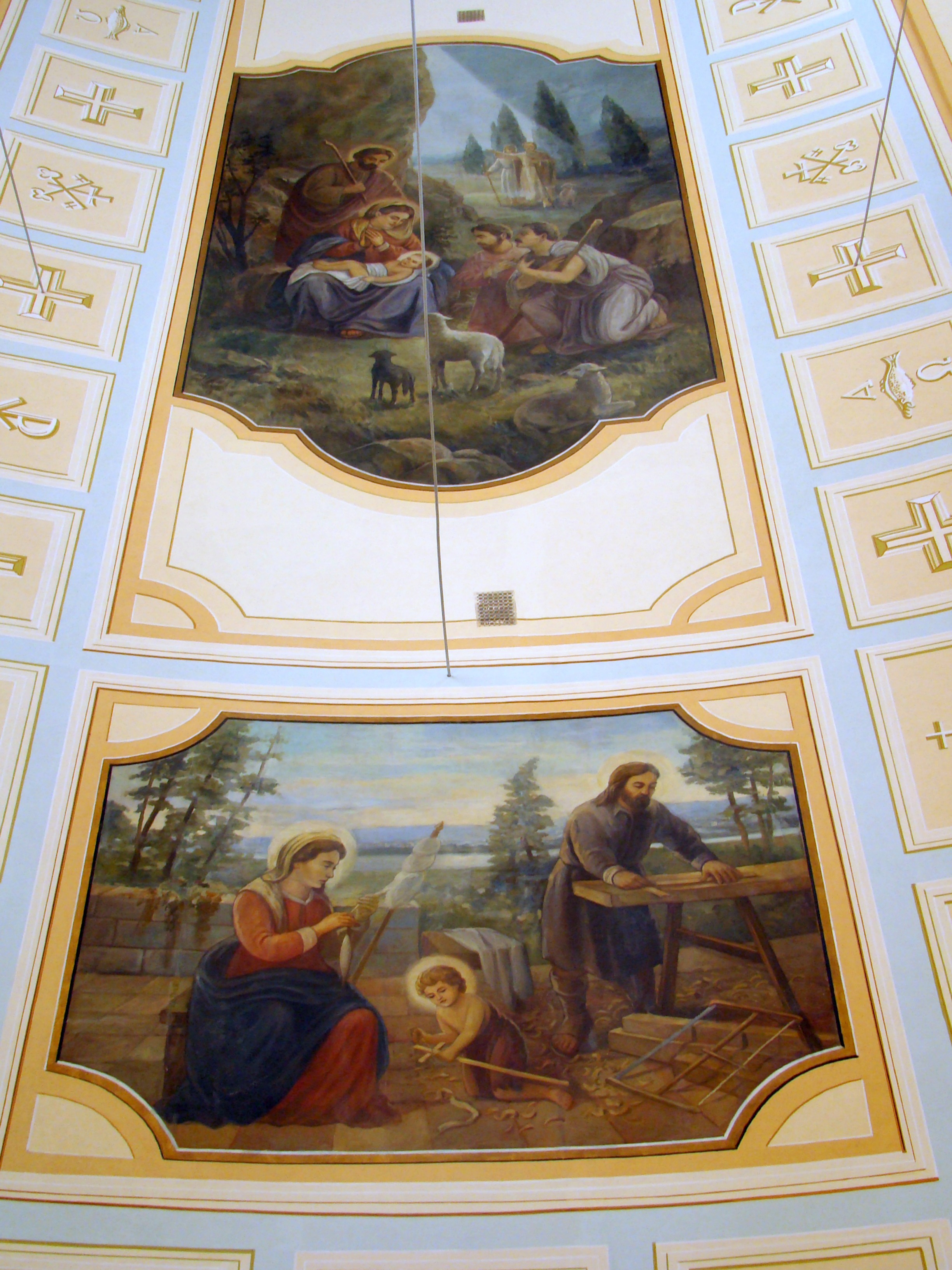
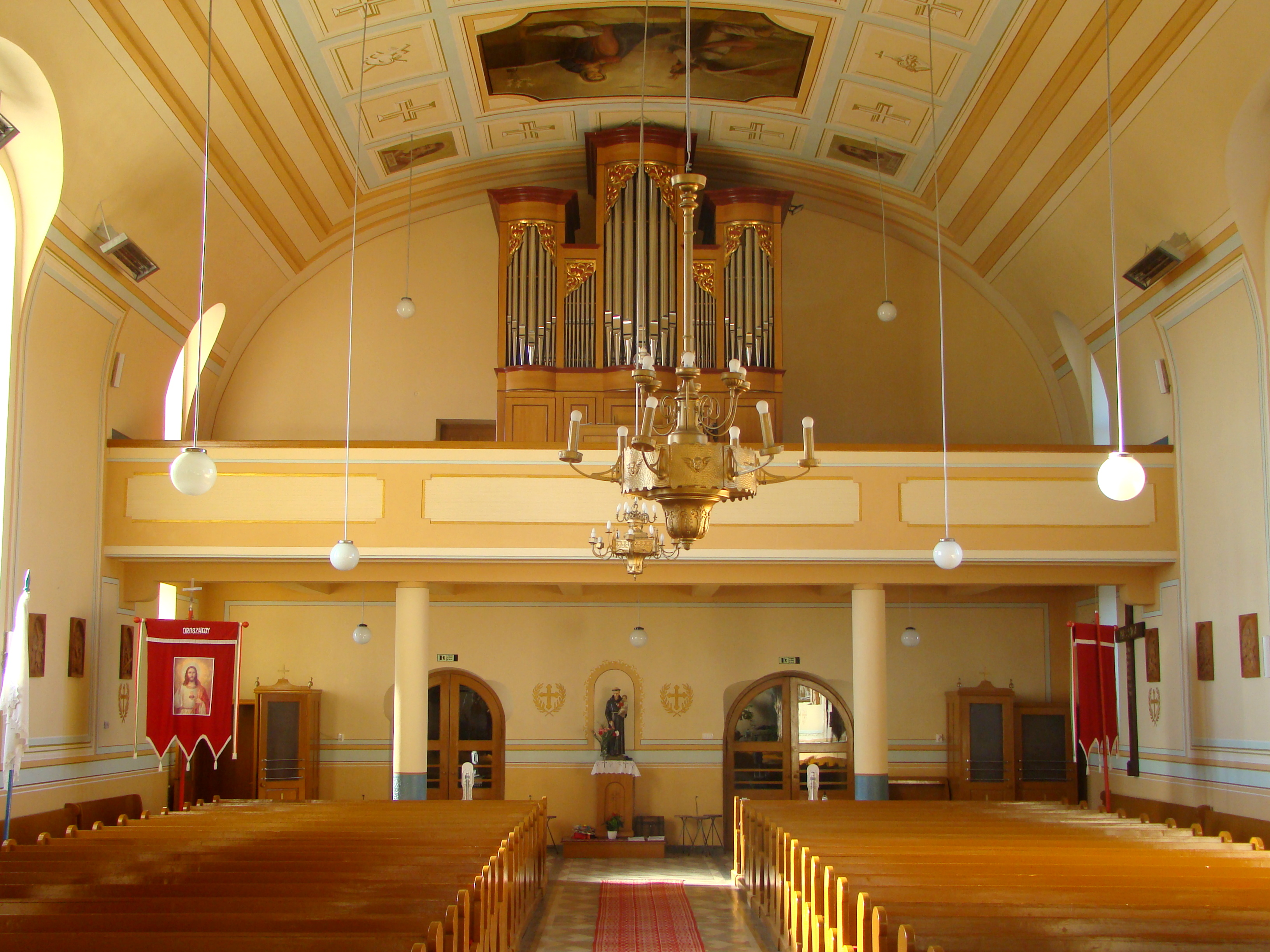
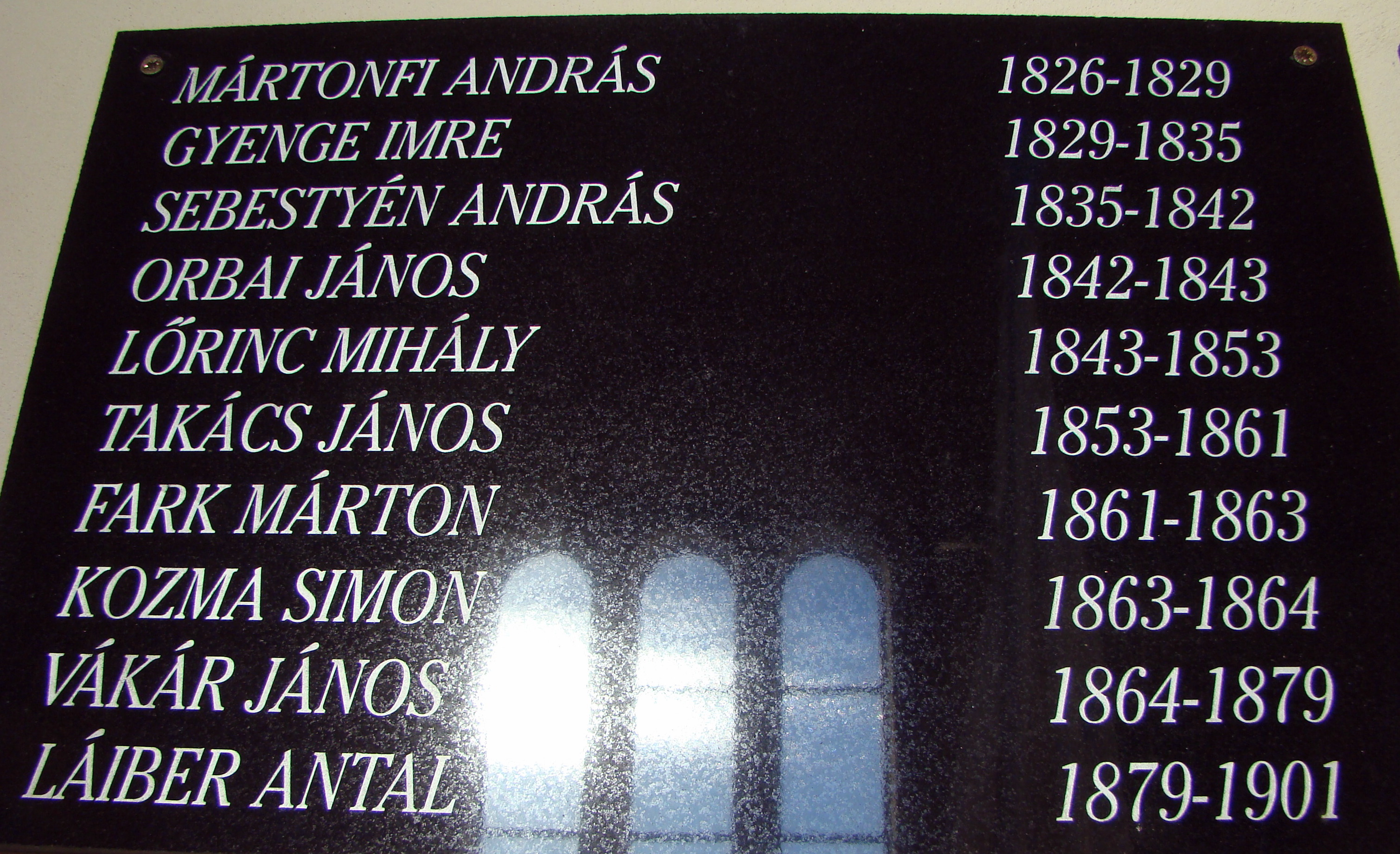
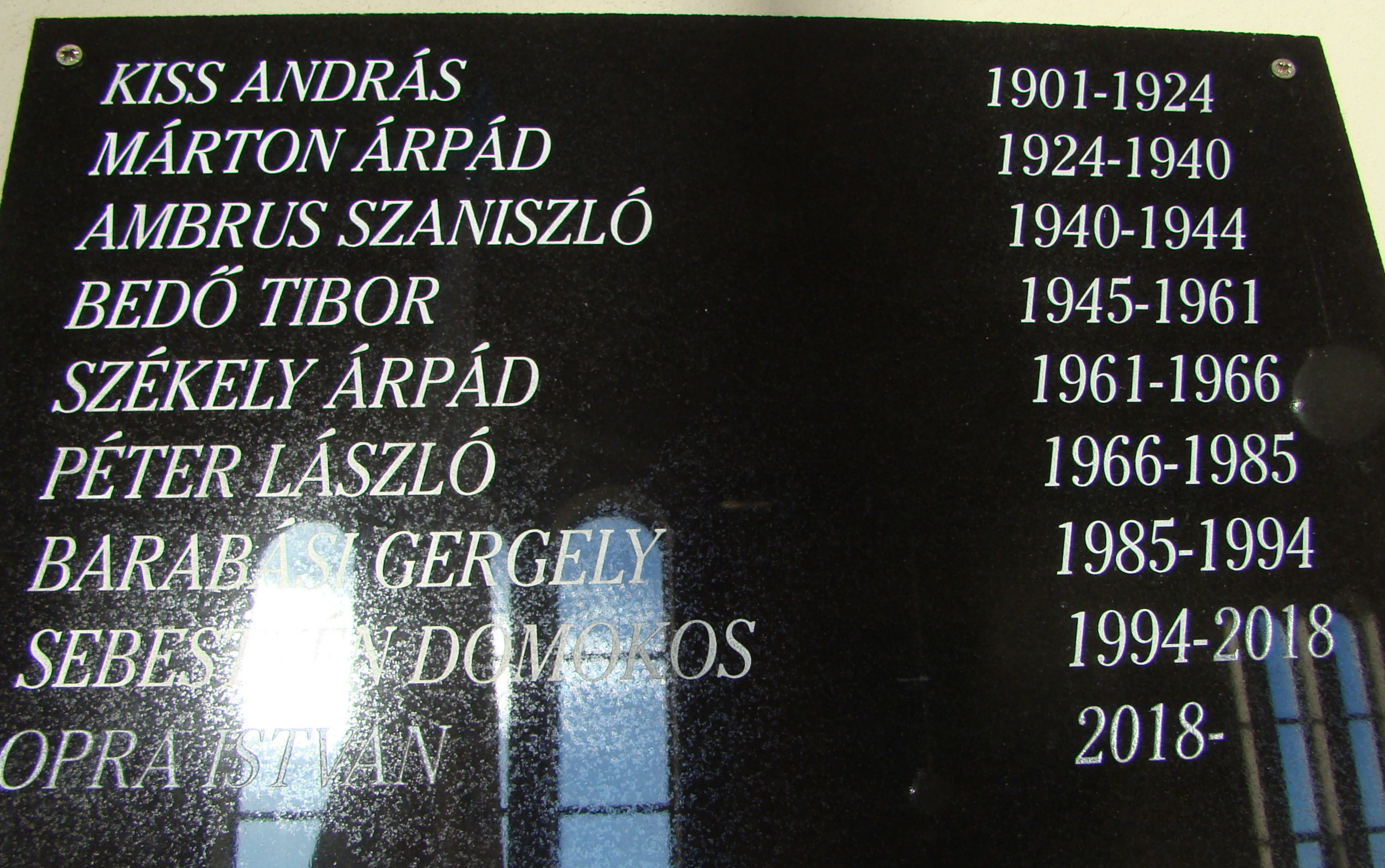
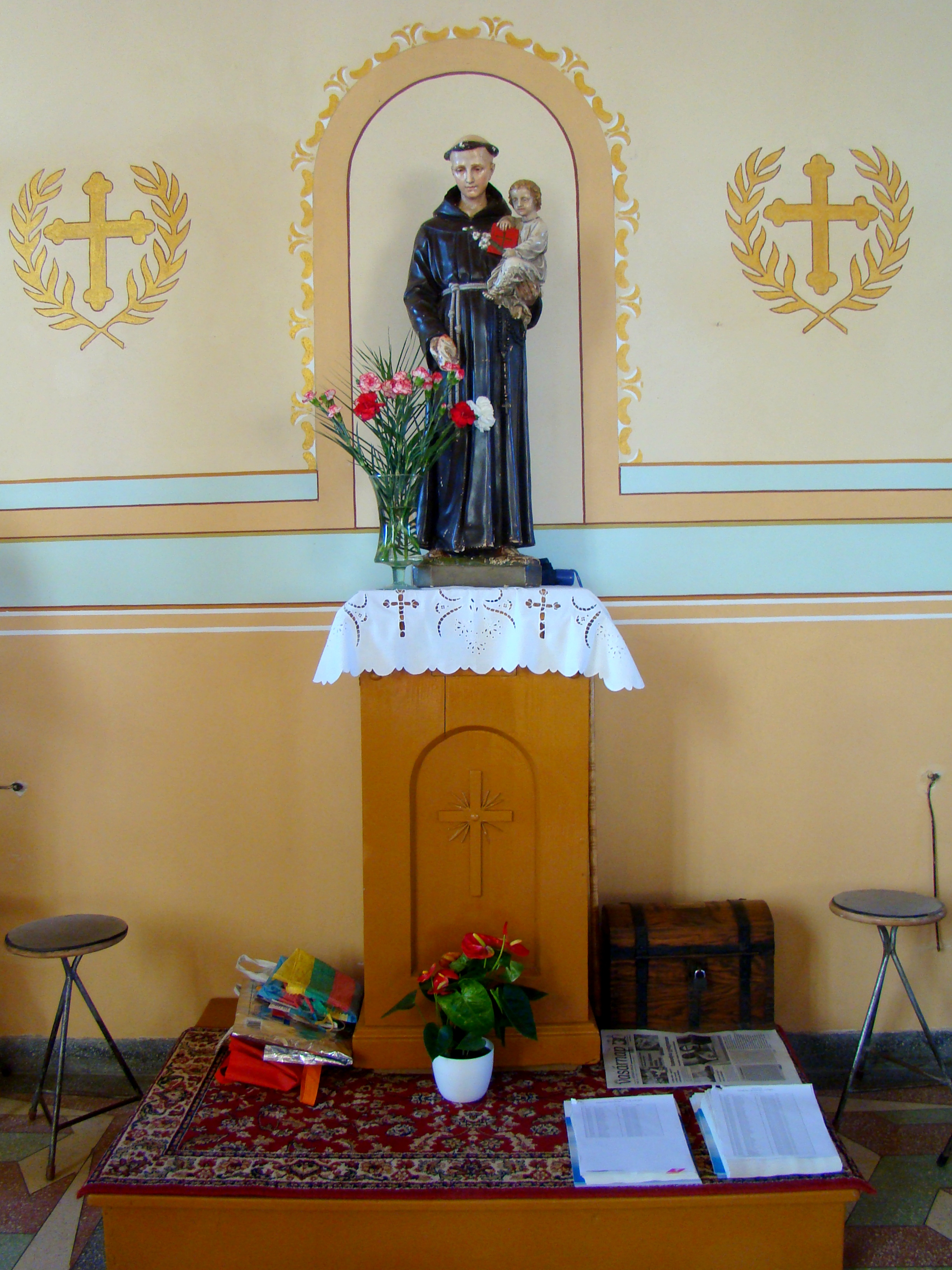